# Alleanza franco-ottomana

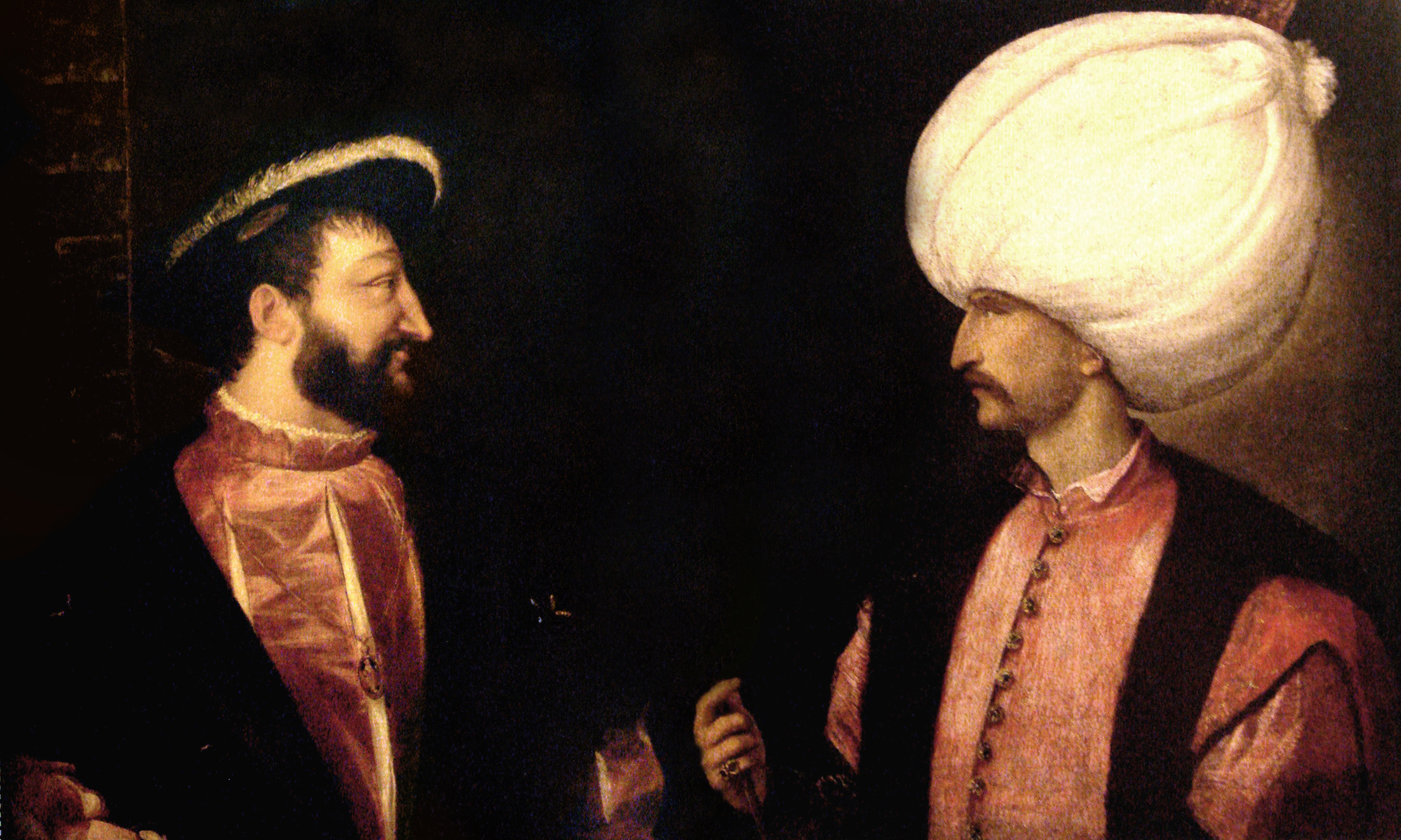
Francesco I (a sinistra) e Solimano il Magnifico (a destra), firmatari della prima alleanza franco-ottomana. Entrambi vennero dipinti separatamente da Tiziano intorno al 1530.

L'alleanza franco-ottomana, anche nota come alleanza franco-turca, fu un trattato di alleanza, sottoscritto nel 1536, fra il re di Francia Francesco I ed il sultano turco dell'Impero ottomano Solimano il Magnifico.   L'alleanza venne definita "la prima alleanza diplomatica non ideologica, del suo genere, tra un impero cristiano e uno non cristiano".
Essa causò scandalo nel mondo cristiano, e venne detta "empia alleanza", o "unione sacrilega del Giglio e della Mezzaluna", tuttavia, durò a lungo visto che serviva agli interessi oggettivi di entrambe le parti, in funzione anti-asburgica.  Ad essa si contrappose l'alleanza tra gli Asburgo e la Persia, nemica degli ottomani.
L'alleanza strategica e tattica è stata una delle più importanti alleanze straniere di Francia e durò per secoli, più di duecentocinquant'anni, fino alla Campagna d'Egitto di Napoleone Bonaparte, in territorio ottomano, del 1798–1801. L'alleanza franco-ottomana fu anche un importante capitolo delle relazioni franco-asiatiche.

## Antefatto

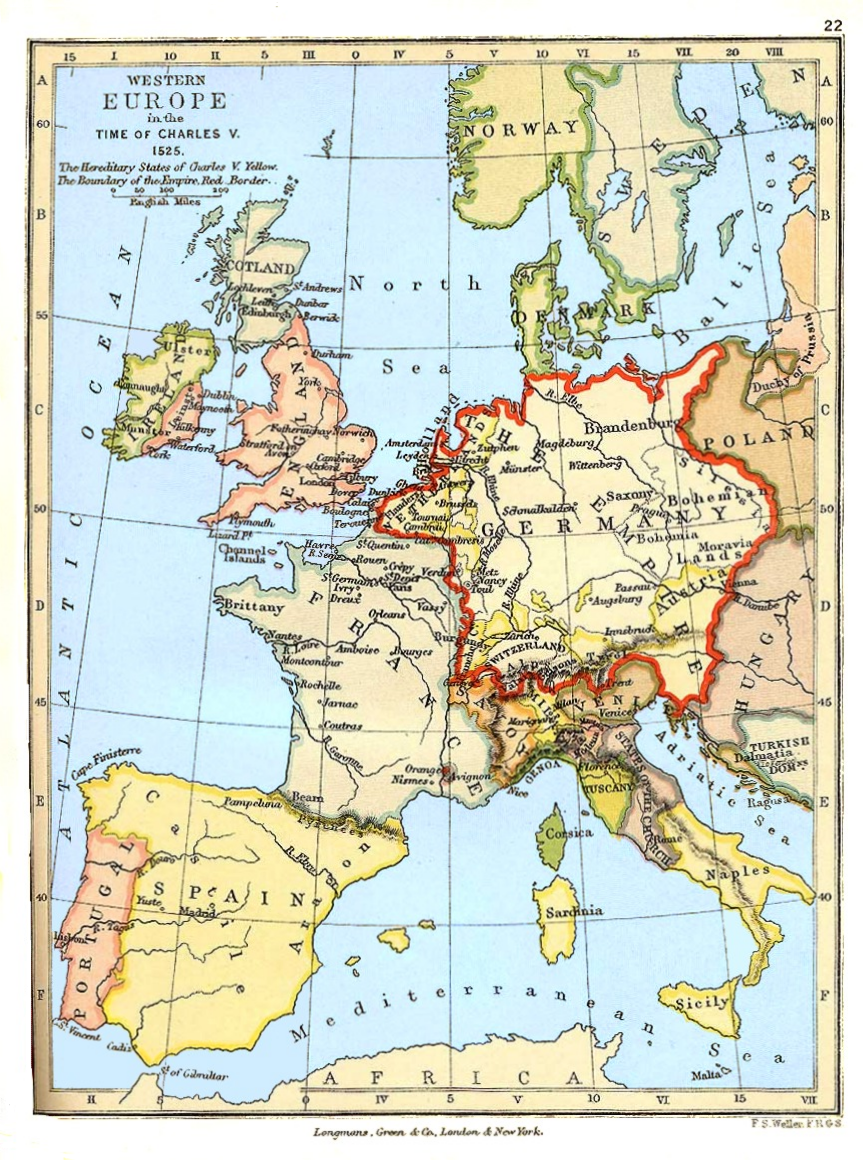
L'Europa occidentale nel 1525, dopo la Battaglia di Pavia. I territori in giallo sono i domini di Carlo V e quelli contornati di rosso rappresentano quelli appartenenti al Sacro Romano Impero, sui quali Carlo aveva un parziale controllo. La Francia era schiacciata nell'Occidente, mentre l'impero Ottomano si espandeva nella parte orientale del Sacro Romano Impero.

Dopo la conquista turca di Costantinopoli, nel 1453, da parte di Mehmet II e l'unificazione del Medio Oriente sotto Selim I, Solimano, figlio di Selim, si prodigò per espandere l'influenza ottomana sulla Serbia nel 1522. A questo punto l'Impero degli Asburgo entrò in diretto conflitto con gli Ottomani.

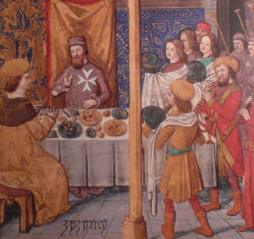
Il principe ottomano Djem con Pierre d'Aubusson a Bourganeuf, 1483-89.

Alcuni primi contatti sembra avessero già avuto luogo tra Ottomani e Francesi. Philippe de Commines narra che Bayezid II mandò un'ambasceria a Luigi XI nel 1483, mentre Djem, suo fratello e rivale, pretendente al trono ottomano, era detenuto in Francia, a Bourganeuf, da Pierre d'Aubusson. Luigi XI si rifiutò di vedere gli inviati, ma una grande quantità di denaro e alcune reliquie cristiane, offerte dall'inviato, fecero in modo che Djem potesse rimanere in carcere in Francia. Djem venne poi trasferito sotto la custodia di Papa Innocenzo VIII nel 1489.
La Francia aveva firmato il primo trattato o Capitolazione con il Sultanato Mamelucco d' Egitto nel 1500, durante il regno di Luigi XII e del sultano Bayezid II, nel quale il Sultano d'Egitto fece delle concessioni ai francesi e ai catalani, che vennero poi estese da Solimano.
La Francia era già stata alla ricerca di alleati in Europa centrale. L'ambasciatore di Francia Antonio Rincon venne inviato, da Francesco I, in diverse missioni in Polonia e Ungheria tra il 1522 e il 1525. A quel tempo, a seguito della Battaglia della Bicocca, Francesco I stava cercando di allearsi con il re Sigismondo I Jagellone. Nel 1524, venne firmata un'alleanza franco-polacca tra Francesco e Sigismondo I.
Una intensificazione epocale della ricerca di alleati in Europa centrale si verificò quando il sovrano francese Francesco I fu sconfitto nella Battaglia di Pavia, il 24 febbraio 1525, dalle truppe dell'imperatore Carlo V. Dopo diversi mesi di prigione, Francesco I fu costretto a firmare l'umiliante Trattato di Madrid, attraverso il quale dovette abbandonare il Ducato di Borgogna e Charolais all'Impero asburgico, rinunciare alle sue ambizioni italiane, e restituire i suoi beni e onori al traditore Carlo III di Borbone. Questa situazione costrinse Francesco I a trovare un alleato contro il potente imperatore asburgico, nella persona di Solimano il Magnifico.

## Alleanza fra Francesco I e Solimano

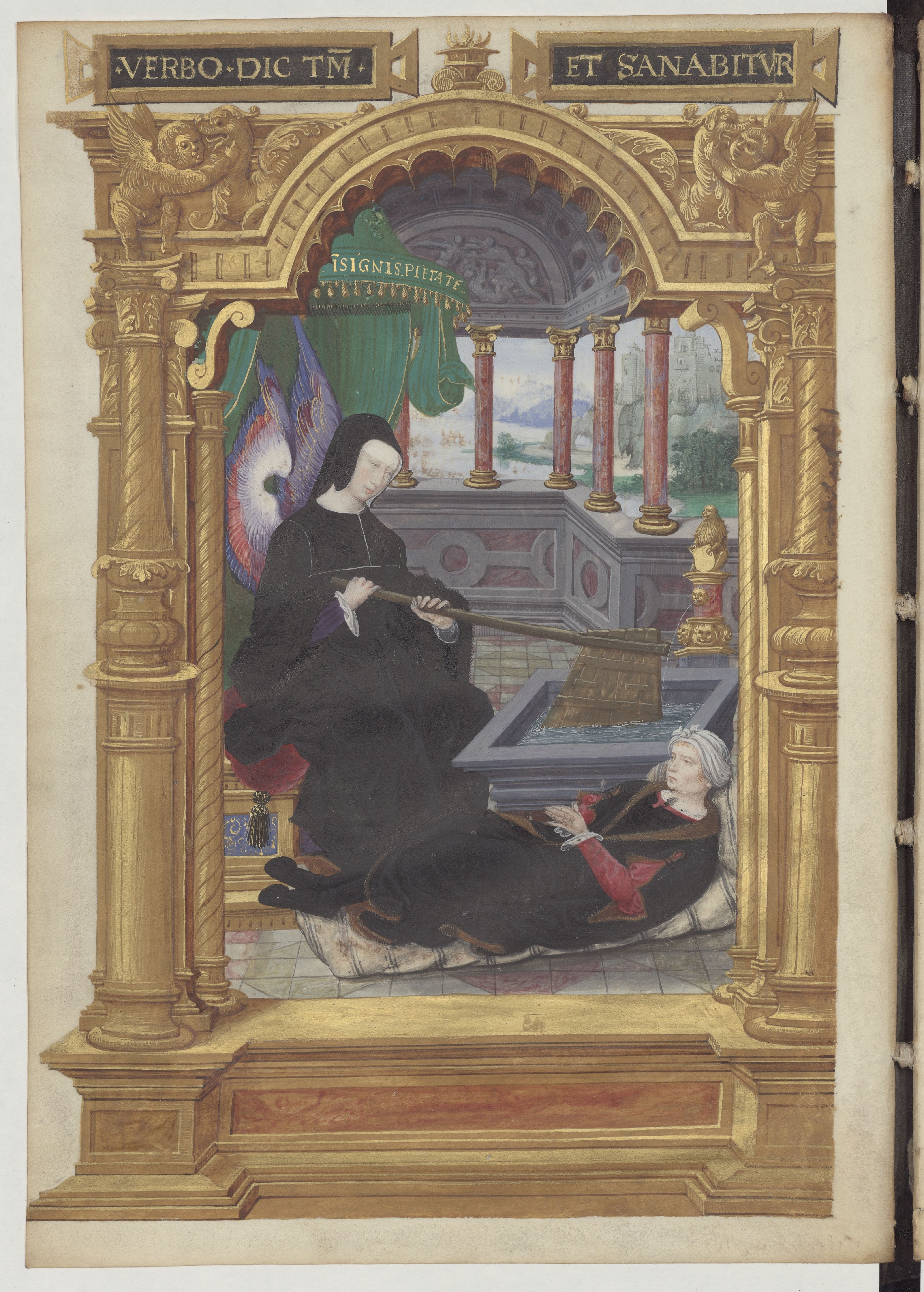
Luisa di Savoia, madre di Francesco I, che simbolicamente riprende il "timone" nel 1525, e chiede aiuto a Solimano il Magnifico, qui mostrato mentre giace ai suoi piedi.

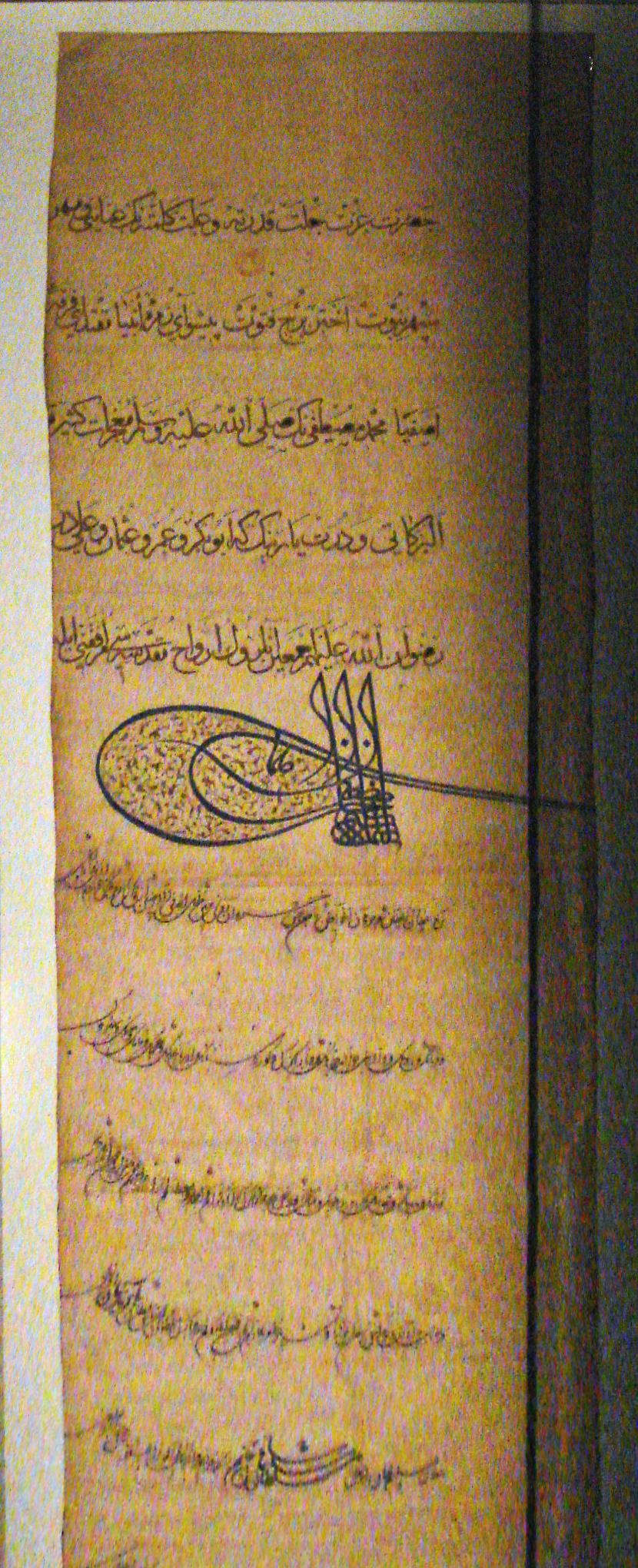
Prima lettera di Solimano a Francesco I del febbraio 1526.

L'alleanza fu l'occasione, per entrambi i regnanti, di unire le forze contro l'egemonia degli Asburgo, i quali frenavano le mire espansionistiche turche nei balcani e quelle francesi in Italia e Germania. L'osservazione della mappa geopolitica europea dell'epoca rende evidente come per la Francia l'Impero Ottomano rappresentasse un alleato naturale, e viceversa. L'obiettivo per Francesco I era chiaramente quello di trovare un alleato nella lotta contro la Casata degli Asburgo, anche se questa politica di alleanza era un'inversione di strategia rispetto a quella dei suoi predecessori. Il pretesto usato da Francesco I per suggellare un'alleanza con una potenza musulmana era la protezione dei cristiani nelle terre ottomane, attraverso accordi chiamati Capitolazioni dell'Impero ottomano.
Il re Francesco I era imprigionato a Madrid quando vennero fatti i primi tentativi di un'alleanza. Una prima missione francese a Solimano sembra sia stata inviata subito dopo la battaglia di Pavia da parte della madre di Francesco I, Luisa di Savoia, ma la missione terminò in Bosnia prima di giungere a Costantinopoli. Nel dicembre 1525 venne inviata una seconda missione, guidata da Jean Frangipani, con l'incarico di raggiungere Costantinopoli, capitale Ottomana, latore di lettere segrete tendenti a chiedere la liberazione del re Francesco I e un attacco agli Asburgo. Frangipani tornò con una risposta di Solimano, il 6 febbraio 1526:
(Risposta di Solimano a Francesco I, febbraio 1526)
Le necessità del re di Francia ben corrispondevano alle ambizioni di Solimano in Europa, e gli diedero un incentivo ad attaccare l'Ungheria nel 1526, attacco che portò alla Battaglia di Mohács. Gli Ottomani erano anche fortemente attratti dal prestigio di essere alleati di un paese come la Francia, che avrebbe dato maggiore legittimità ai loro domini europei.
Nel frattempo, Carlo V stava manovrando per formare un'alleanza asburgico-persiana, in modo che l'Impero Ottomano potesse essere attaccato dal retro. Furono inviati ambasciatori allo Shah Tahmasp I nel 1525, e di nuovo nel 1529, chiedendo un attacco all'Impero Ottomano.

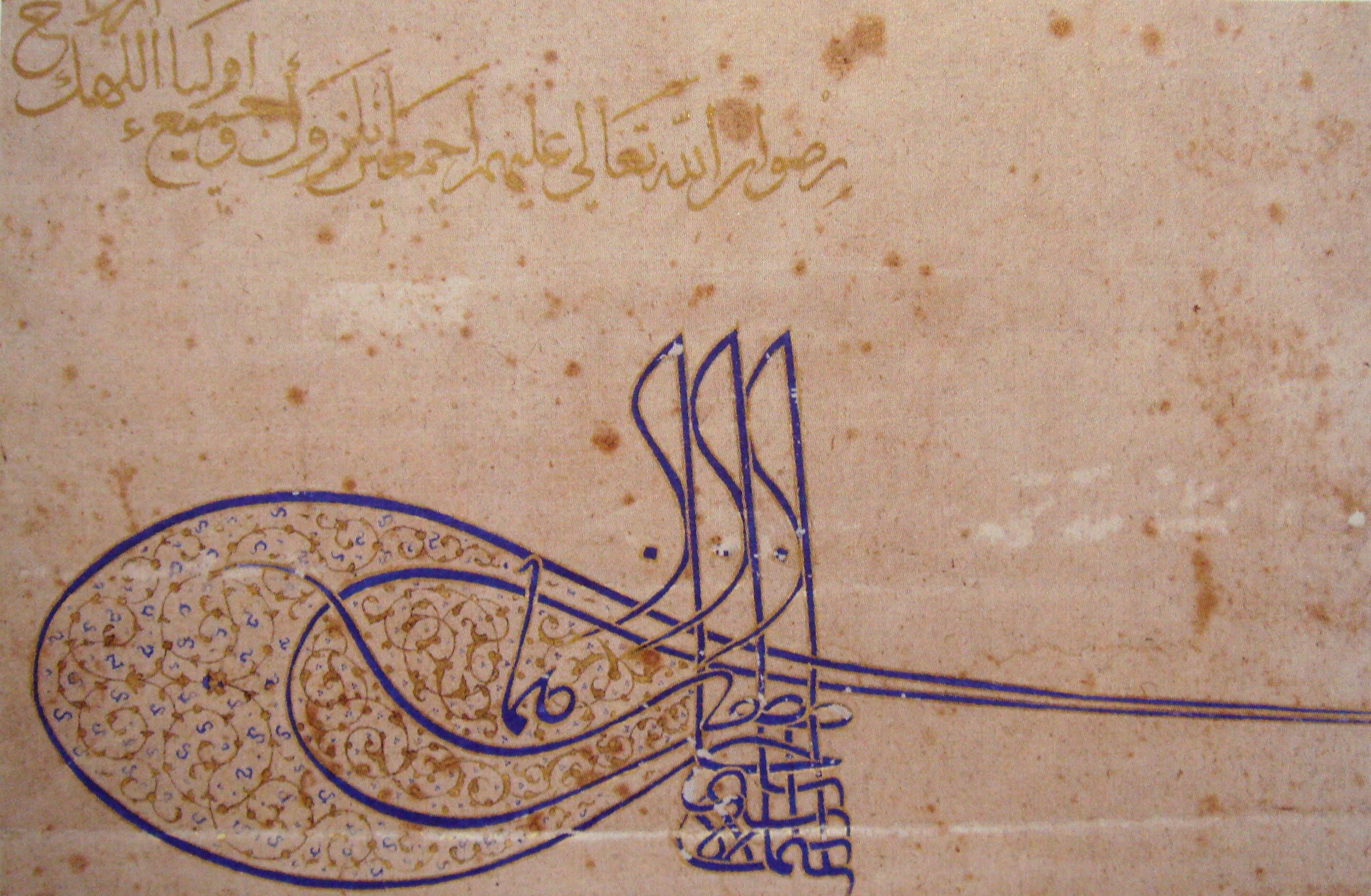
Lettera di Solimano il Magnifico a Francesco I di Francia relativa alla protezione dei cristiani nei suoi Stati, settembre 1528. Archives Nationales, Parigi, Francia.

Con la guerra della Lega di Cognac (1526–1530) in corso di svolgimento, Francesco I continuò a cercare alleanze in Europa centrale, firmando un'alleanza franco-ungherese nel 1528 con re Giovanni I d'Ungheria, che era appena divenuto vassallo dell'Impero Ottomano. Nel 1528, Francesco utilizzò il pretesto della protezione dei cristiani nell'Impero Ottomano per contattare nuovamente Solimano per chiedergli di trasformare una moschea in chiesa cristiana, ovvero quello che era prima di essere trasformata in edificio di culto islamico. Nella sua lettera di risposta a Francesco I, Solimano cortesemente rifiutò, ma garantì la protezione dei cristiani nei suoi stati. Egli rinnovò anche i privilegi dei mercanti francesi che erano stati ottenuti nel 1517 in Egitto.
Francesco I, sconfitto nelle sue campagne europee, dovette firmare la Paix des Dames nel mese di agosto 1529. Fu anche costretto a fornire alcune galee a Carlo V nella sua guerra contro gli ottomani. Tuttavia, gli ottomani continuarono le loro campagne in Europa centrale, e nel 1529 assediarono la capitale degli Asburgo, assedio di Vienna, ripetendo l'assedio nel 1532.

### Scambio di ambasciatori

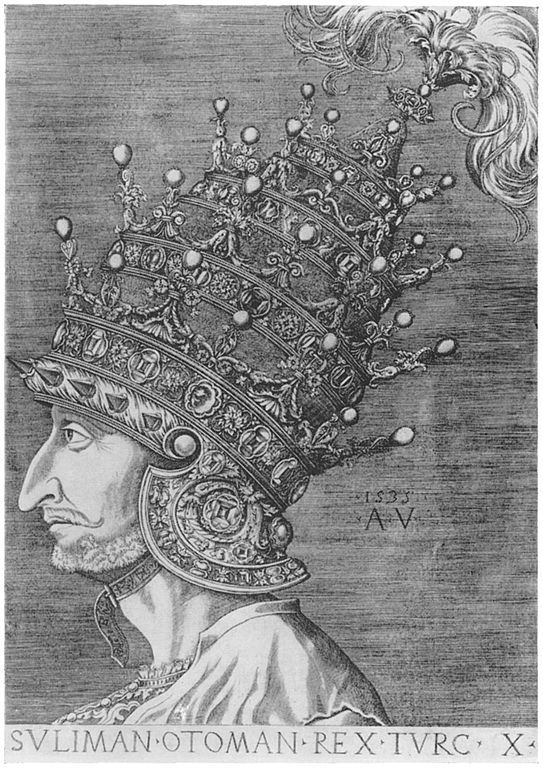
Nel 1532, l'ambasciatore francese Antonio Rincon regalò a Solimano questa magnifica tiara, realizzata a Venezia per 115 000 ducati.

Agli inizi del 1532, Solimano ricevette l'ambasciatore francese Antonio Rincon a Belgrado. Antonio Rincon regalò a Solimano una magnifica tiara a quattro corone, realizzata a Venezia per la somma di 115 000 ducati e che doveva sottolineare l'importanza del sultano (quattro corone al posto delle tre della corona papale). Rincon così descrisse il mondo ottomano:
(Antonio Rincon, 1532)

L'ambasciatore francese in Inghilterra Jean de Dinteville in Gli ambasciatori, di Hans Holbein il Giovane, 1533, che illustra un esemplare di tappeto orientale.

Francesco I espose all'ambasciatore veneziano Giorgio Gritti, nel marzo 1531, la sua strategia nei confronti dei turchi:
(Francesco all'ambasciatore veneziano)

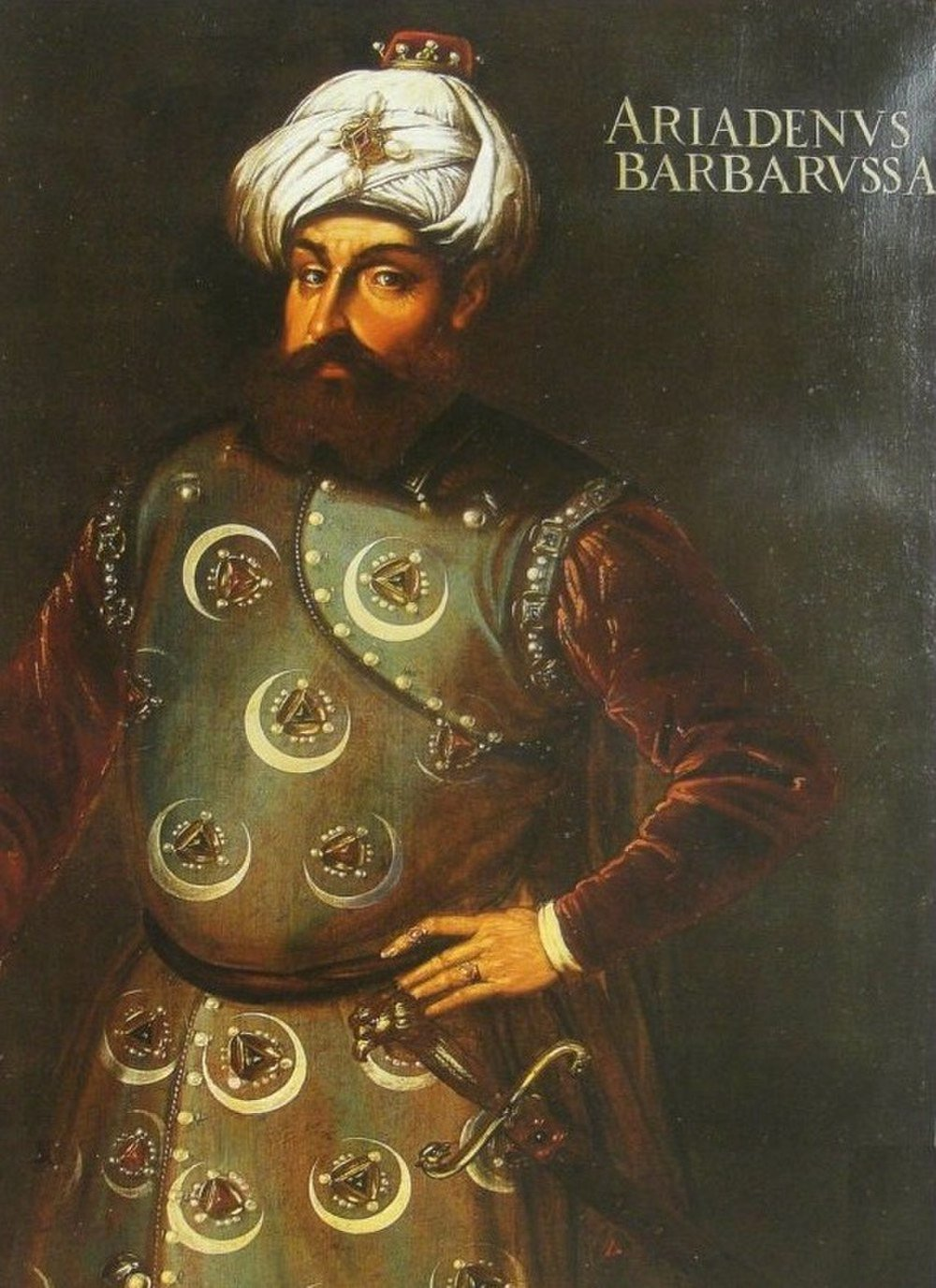
L'ammiraglio ottomano Barbarossa combatté in alleanza con la Francia.

Ambasciate ottomane vennero inviate in Francia, nel 1533, guidata da Hayreddin Barbarossa, e nel 1534 guidata da rappresentanti di Solimano.

#### Operazioni combinate (1534-1535)
Solimano ordinò a Barbarossa di mettere la sua flotta a disposizione di Francesco I per attaccare Genova e il Milanese. Nel luglio 1533 Francesco I ricevette alcuni rappresentanti ottomani a Le Puy, e in cambio inviò Antonio Rincon a Barbarossa in Nord Africa e poi in Asia Minore. Solimano spiegò "che non poteva abbandonare il re di Francia, che era suo fratello". L'alleanza franco-ottomana era da allora cosa fatta.
Nel 1534 una flotta turca venne inviata contro l'Impero asburgico, su richiesta di Francesco I, per razziare le coste italiane e per un incontro con i rappresentanti di Francesco nel sud della Francia. La flotta realizzò la conquista di Tunisi il 16 agosto 1534 e continuò a razziare le coste italiane con il supporto di Francesco I. In un contrattacco comunque, Carlo V li ricacciò nel 1535. Nel 1535 nasce la prima scuola per interpreti con l'auspicio della corona francese per i legami con i Turchi.

#### Ambasciatore permanente Jean de La Forêt (1535-1537)

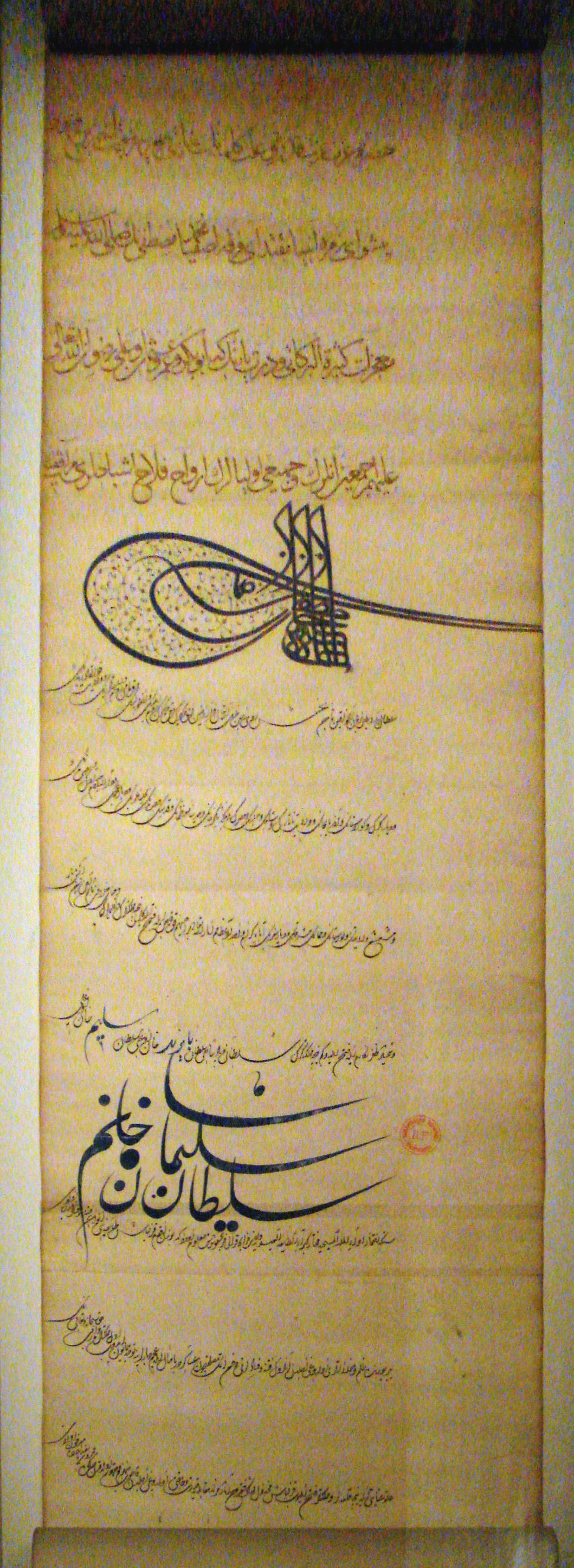
Lettera di Solimano a Francesco I del 1536, con la quale informa il sovrano francese della felice campagna in Iraq e acconsente alla permanenza dell'ambasciatore Jean de La Forêt alla corte ottomana.

##### Accordi commerciali e religiosi

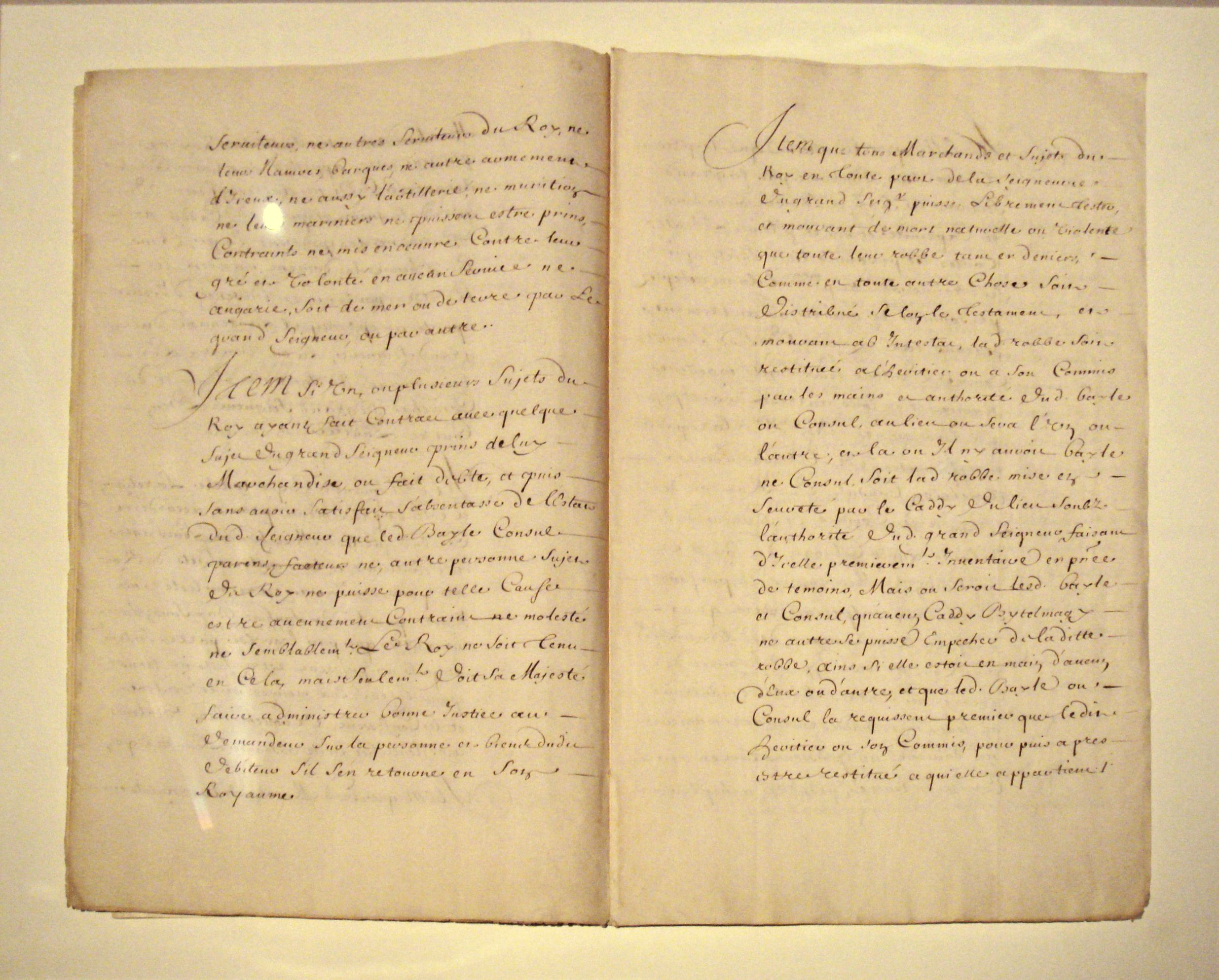
Bozza del Trattato del 1536 fra Jean de La Forêt e Ibrahim Pasha, alcuni giorni prima del suo assassinio, per espandere a tutto l'Impero ottomano i privilegi ottenuti in Egitto dai Mamelucchi prima del 1518.

Trattati, o capitolazioni, erano stati stipulati tra i due paesi a partire dal 1528 e dal 1536. La sconfitta catastrofica nella conquista di Tunisi per mano di Andrea Doria motivò l'impero ottomano ad entrare in un'alleanza formale con la Francia. L'ambasciatore Jean de La Forêt venne inviato a Costantinopoli, e per la prima volta poté assumere un incarico permanente di ambasciatore francese presso l'impero ottomano e negoziare trattati.
Jean de La Forêt negoziò la capitolazione il 18 febbraio 1536, sul modello dei precedenti trattati ottomani con Venezia e Genova, anche se sembra siano stati ratificati dagli Ottomani soltanto nel 1569, con l'ambasciatore Claude Du Bourg. Queste capitolazioni permisero ai francesi di ottenere privilegi importanti, come la sicurezza delle persone e dei beni, l'extraterritorialità, la libertà di trasportare e vendere beni in cambio del pagamento dei selamlik e delle tasse doganali. Queste capitolazioni avrebbero, in effetti, dato ai francesi il monopolio del commercio con il vicino Oriente. Le navi straniere dovevano commerciare con la Turchia sotto la bandiera francese, dopo il pagamento di una percentuale del loro commercio.
L'ambasciata francese ed una cappella cristiana vennero costruite nell'area di Galata a Costantinopoli, e vennero concessi diversi privilegi ai mercanti francesi in tutto l'impero ottomano. Attraverso le capitolazioni del 1535, i francesi ricevettero il privilegio di commerciare liberamente in tutti i porti ottomani. Nel 1536 venne sottoscritta una formale alleanza. I francesi erano liberi di praticare la loro religione nell'Impero Ottomano, e i cattolici francesi ebbero la custodia dei Luoghi Santi. La capitolazione venne nuovamente rinnovata nel 1604, ed ebbe termine soltanto dopo l'istituzione della Repubblica di Turchia nel 1923.

##### Accordi militari e finanziari
Jean de la Forêt fu latore anche di istruzioni militari segrete per organizzare un'offensiva combinata in Italia nel 1535. Attraverso i negoziati di La Forêt, con il visir Ibrahim Pasha, si convennero delle operazioni militari congiunte contro gli stati italiani, nelle quali la Francia avrebbe attaccato la Lombardia mentre l'impero ottomano avrebbe attaccato da Napoli. L'Impero Ottomano avrebbe inoltre fornito un notevole sostegno finanziario a Francesco I. Nel 1533, Solimano inviò a Francesco I 100 000 pezzi d'oro, in modo che potesse formare una coalizione con l'Inghilterra e gli stati tedeschi contro Carlo V. Nel 1535, Francesco chiese un altro milione di ducati. Le istruzioni militari di Jean de la Foret molto specifiche:

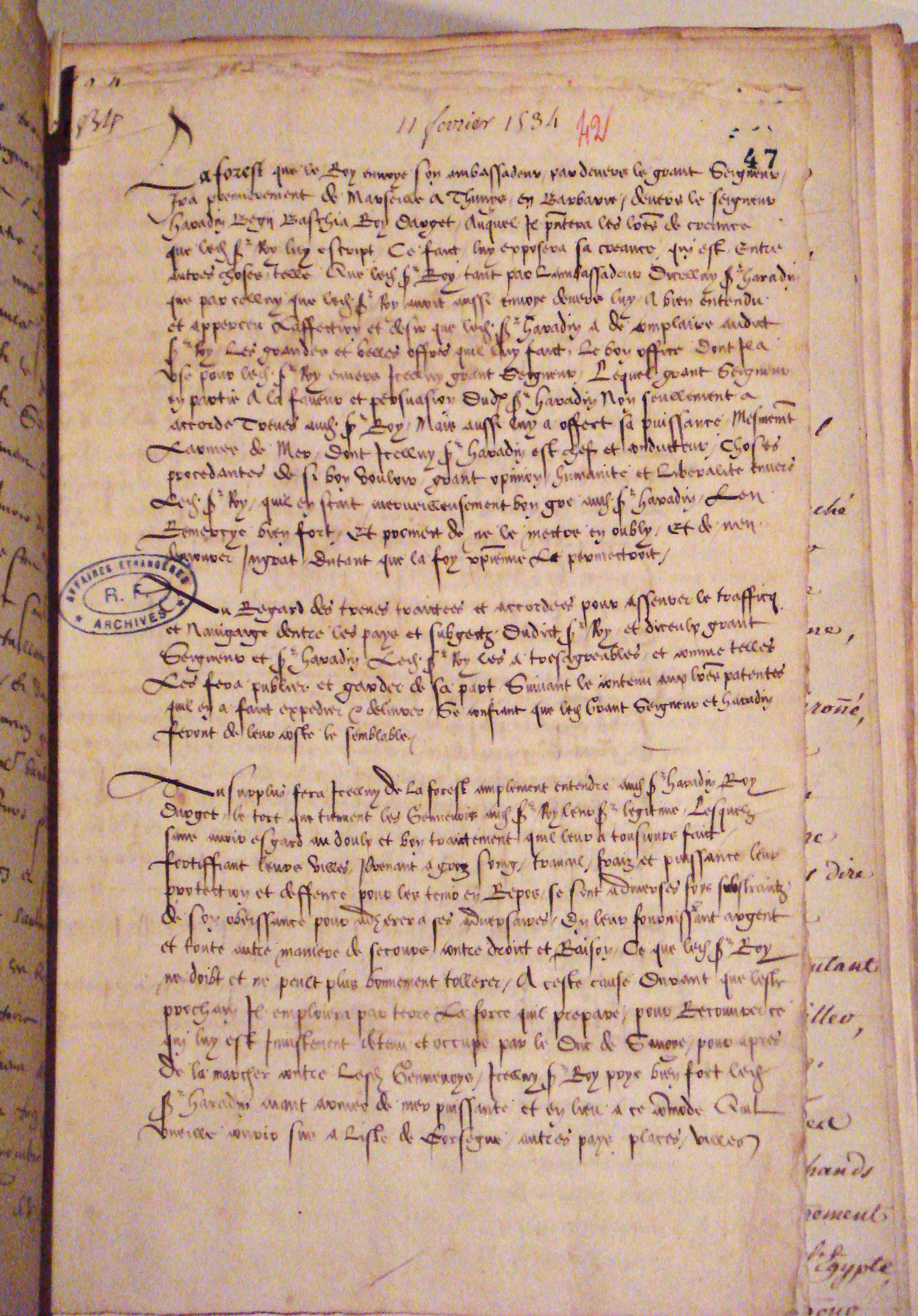
Istruzioni militari a Jean de La Forêt, da parte del Chancellor Antoine Duprat (copia), 11 febbraio 1535.

Per il Gran Signore, Monsieur de La Forêt deve chiedere un milione in oro, e che il suo esercito debba entrare prima in Sicilia e Sardegna e stabilire lì un re che sarà nominato da La Forêt, una persona che abbia credito e conosca bene queste isole e che gli manterrà la devozione, all'ombra e con il sostegno del re [di Francia]. Inoltre, egli riconoscerà questa benedizione e invierà un omaggio e tributi al Gran Signore per ricompensarlo per il sostegno finanziario che sarà fornito al re, nonché il sostegno della sua flotta che sarà pienamente assistita dal Re [di Francia].»
(Istruzioni militari di Francesco I a Jean de La Forêt, 1535.)
Solimano intervenne diplomaticamente in favore di Francesco I sulla scena europea. È noto che abbia inviato almeno una lettera ai principi protestanti della Germania per incoraggiarli ad allearsi con Francesco I contro Carlo V. Francesco I si alleò, nel 1535, con la Lega di Smalcalda contro Carlo V.

### Guerra d'Italia del 1536–1538
L'alleanza franco-ottomana si palesò durante la guerra d'Italia del 1536-1538 a seguito del Trattato del 1536 negoziato da Jean de La Forêt.

#### Campagna del 1536

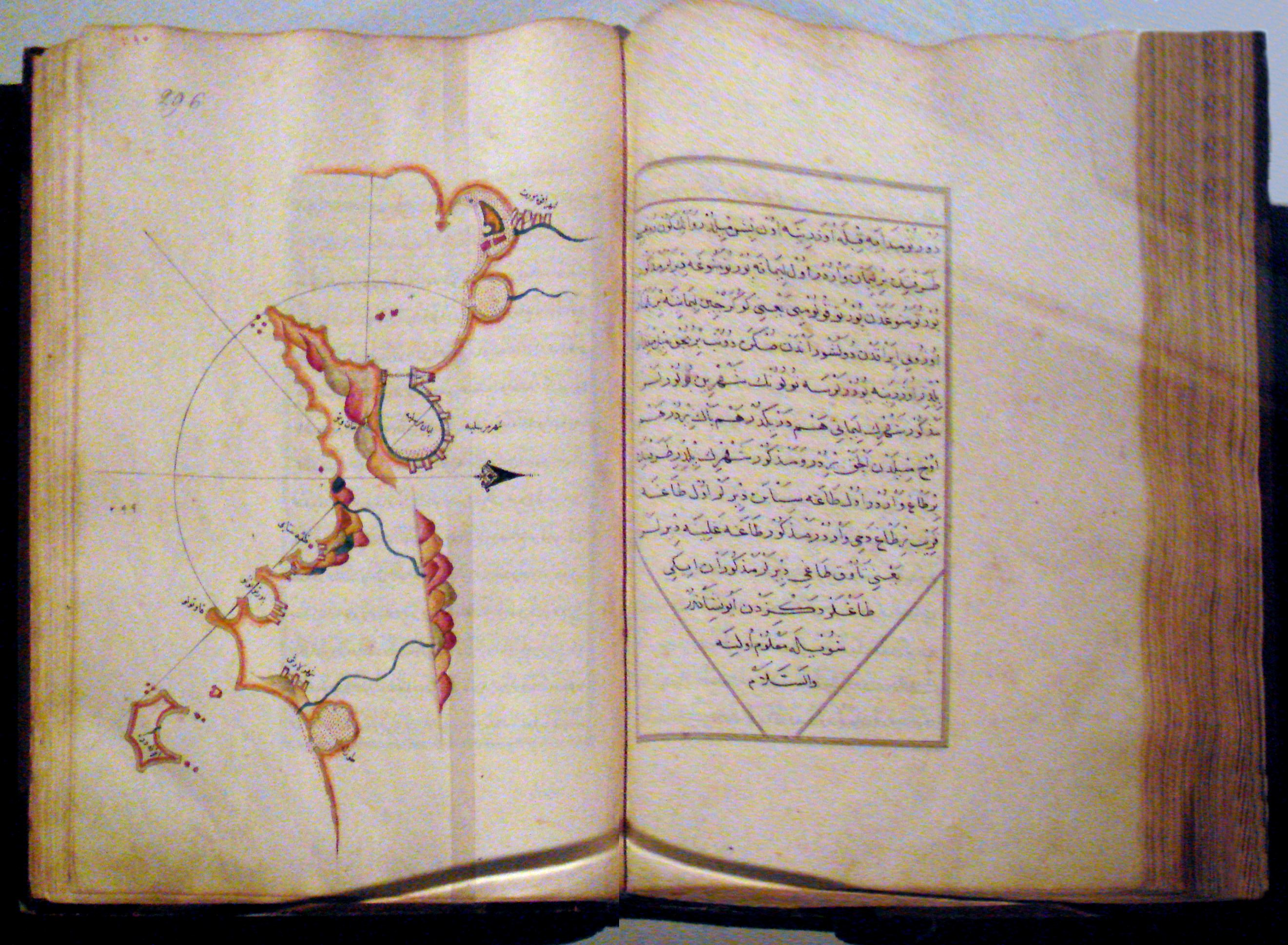
Il porto di Marsiglia dell'ammiraglio ottomano Piri Reìs 1526.

Francesco I invase la Savoia nel 1536. dando inizio alla guerra. Una flotta franco-turca si stabilì a Marsiglia dalla fine del 1536, minacciando Genova. Mentre Francesco I attaccava Milano e Genova nel mese di aprile 1536, Barbarossa razziava i possedimenti asburgici nel Mediterraneo.
Nel 1536, l'ammiraglio francese Baron de Saint-Blancard mise assieme le sue dodici galee francesi con una piccola flotta ottomana, appartenente al Barbarossa di Algeri (una galeaa ottomana e 6 galiotes), per attaccare l'isola di Ibiza nella Isole Baleari. Dopo non essere riuscito a prendere la torre di Salé, la flotta razziò la costa spagnola da Tortosa a Collioure, andando poi a svernare a Marsiglia, con 30 galee, da 15 ottobre 1536 (la prima volta di una flotta turca ospitata per l'inverno a Marsiglia).

#### Campagna congiunta del 1537

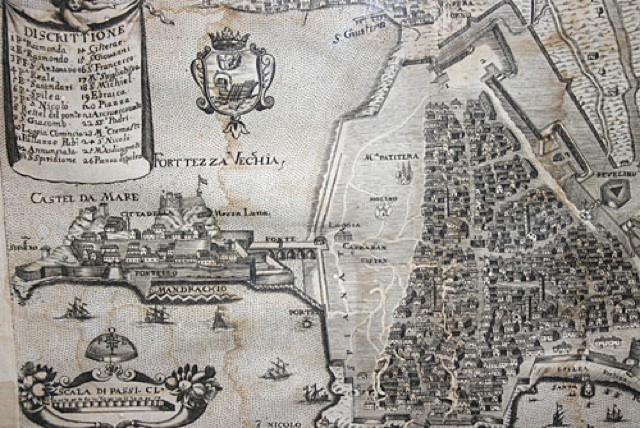
La flotta congiunta franco-ottomana all'assedio di Corfù ai primi di settembre 1537.

Nel 1537 vennero programmate importanti operazioni combinate, in cui gli Ottomani avrebbero attaccato l'Italia meridionale e Napoli con Barbarossa e Francesco I avrebbe attaccato il nord Italia con 50 000 uomini. Solimano inviò un esercito di 300 000 uomini da Costantinopoli all'Albania, con l'obiettivo di trasportarli in Italia con la flotta. La flotta ottomana si concentrò a Valona con 100 galee, accompagnata dall'ambasciatore francese Jean de La Forêt. Approdò a Castro alla fine di luglio 1537, e partì due settimane più tardi con molti prigionieri. Barbarossa aveva devastato la regione intorno ad Otranto, facendo circa 10 000 schiavi. Francesco I non riuscì però a realizzare il suo impegno, andando ad attaccare invece i Paesi Bassi. 

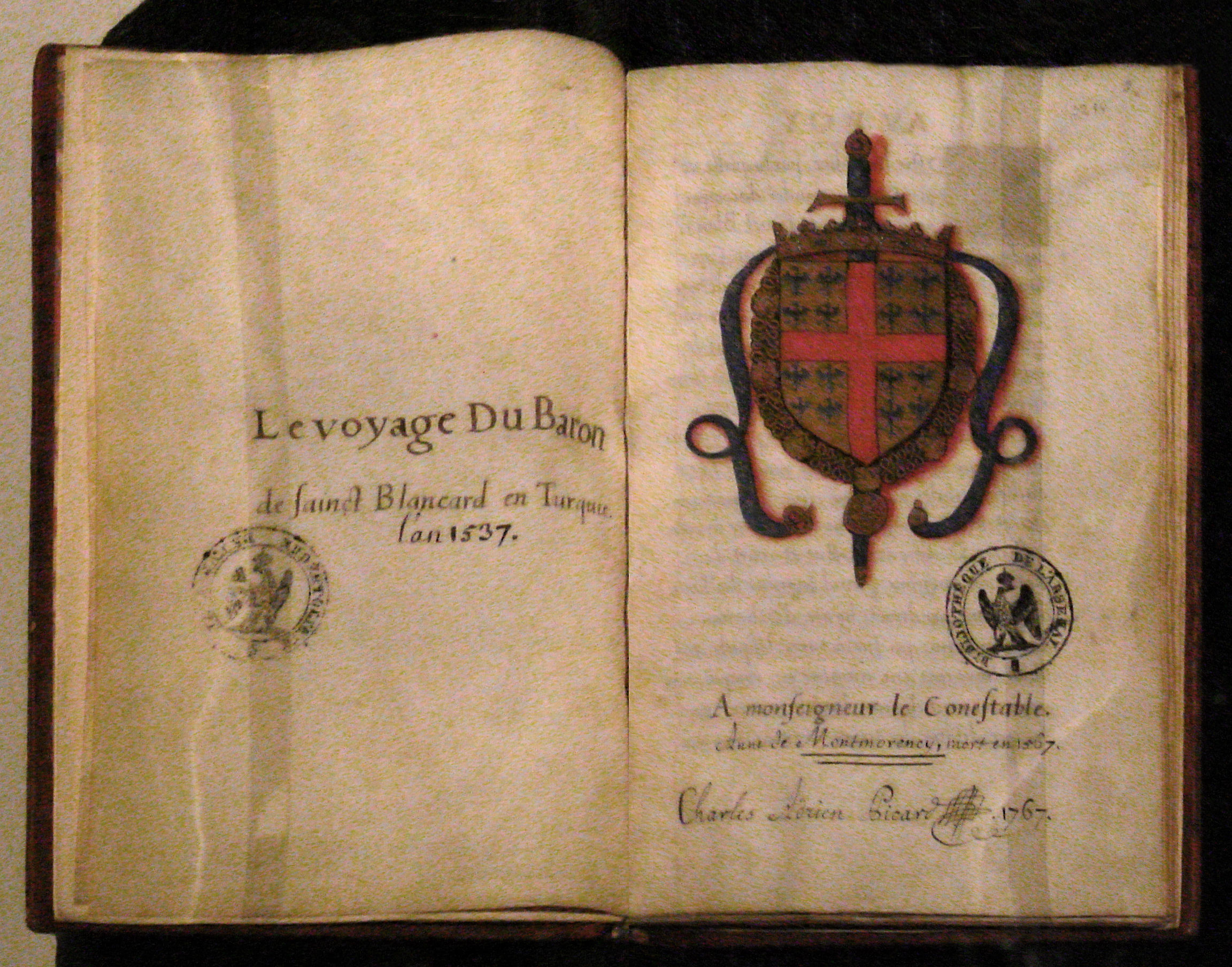
Le Voyage du Baron de Saint Blancard en Turquie, di Jean de la Vega, (dopo il 1538).

Gli ottomani partirono dal sud Italia, e posero l'Assedio a Corfù nel mese di agosto 1537. dove vennero raggiunti dall'ammiraglio francese Baron de Saint-Blancard con 12 galee all'inizio di settembre 1537. Saint-Blancard tentò inutilmente di convincere gli ottomani ad attaccare nuovamente le coste della Puglia, Sicilia e Ancona, e Solimano tornò con la sua flotta a Costantinopoli a metà settembre, senza aver preso Corfù. L'ambasciatore francese Jean de La Forêt si ammalò seriamente e morì di lì a poco. Francesco I riuscì finalmente a penetrare in Italia, e raggiunse Rivoli il 31 ottobre 1537.
Per due anni, fino al 1538, Saint-Blancard avrebbe accompagnato la flotta di Barbarossa, e tra il 1537 e il 1538 trascorse l'inverno con le sue galee a Costantinopoli e incontrò Solimano. Durante quel periodo, Saint-Blancard venne finanziato dal Barbarossa. La campagna di Saint-Blancard con gli ottomani venne descritta in Le Voyage du Baron de Saint Blancard en Turquie, da Jean de la Vega, che aveva accompagnato Saint-Blancard nella missione. Anche se il francese accompagnò la maggior parte delle campagne di Barbarossa, a volte si astenne dal partecipare agli assalti turchi, e i suoi racconti esprimono orrore per la violenza di quegli scontri, in cui i cristiani venivano macellati o presi prigionieri.

#### Tregua di Nizza franco-asburgica (1538)

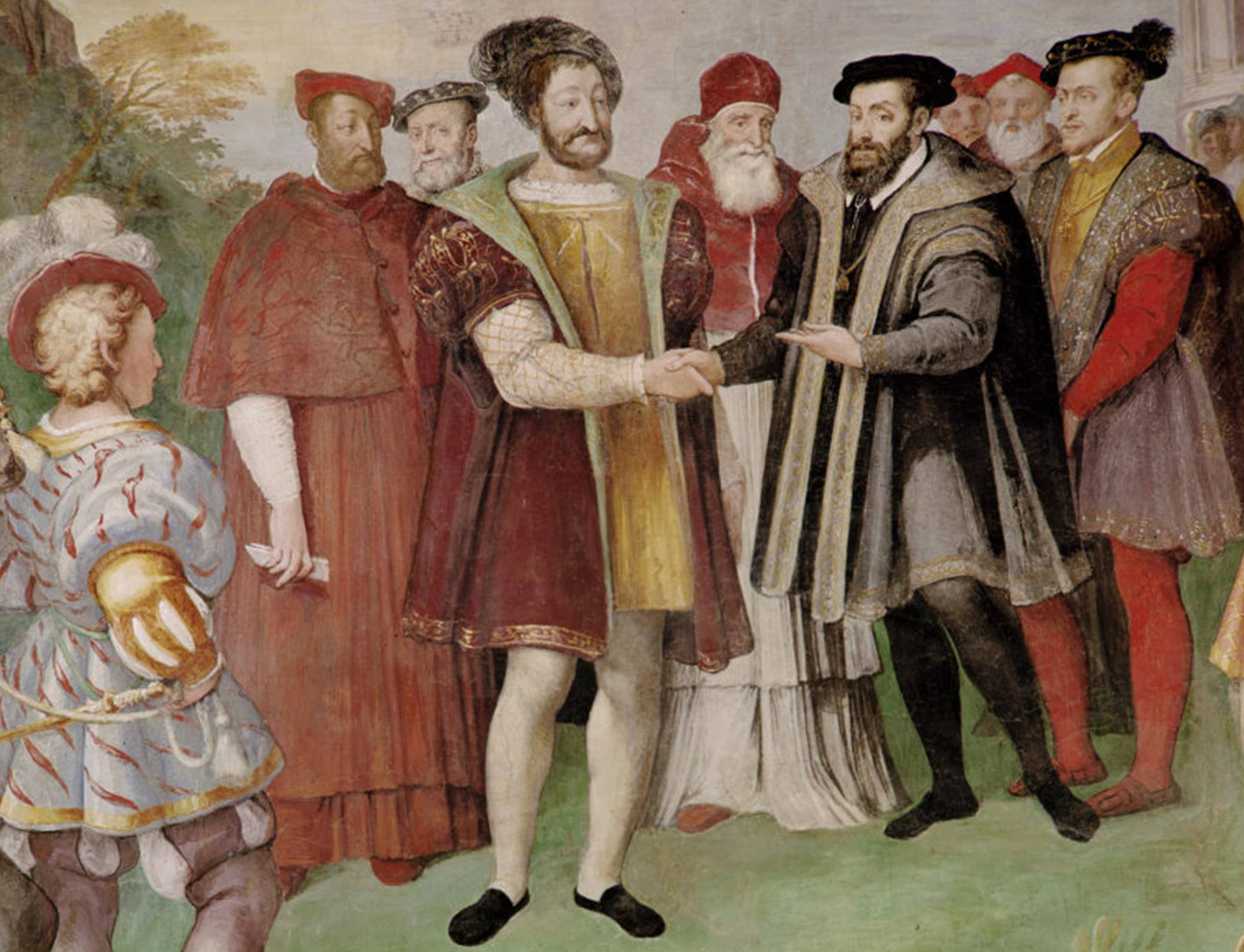
Francesco I e Carlo V stipularono una pace con la Tregua di Nizza del 1538. Francesco I rifiutò di incontrare Carlo V in persona, ed il trattato venne firmato in ambienti separati.

Con Carlo V soccombente in battaglia e stretto tra l'invasione francese e gli Ottomani, re Francesco I e Carlo V alla fine fecero la pace con la Tregua di Nizza il 18 giugno 1538. Con la tregua, Carlo e Francesco si accordarono di allearsi contro gli Ottomani per espellerli dall'Ungheria. Carlo V rivolse la sua attenzione alla lotta contro gli ottomani, ma non poteva inviare grandi forze in Ungheria a causa di un conflitto che lo impegnava contro i principi tedeschi della Lega di Smalcalda. Il 28 settembre 1538 Barbarosa vinse la grande Battaglia di Prevesa contro la flotta imperiale. Alla fine del conflitto, Solimano fissò come condizione per la pace con Carlo V che quest'ultimo restituisse a Francesco I, le terre che erano sue di diritto.
L'alleanza franco-ottomana subì una stasi, a causa del cambiamento di alleanza di Francesco con la tregua di Nizza nel 1538. L'aperto conflitto tra Carlo e Francesco sarebbe ripreso nel 1542, nonché la collaborazione franco-ottomana, il 4 luglio 1541 a causa dell'assassinio, da parte delle truppe imperiali, dell'ambasciatore francese presso l'Impero Ottomano Antonio Rincon, mentre era in viaggio attraverso l'Italia vicino a Pavia.

### Guerra d'Italia del 1542–1546 e campagna d'Ungheria del 1543

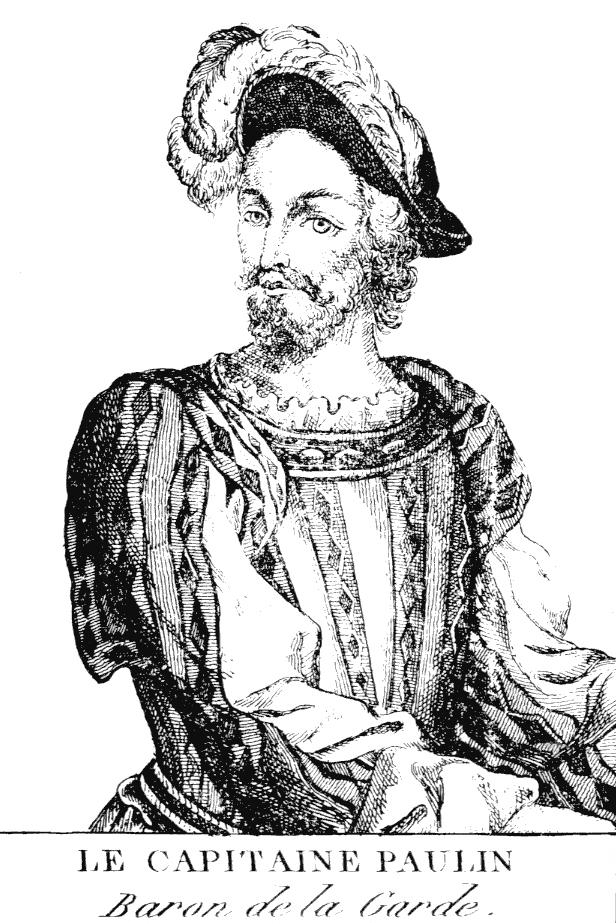
Antoine Escalin des Aimars.

Durante la guerra d'Italia del 1542-1546, Francesco I e Solimano si trovarono nuovamente a combattere contro il Sacro Romano Impero, Carlo V e Enrico VIII d'Inghilterra. Il corso della guerra vide una serie di combattimenti in Italia, Francia, e Paesi Bassi, così come tentate invasioni di Spagna e Inghilterra, ma, anche se il conflitto fu rovinosamente costoso per i principali partecipanti, l'esito fu inconcludente. Nel Mediterraneo, la collaborazione navale ebbe luogo tra le due potenze alleate per combattere contro le forze spagnole, a seguito di una richiesta di Francesco I, trasmessa da Antoine Escalin des Aimars, noto anche come il capitano Polin.

#### Coordinamento fallito nella campagna del 1542

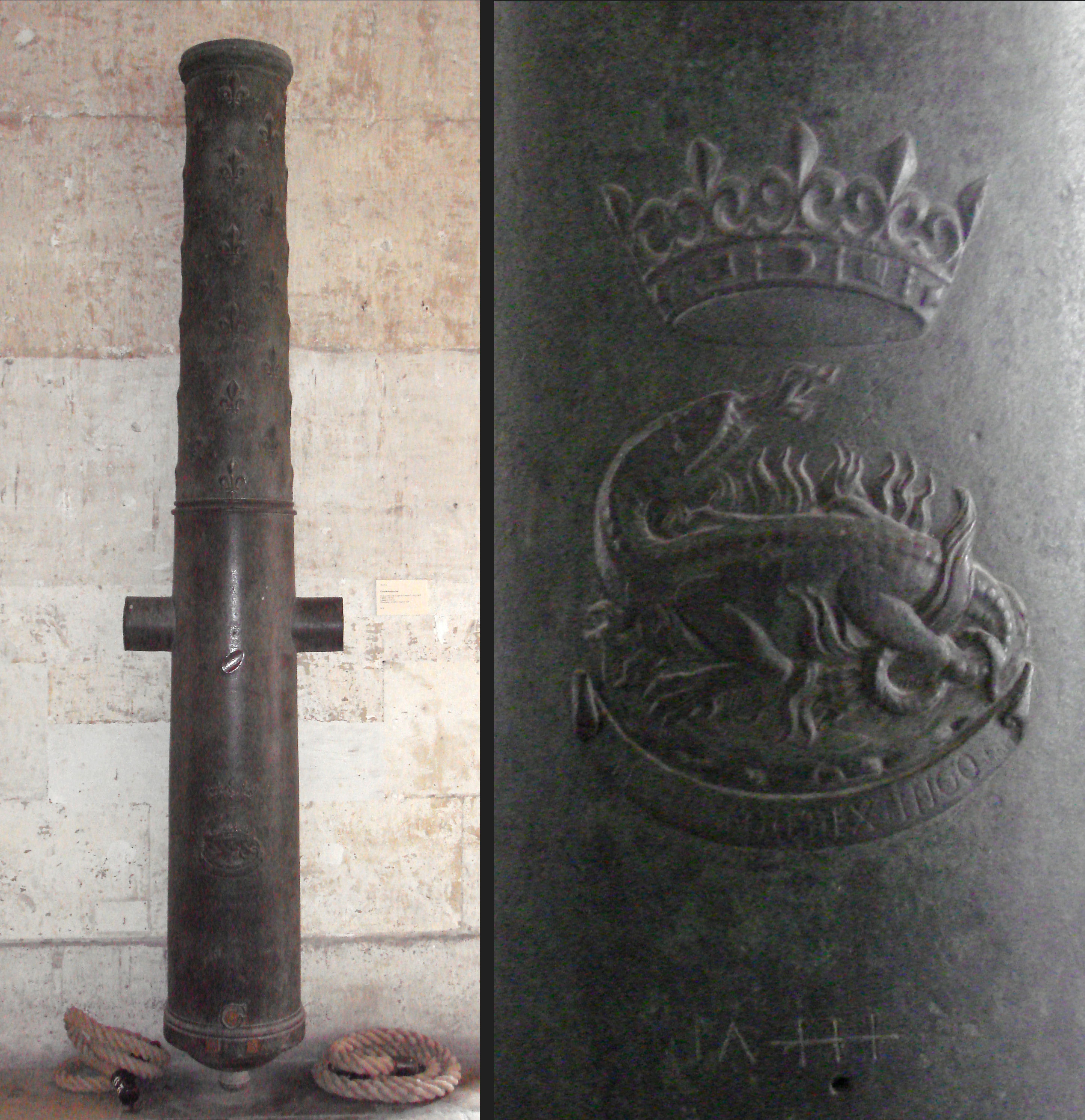
Grand culverin di Francesco I, calibro: 140mm, lunghezza: 307 cm, recuperato ai tempi dell'invasione di Algeri. Musée de l'Armée, Parigi.

Nei primi mesi del 1542, Polin negoziò con successo i dettagli dell'alleanza con l'Impero Ottomano, promettendo di inviare 60 000 soldati contro i territori del re tedesco Ferdinando, così come 150 galee contro Carlo V, mentre la Francia promise di attaccare le Fiandre, molestare le coste della Spagna con una forza navale e inviare 40 galee per aiutare i turchi nelle operazioni nel Levante.
Venne approntato un porto di sbarco, nel nord dell'Adriatico, per la flotta di Barbarossa, alla foce del Marano. Il porto fu requisito in nome della Francia da Piero Strozzi il 2 gennaio 1542.
Polin lasciò Costantinopoli il 15 febbraio 1542 con un contratto steso da Solimano, che definiva i dettagli dell'impegno ottomano per 1542. Arrivò a Blois l'8 marzo 1542 per ottenere la ratifica dell'accordo da Francesco I. Di conseguenza, Francesco I designò la città di Perpignano come obiettivo per la spedizione ottomana, al fine di ottenere una rotta verso Genova. Polin, dopo alcuni ritardi a Venezia, finalmente riuscì a prendere una galea per Costantinopoli il 9 maggio 1542, ma arrivò troppo tardi perché gli ottomani potessero lanciare una campagna via mare.
Nel frattempo, Francesco I iniziò le ostilità contro Carlo V il 20 luglio 1542, e mantenne, da parte sua, l'accordo di assediare Perpignano e attaccare le Fiandre. André de Montalembert venne inviato a Costantinopoli per accertarsi dell'offensiva ottomana, ma scoprì che Solimano, in parte sotto l'effetto di una precedente alleanza con Hadım Suleiman Pascià, non era disposto ad inviare un esercito per quell'anno, e promise di inviarne uno due volte più numeroso l'anno seguente, nel 1543.
Quando Francesco apprese da André de Montalembert che gli ottomani non stavano arrivando, abbandonò l'assedio di Perpignano.

#### Assedio congiunto di Nizza (1543)

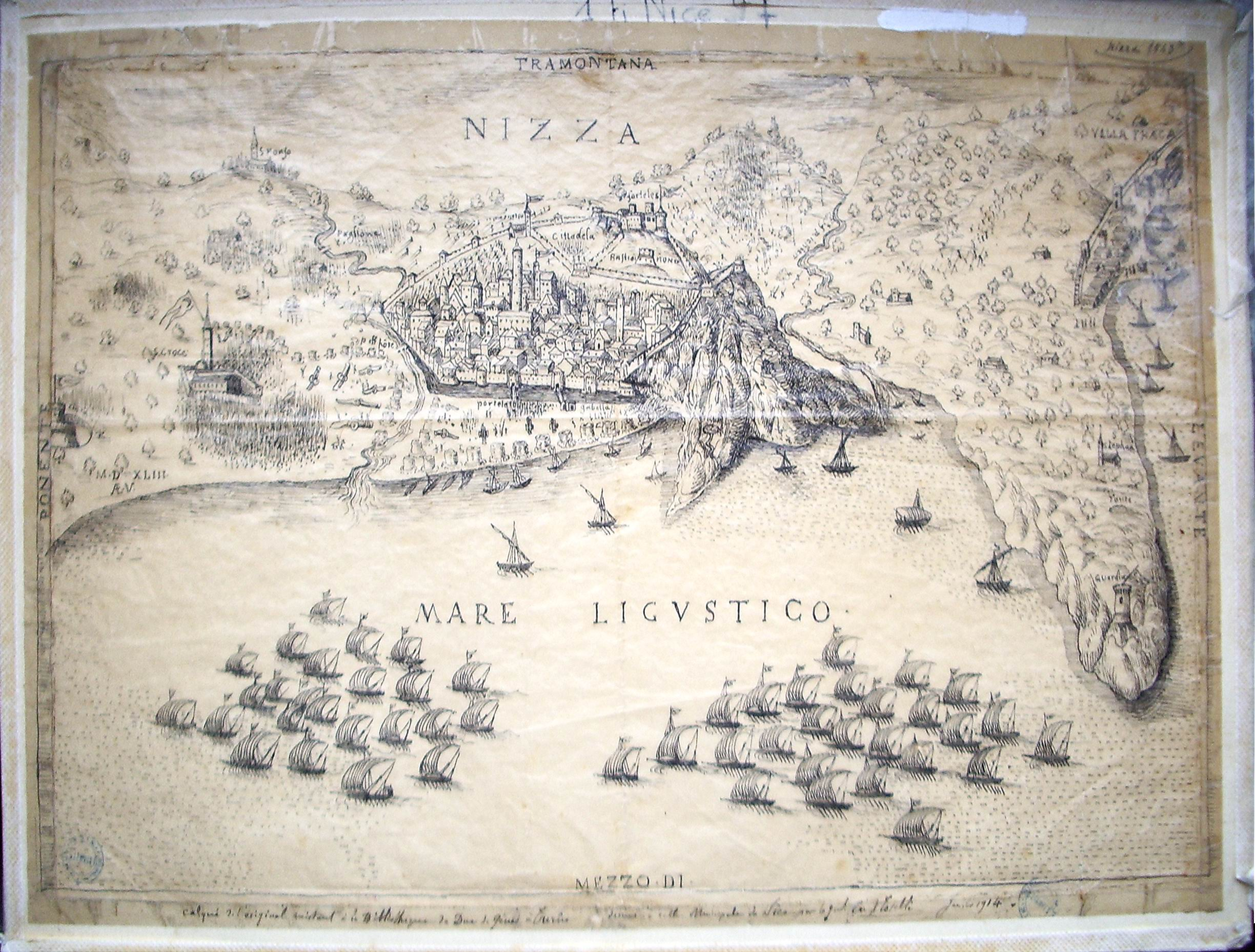
Con l'assedio di Nizza, una forza congiunta franco-turca operò per la presa della città.

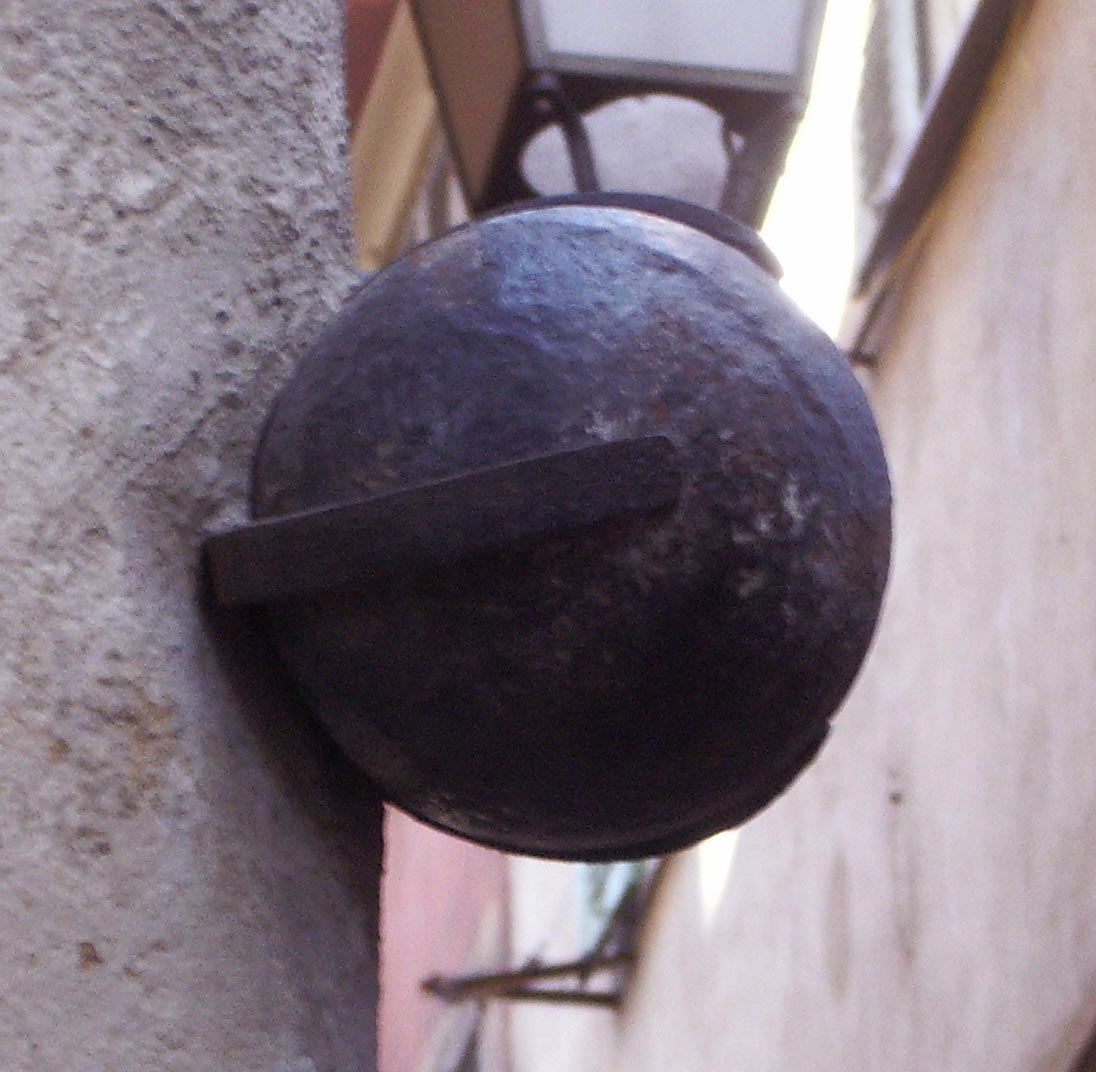
Una palla di cannone sparata dalla flotta franco-turca, oggi in una strada di Nizza.

Le forze francesi, guidate da Francesco di Borbone e le forze ottomane, guidate da Barbarossa, si riunirono a Marsiglia nel mese di agosto 1543, e collaborarono nel bombardamento di Nizza. In questa azione, 110 galee ottomane, con una forza di 30 000 uomini, si unirono a 50 galee francesi. i franco-ottomani devastarono la città di Nizza, ma si trovarono di fronte ad una dura resistenza che diede origine alla storia di Caterina Segurana. Dovettero poi togliere l'assedio alla cittadella, all'arrivo delle forze nemiche.

#### Barbarossa svernò a Tolone (1543-1544)
Dopo l'assedio di Nizza, agli ottomani fu offerto, da Francesco I, di trascorrere l'inverno a Tolone, in modo che potessero continuare a molestare il Sacro Romano Impero, e in particolare le coste della Spagna e dell'Italia, nonché le comunicazioni tra i due paesi: 
(Istruzioni di Francesco I al suo signore tenente della Provenza)

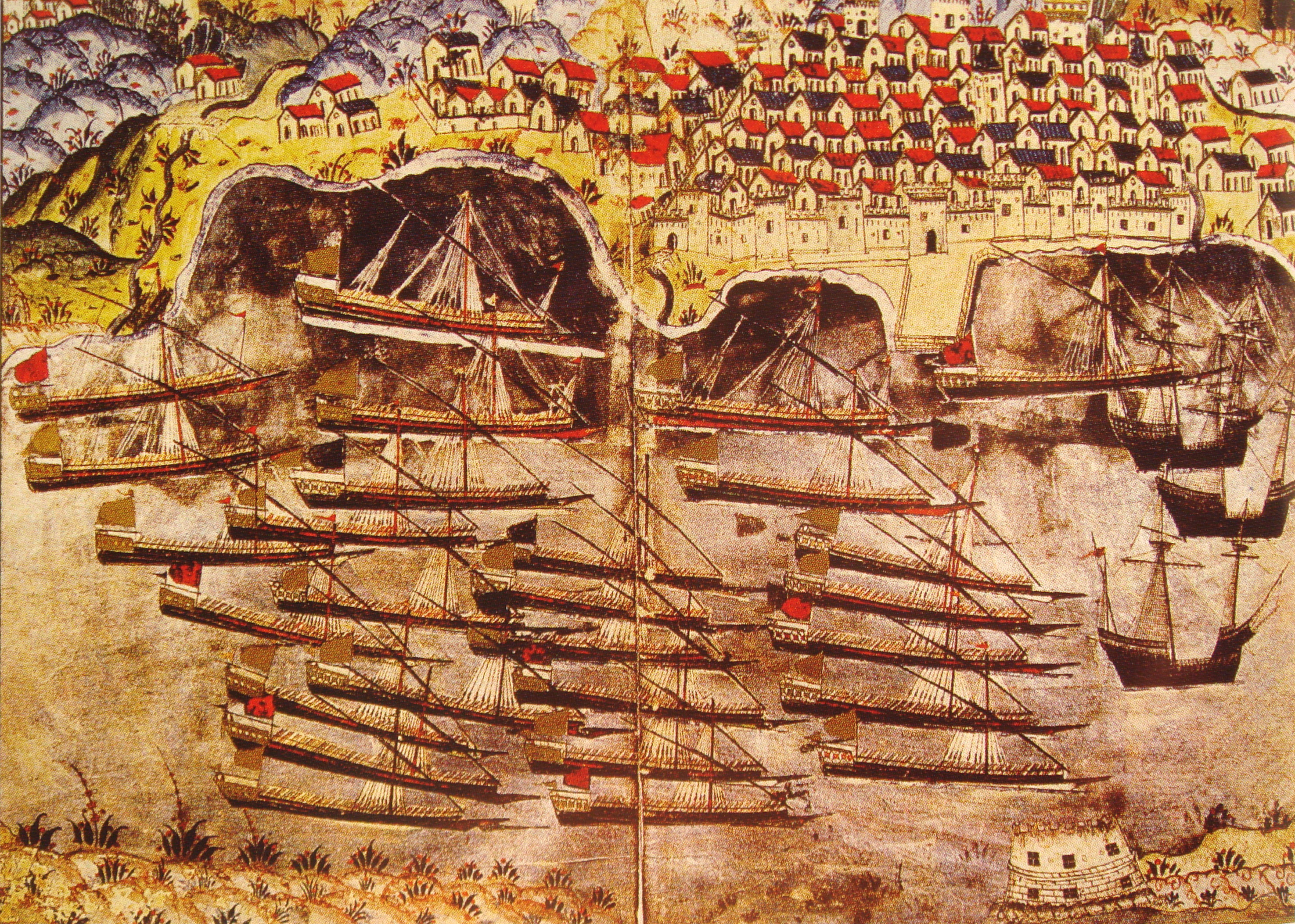
La flotta di Barbarossa passa l'inverno nel porto francese di Tolone, 1543. (di: Matrakçı Nasuh)

Durante lo svernamento di Barbarossa, la Cattedrale di Tolone venne trasformata in moschea, la chiamata alla preghiera veniva fatta cinque volte al giorno, e il conio ottomano era la moneta di scelta. Secondo un osservatore: "A vedere Tolone, ci si può immaginare di essere a Costantinopoli".
Per tutto l'inverno, gli Ottomani furono in grado di utilizzare Tolone come base per attaccare le coste spagnole e italiane, razziando Sanremo, Borghetto Santo Spirito, Ceriale e sconfiggendo gli attacchi navali italo-spagnoli. Navigando con tutta la sua flotta verso Genova, Barbarossa negoziò con Andrea Doria il rilascio di Turgut Reis. Gli ottomani partirono dalla base di Tolone nel maggio 1544 dopo che Francesco i pagò 800 000 Écu a Barbarossa.

#### Il capitano Polin a Costantinopoli (1544)

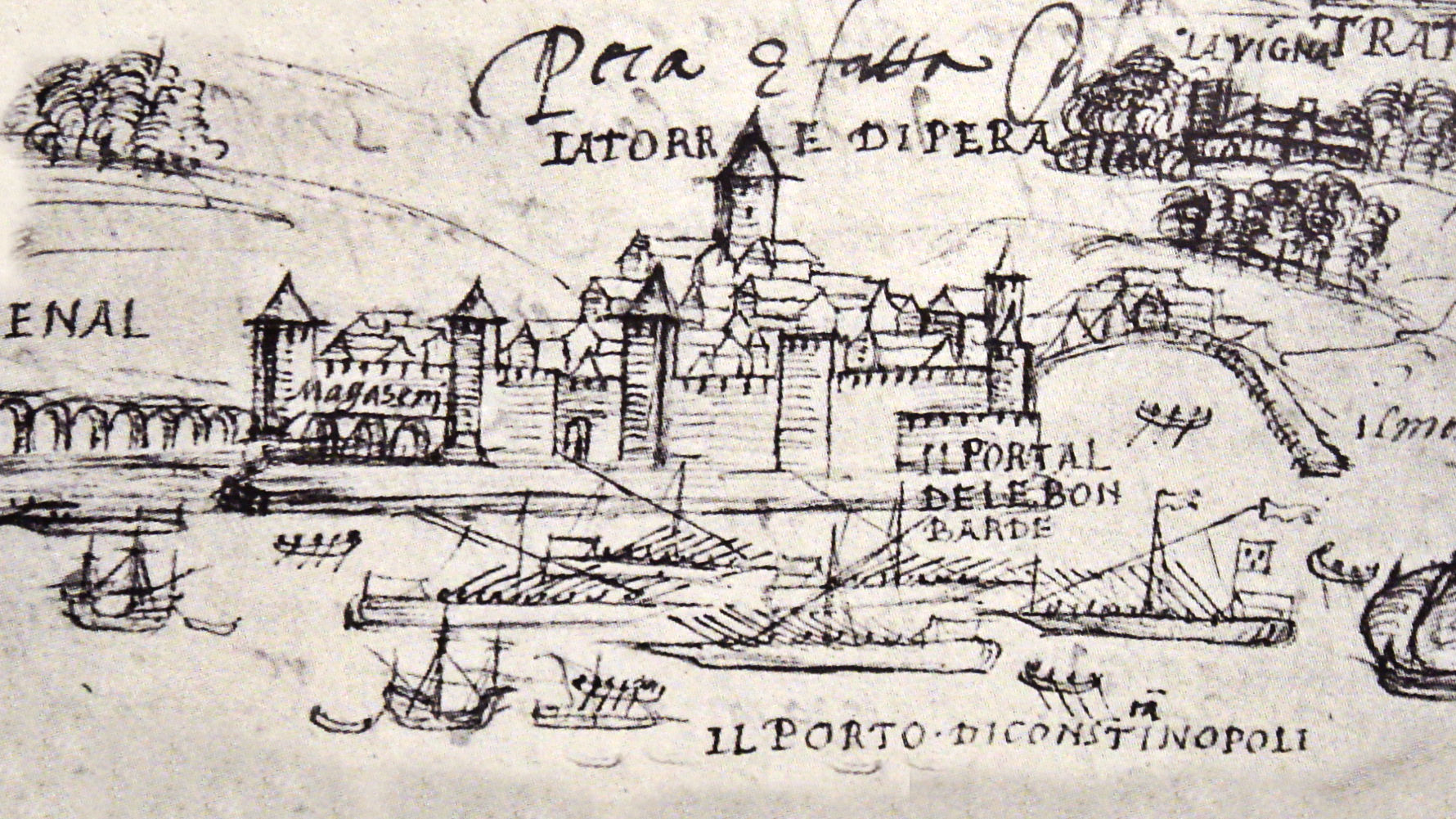
Le galee francesi del Capitano Polin di fronte a Pera, Costantinopoli, nell'agosto 1544, in un disegno di Jerôme Maurand, un prete che accompagnava la flotta.

Cinque galee francesi al comando del Capitano Polin, compresa la superba galea Réale, accompagnarono la flotta di Barbarossa, in una missione diplomatica a Solimano. La flotta francese accompagnò Barbarossa durante i suoi attacchi alle coste occidentali italiane lungo la rotta verso Costantinopoli, mettendo a ferro e fuoco Porto Ercole, Giglio, Talamona, Lipari e facendo circa 6 000 prigionieri, ma si separò in Sicilia dalla flotta di Barbarossa per continuare da sola verso la capitale ottomana. Jerôme Maurand, un prete di Antibes che accompagnava Polin e la flotta ottomana nel 1544, scrisse un dettagliato resoconto in Itinéraire d'Antibes à Constantinonple. Arrivarono a Costantinopoli il 10 agosto 1544 per incontrare Solimano e fargli una relazione sulla campagna. Polin fece ritorno a Tolone il 2 ottobre 1544.

#### Campagna congiunta in Ungheria (1543-1544)

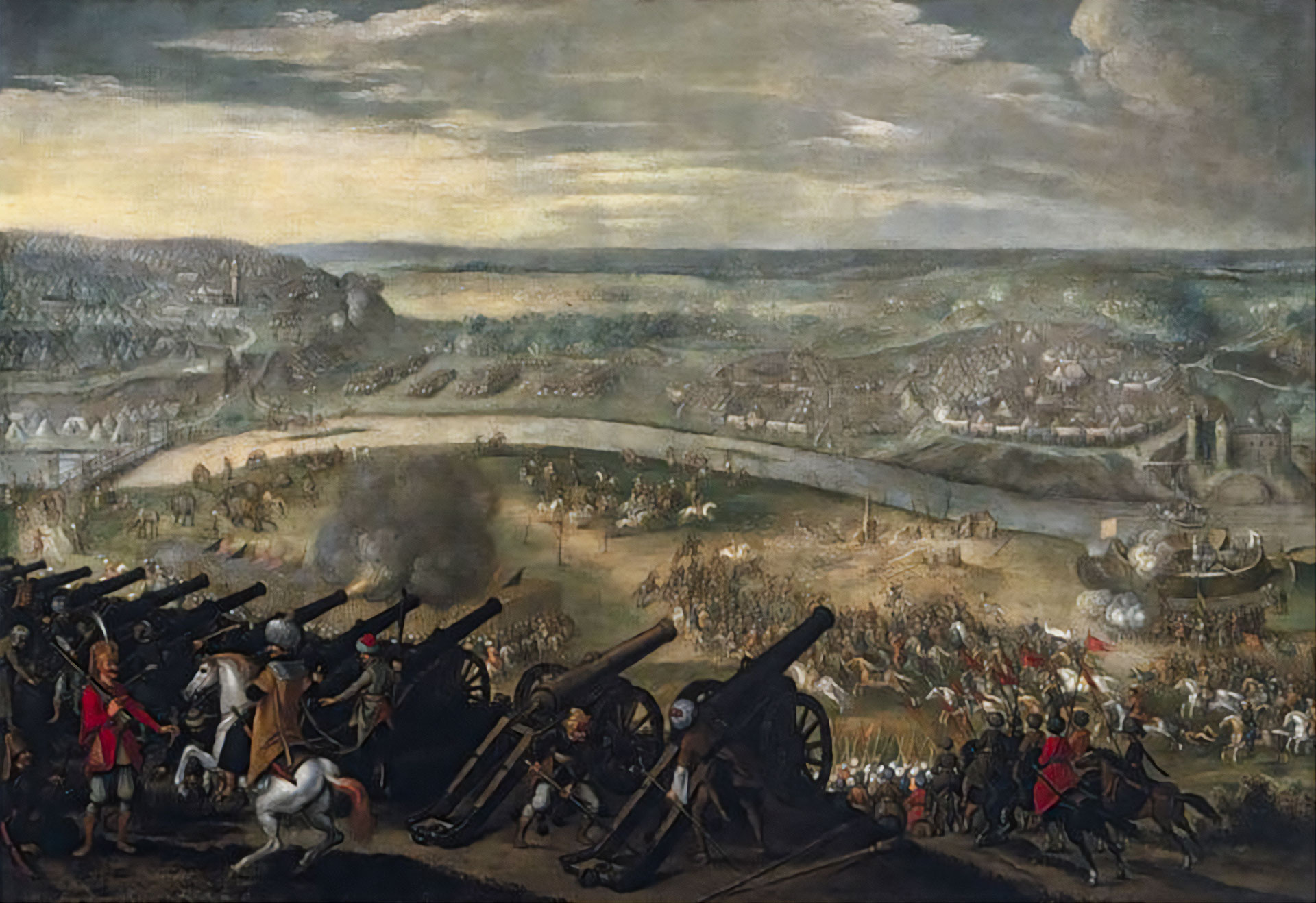
Artiglierie francesi fornite a Solimano per la sua campagna d'Ungheria. Qui l'assedio di Esztergom (1543).

Sulla terra Solimano si trovò, in concomitanza, a lottare per la conquista dell'Ungheria nel 1543, come parte della piccola guerra. Le truppe francesi fornirono agli Ottomani un'unità di artiglieria nel 1543-1544. Dopo una serie di assedi come quello di Esztergom, Solimano ottenne una posizione di rilevanza in Ungheria riuscendo ad imporre la Tregua di Adrianopoli con gli Asburgo nel 1547.

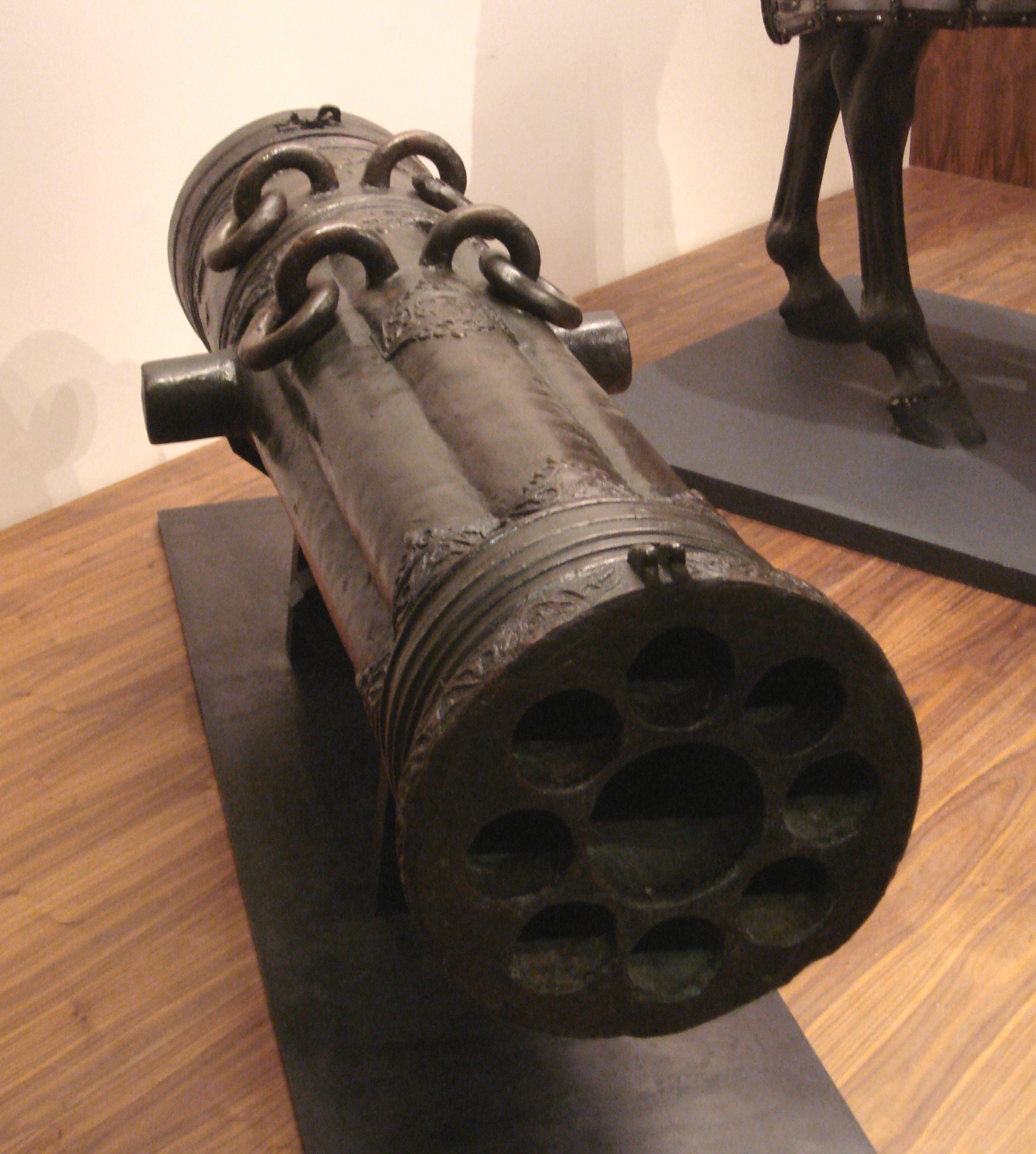
Cannone dell'Impero ottomano degli inizi del XVI secolo.

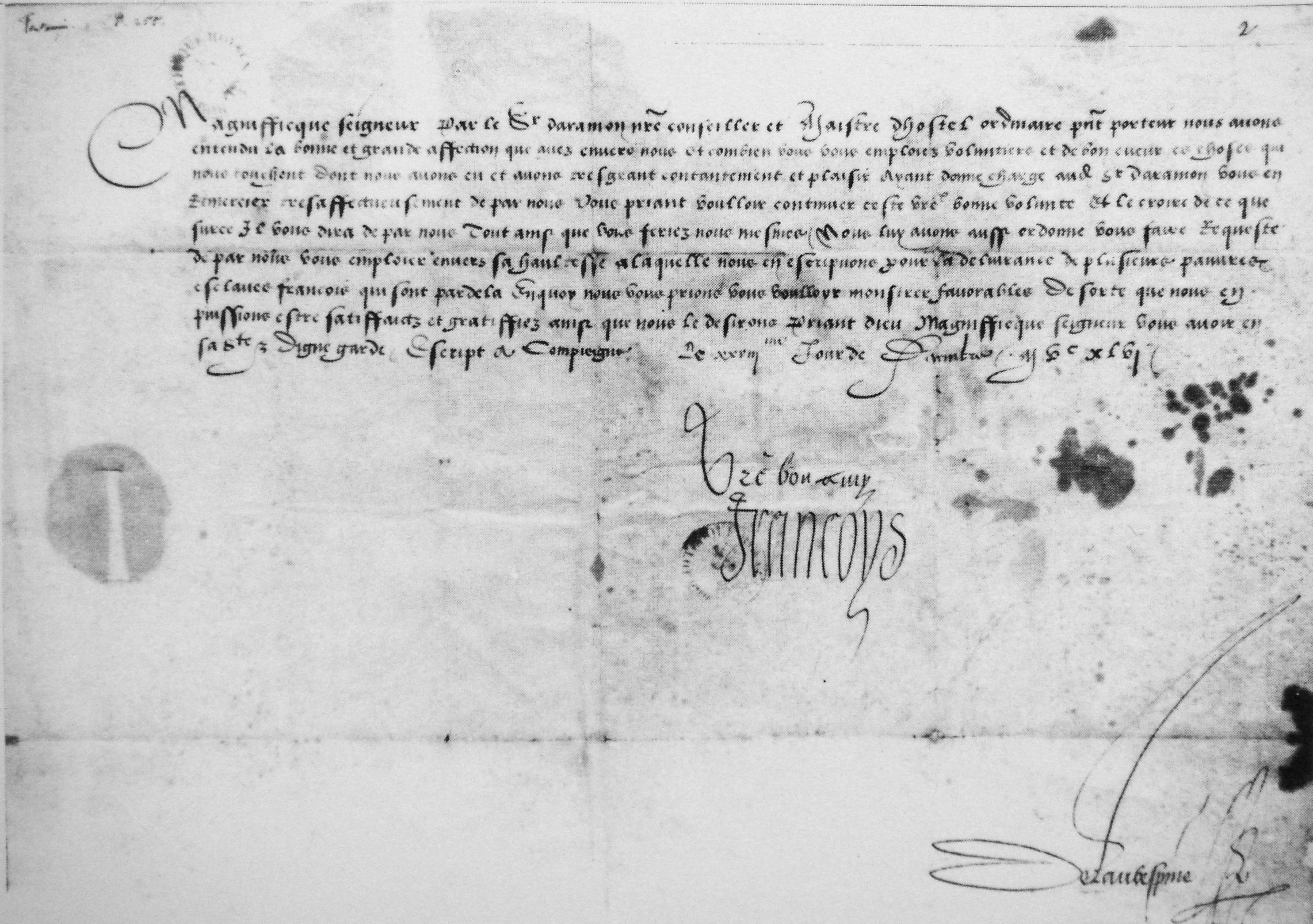
Lettera di Francesco I a Janus Bey, 28 dicembre 1546, consegnata da D'Aramon. La lettera è controfirmata dal segretario di Stato Claude de L'Aubespine (angolo destro).

Oltre al potente effetto di un'alleanza strategica che circondava l'Impero asburgico, le operazioni tattiche combinate vennero notevolmente ostacolate dalle distanze, da difficoltà di comunicazione, e da variazioni imprevedibili dei piani da un lato o dall'altro. Dal punto di vista finanziario, le entrate fiscali vennero generate, da entrambe le potenze, attraverso il riscatto delle navi nemiche catturate nel Mediterraneo. Il re di Francia prese in prestito grandi quantità di oro dal banchiere ottomano Giuseppe Nasi e dall'Impero Ottomano, per una somma di circa 150 000 écu, a partire dal 1565, il cui rimborso divenne controverso negli anni successivi.

#### Appoggio francese alla guerra ottomano-safavide (1547)
Nel 1547, quando Solimano il Magnifico attaccò la Persia nella sua seconda campagna della guerra ottomano-safavide, la Francia inviò l'ambasciatore Gabriel de Luetz per accompagnarlo nella su azione Gabriel de Luetz fu in grado di dare consigli militari decisivi a Solimano, come quando consigliò il posizionamento dell'artiglieria durante l'assedio di Van.

### Conseguenze
L'alleanza fornì supporto strategico ed efficacemente tutelò il regno di Francia dalle ambizioni di Carlo V. Diede inoltre l'opportunità all'Impero Ottomano di essere coinvolto nella diplomazia europea e di ottenere prestigio nei suoi domini europei. Secondo lo storico Arthur Hassall le conseguenze dell'alleanza franco-ottomana furono di grande portata: "L'alleanza ottomana aveva potentemente contribuito a salvare la Francia dalla stretta di Carlo V, che aveva certamente aiutato il protestantesimo in Germania, e dal punto di vista francese, aveva salvato gli alleati di Francesco I della Germania settentrionale."

#### Dibattito politico

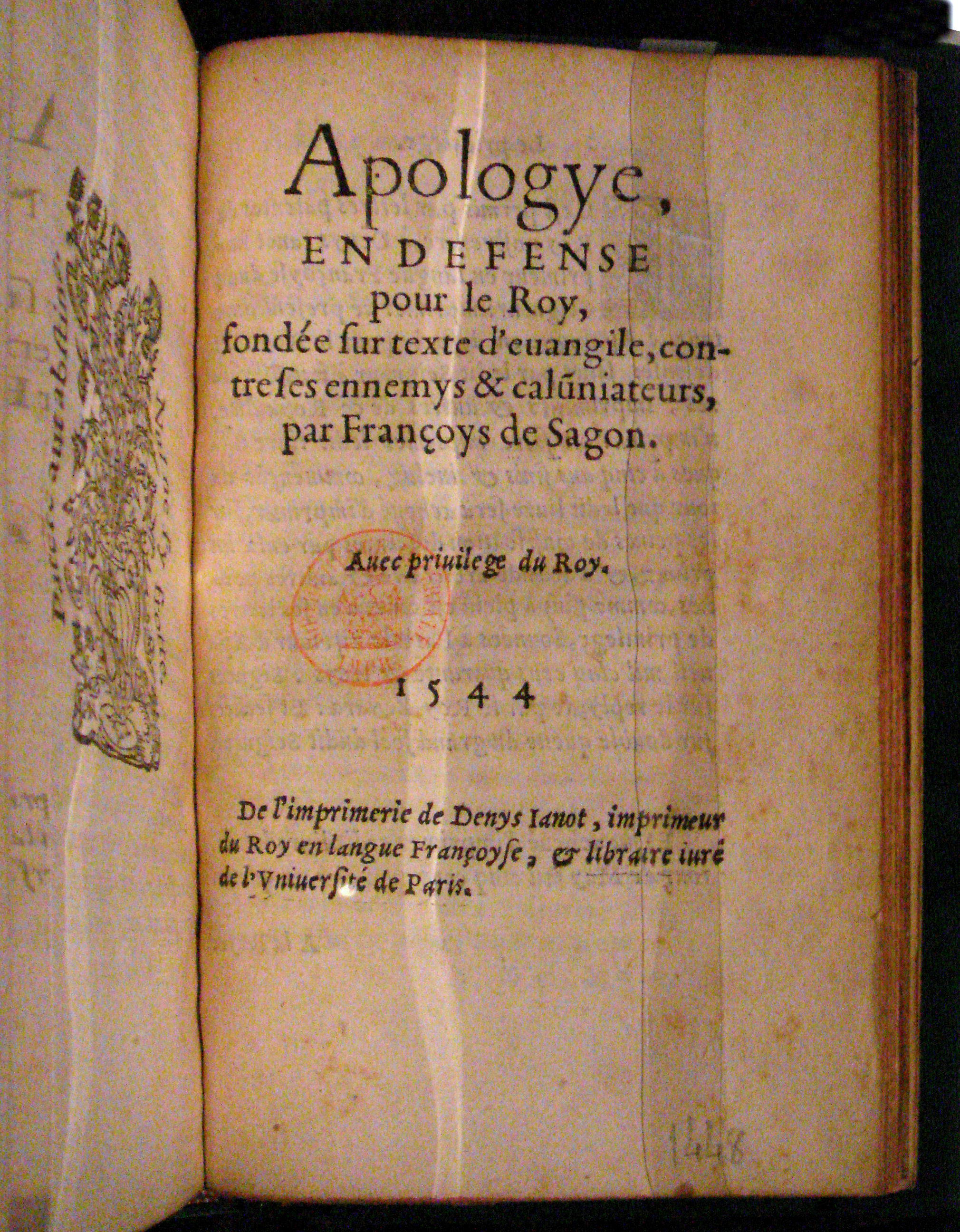
Apologia in difesa del Re, fondata su testi del Vangelo, contro i suoi nemici e calunniatori di François de Sagon, 1544.

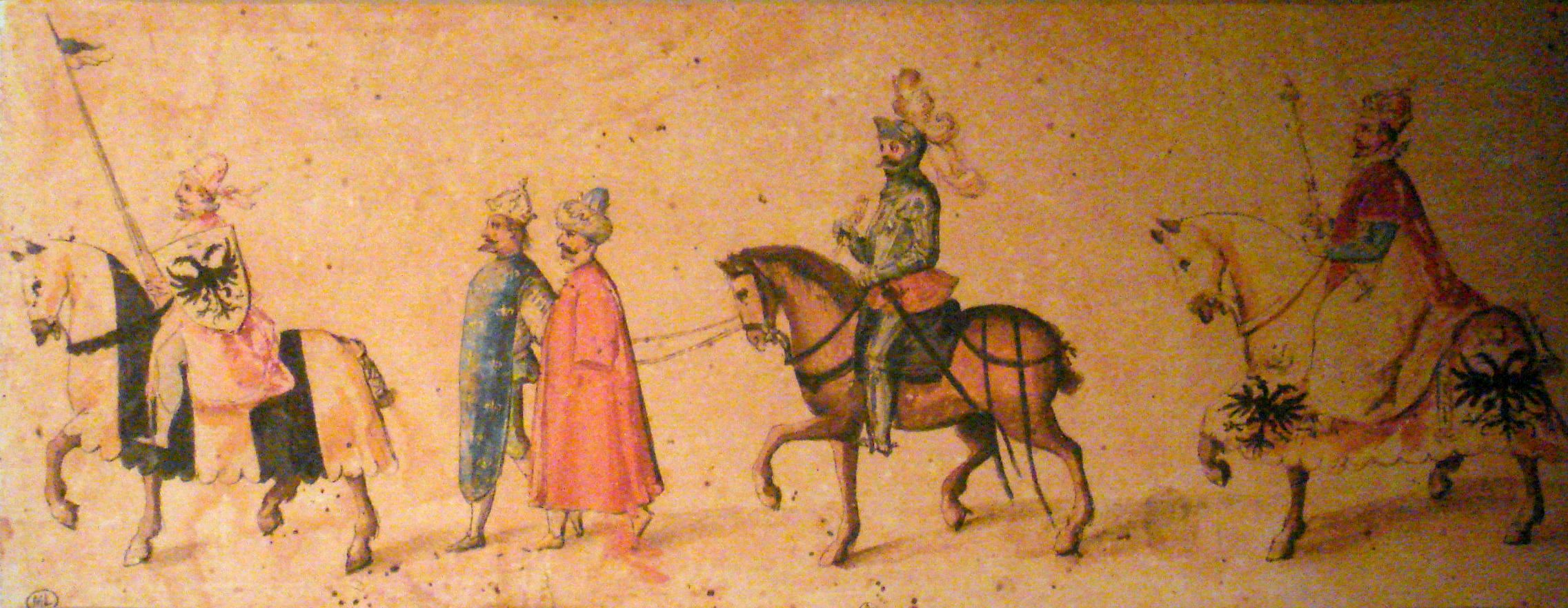
Caricatura dell'imperatore Carlo V che conduce il re di Francia e il Sultano a camminare come prigionieri, legati insieme. Inizi del XVII secolo.

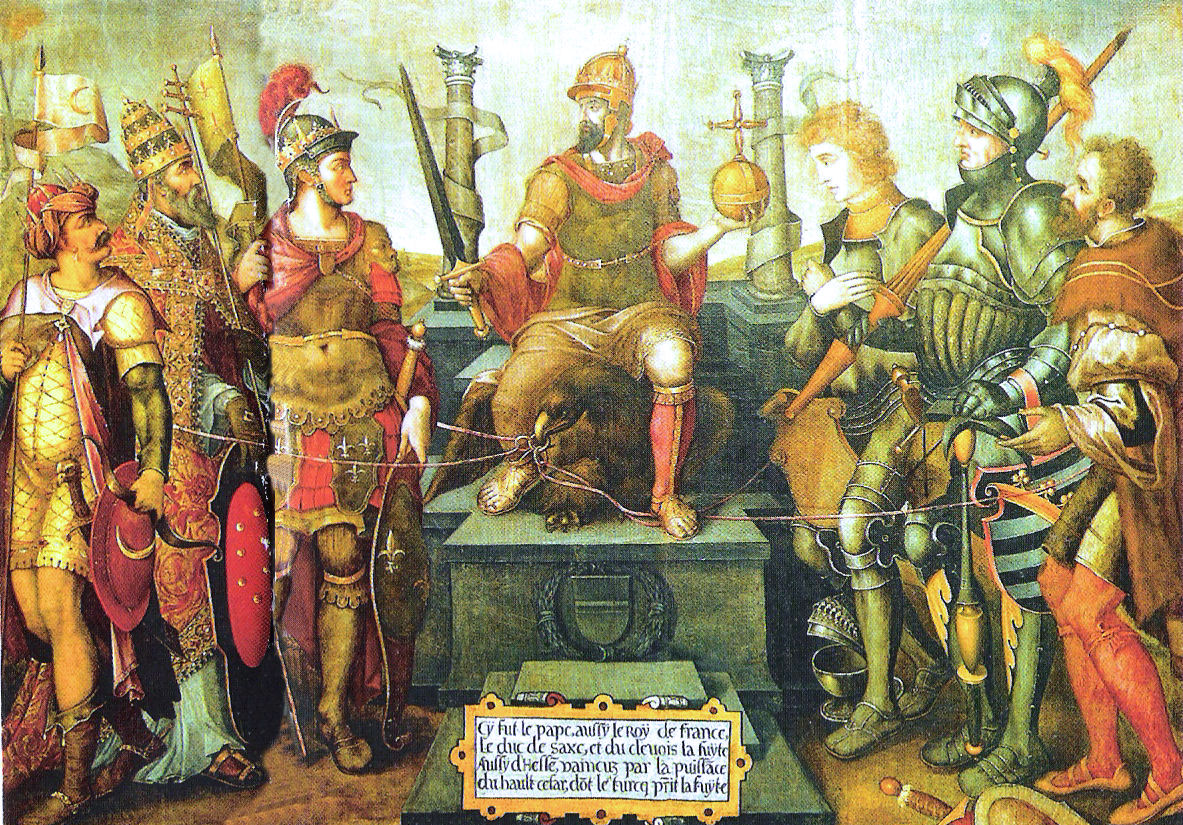
Allegoria mostrante Carlo V sul trono con i nemici sconfitti ai suoi piedi (da sinistra a destra): Solimano, Papa Clemente VII, Francesco I, il Duca di Cleves, il Duca di Sassonia e Filippo I d'Assia.

Fra gli effetti collaterali vi fu una grande propaganda negativa contro le azioni del re di Francia e la sua alleanza "scellerata" con una potenza musulmana, un forte appello al resto d'Europa da parte di Carlo V contro l'alleanza di Francesco I, e caricature mostranti la collusione tra la Francia e l'Impero Ottomano. Nel tardo XVI secolo, il filosofo e politico italiano Giovanni Botero, si riferiva all'alleanza come "un vile, infame, trattato diabolico" e lo incolpò dell'estinzione della dinastia dei Valois. Anche l'ugonotto François de La Noue denunciò l'alleanza in una sua opera del 1587, dichiarando che "questa confederazione è stata l'occasione per diminuire la gloria e la potenza di un regno fiorente come la Francia."
Numerosi autori intervennero in difesa del re di Francia per giustificare la sua alleanza. Alcuni scrissero sulla civiltà ottomana, come ad esempio Guillaume Postel o Christophe Richer, in modi a volte estremamente positivi. Nel lavoro del 1543 Les Gestes de Françoys de Valois, Étienne Dolet giustificò l'alleanza confrontandola con le relazioni di Carlo V con la Persia e Tunisi. Dolet affermò inoltre che non dovrebbe essere "vietato ad un principe fare alleanza e cercare l'intelligenza di un altro, qualunque credo o legge possa praticare". L'autore François de Sagon scrisse nel 1544 Apologye en défense pour le Roy, un testo che difendeva le azioni di Francesco I disegnando paralleli con la parabola del buon samaritano della Bibbia, in cui Francesco viene confrontato con il ferito, l'Imperatore con i ladri, e Solimano al buon samaritano che fornisce aiuto a Francesco. Guillaume du Bellay e suo fratello Jean du Bellay scrissero in difesa dell'alleanza, allo stesso tempo minimizzandola e legittimandola con il fatto che Francesco I stava difendendosi contro un'aggressione. Jean de Montluc utilizzò esempi della storia cristiana per giustificare il tentativo di ottenere il sostegno ottomano. Il fratello di Jean de Montluc, Blaise de Montluc, sostenne nel 1540 che l'alleanza era giusta in quanto "contro i nemici si possono fare frecce di ogni tipo di legno." Nel 1551, Pierre Danes scrisse Apologie, faicte par un serviteur du Roy, contre les calomnies des Impériaulx: sur la descente du Turc.

#### Scambi culturali e scientifici

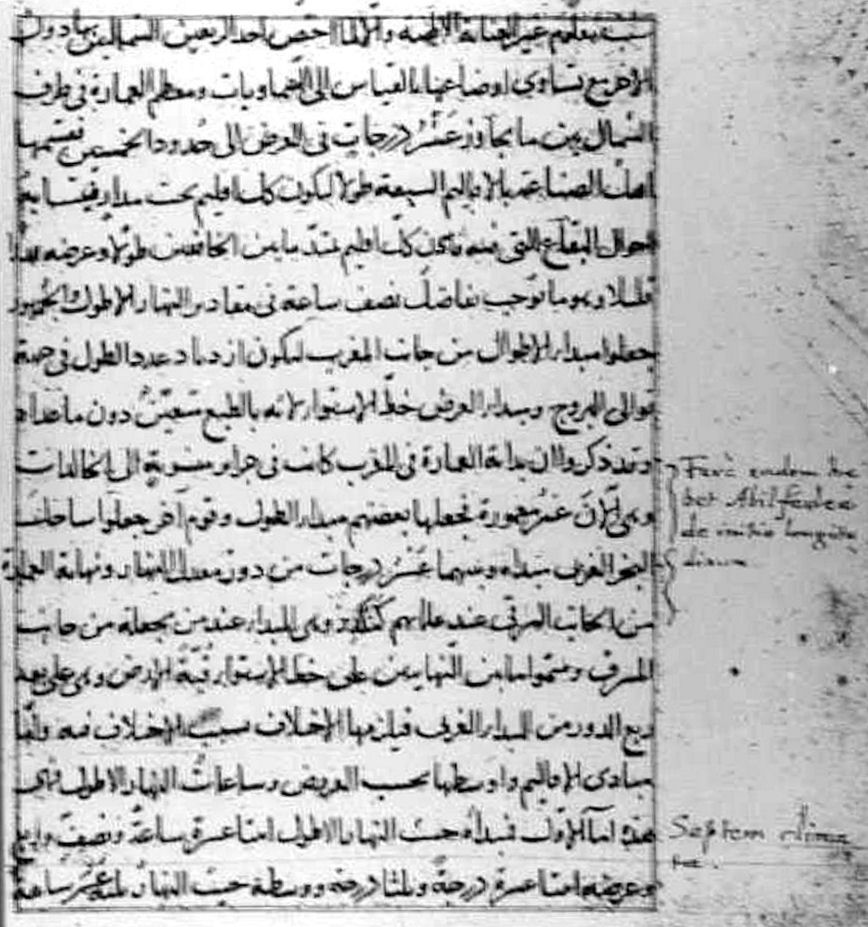
Manoscritto astronomico arabo di Nasir al-Din al-Tusi, annotato da Guillaume Postel.

Fiorirono scambi culturali e scientifici tra la Francia e l'Impero Ottomano. Studiosi francesi come Guillaume Postel o Pierre Belon furono in grado di viaggiare in Asia Minore e nel Medio Oriente per raccogliere informazioni.

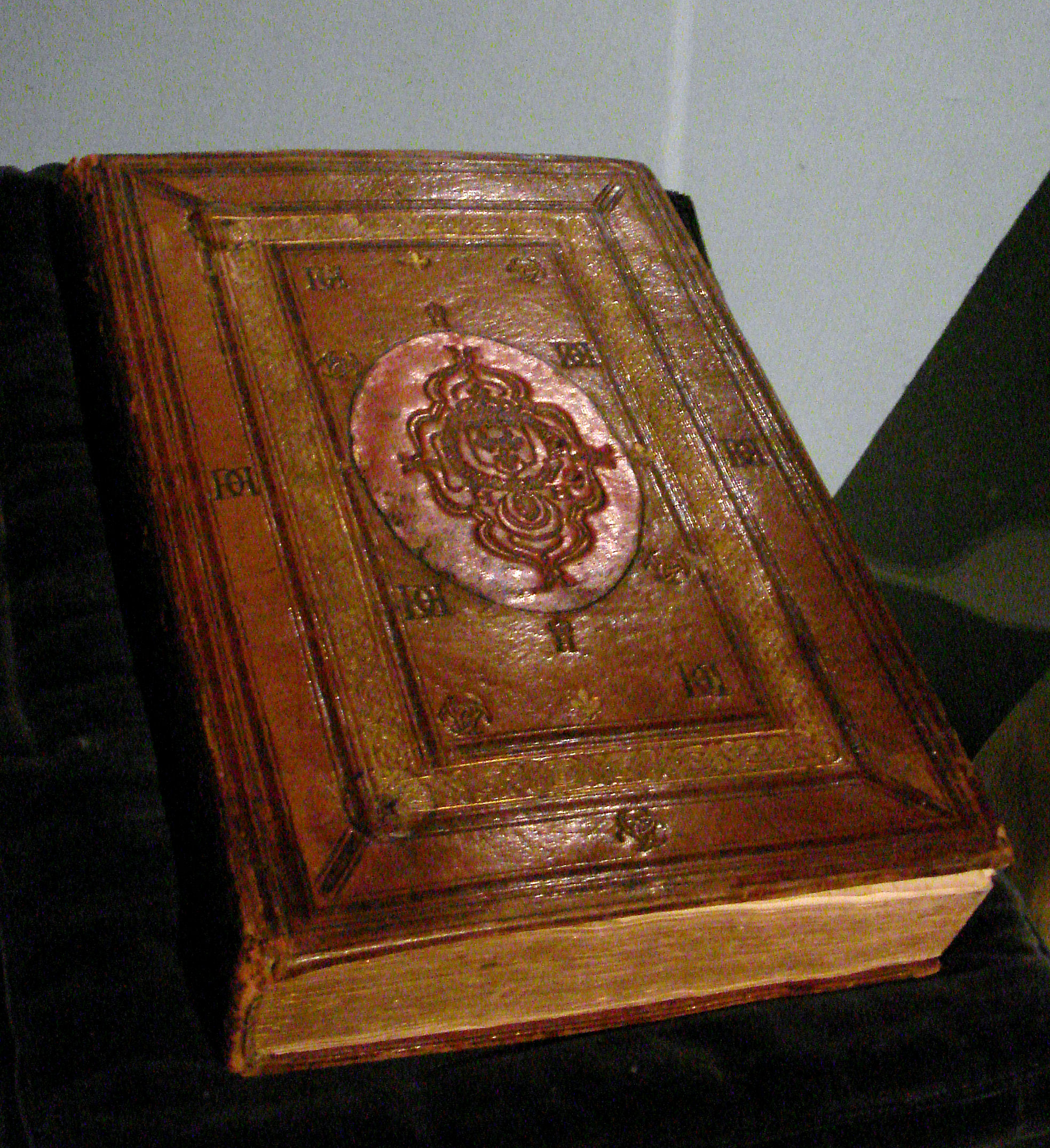
Copia di un Corano ottomano del 1536, vincolato secondo le norme stabilite sotto Francesco I (circa 1549), con lo stemma di Enrico II. Biblioteca nazionale di Francia.

Si pensa che ci siano stati scambi scientifici date le numerose opere in arabo, in particolare relative all'astronomia, che sono state portate in Francia, commentate ed esaminate da studiosi come Guillaume Postel. La trasmissione della conoscenza scientifica, come ad esempio la coppia di Ṭūsī, potrebbe essersi verificata in queste occasioni, nel momento in cui Niccolò Copernico stava affermando le sue teorie astronomiche.
Libri, come il testo sacro islamico, il Corano, vennero portati per essere inseriti nelle biblioteche reali, come la Bibliothèque Royale de Fontainebleau, per creare una fondazione per il Collège des Lecteurs Royaux , futuro Collège de France. Vennero scritti romanzi e lavori teatrali che avevano l'Impero Ottomano come tema o sfondo. Nel 1561, Gabriel Bounin pubblicò La Soltane, una tragedia sul ruolo di Roxelana sull'uccisione, nel 1553, di Mustafa, figlio maggiore di Solimano. Questa tragedia segnò la prima apparizione degli Ottomani sui palcoscenici di Francia.

#### Commercio internazionale
Strategicamente, l'alleanza con l'Impero Ottomano consentì inoltre alla Francia di compensare in qualche modo il vantaggio asburgico nel commercio con il Nuovo Mondo, con quello francese nel Mediterraneo orientale attraverso Marsiglia, aumentato considerevolmente dopo il 1535. Dopo le Capitolazioni del 1569, la Francia ottenne la precedenza su tutti gli altri stati cristiani, ed era richiesta la sua autorizzazione qualora qualche altro stato avesse voluto commerciare con l'Impero Ottomano.

## Alleanza militare sotto Enrico II

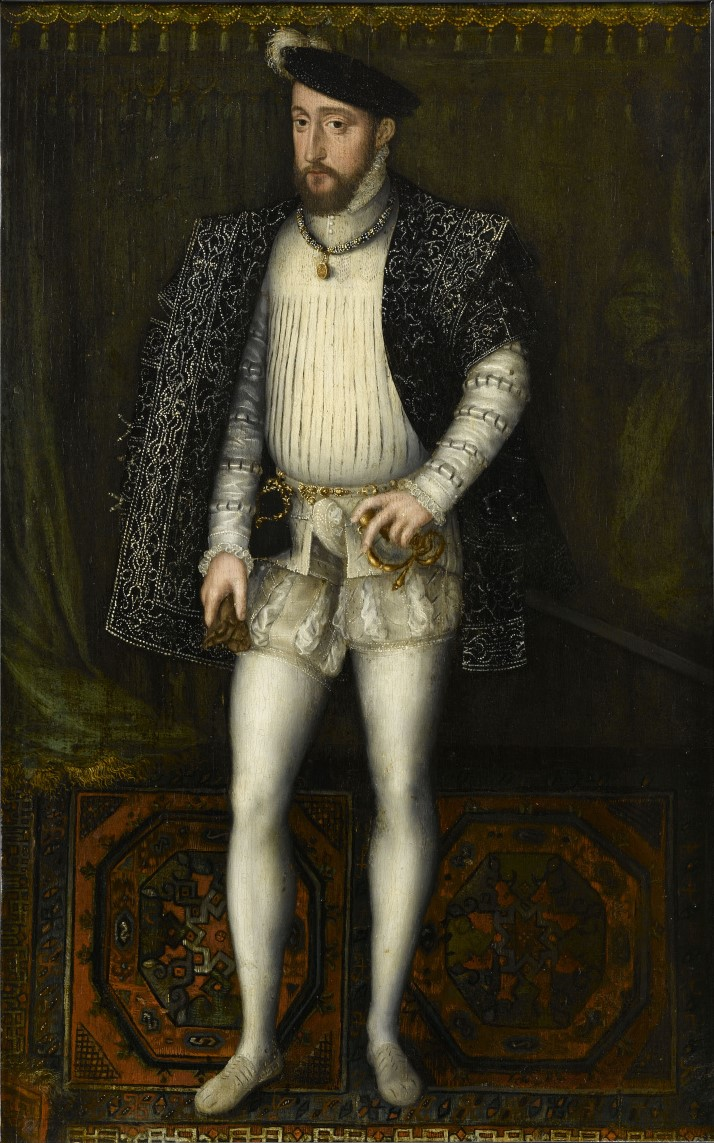
Enrico II, rappresentato su un tappeto orientale, continuò l'alleanza stipulata da suo padre Francesco I. Dipinto di François Clouet.

Territori ottomani acquisiti dal 1481 al 1683.

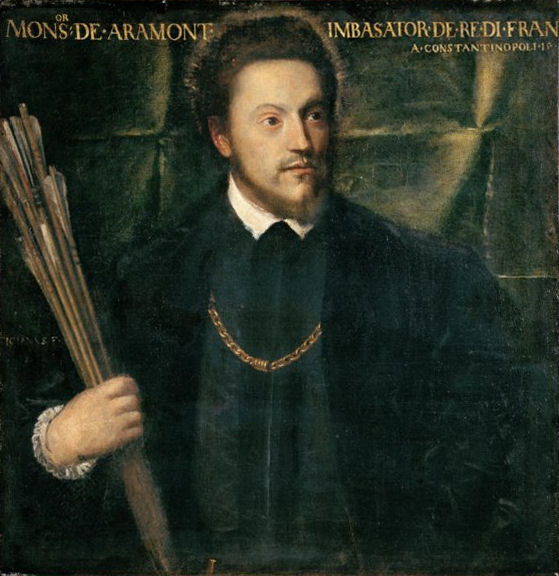
L'ambasciatore francese a Costantinopoli, Gabriel de Luetz d'Aramont, presente, nel 1551, all'assedio di Tripoli e alle successive campagne ottomane. Dipinto di Tiziano.

Il figlio di Francesco I, Enrico II, siglò anche lui un trattato con Solimano per cooperare contro la Marina Austriaca. Questo fu deciso a seguito della conquista, avvenuta l'8 settembre 1550, di Mahdia da parte dei genovesi comandati dall'ammiraglio Andrea Doria, per conto di Carlo V. L'alleanza permise a Enrico II di spingere le conquiste francesi verso il Reno, mentre una flotta franco-ottomana difendeva il sud della Francia.

### Cooperazione nel corso della guerra d'Italia del 1551–1559
Varie azioni militari vennero coordinate durante la Guerra d'Italia del 1551-1559. Nel 1551, gli Ottomani, accompagnati dall'ambasciatore francese Gabriel de Luez d'Aramon, ebbero successo nell'Assedio di Tripoli.

#### Attacco congiunto in Italia (1552)
Nel 1552, quando Enrico II attaccò Carlo V, gli ottomani inviarono 100 galee nel Mediterraneo occidentale. La flotta ottomana venne accompagnata, da tre galee francesi sotto il comando di Gabriel de Luez d'Aramon, nelle sue scorribande lungo la costa di Calabria nel Sud Italia, conquistando la città di Reggio Calabria. Il piano era quello di unirsi con la flotta francese del barone de la Garde e le truppe del Principe di Salerno, ma entrambi furono ritardati e non poterono raggiungere gli ottomani in tempo utile. Nella Battaglia di Ponza, contro 40 galee di Andrea Doria, la flotta franco-ottomana riuscì a sconfiggerla e a catturare 7 galee il 5 agosto 1552. La flotta franco-ottomana lasciò Napoli per tornare in Oriente il 10 agosto, senza il barone de la Garde, che giunse a Napoli dopo una settimana con 25 galee e truppe. La flotta ottomana svernò poi a Chio, dove venne raggiunta dalla flotta del barone de la Garde, pronta per le operazioni navali dell'anno successivo.

#### Invasione congiunta della Corsica (1553)

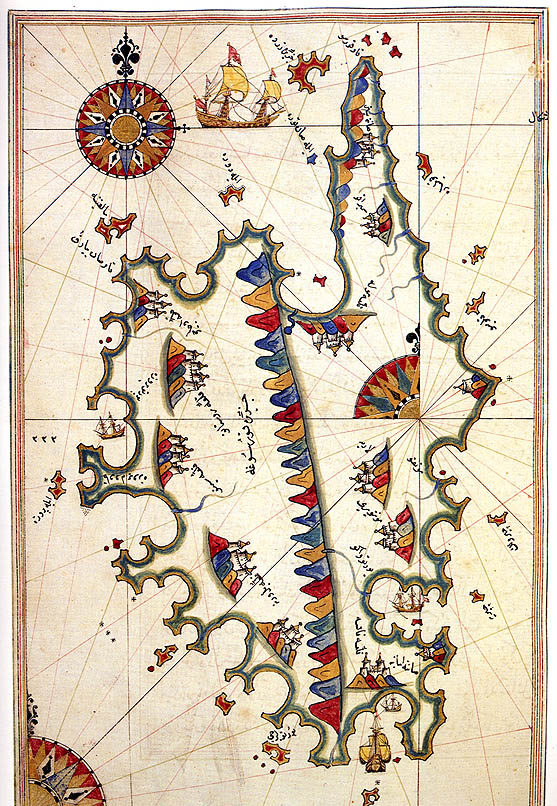
Le forze franco-ottomane che invasero la Corsica nel 1553.

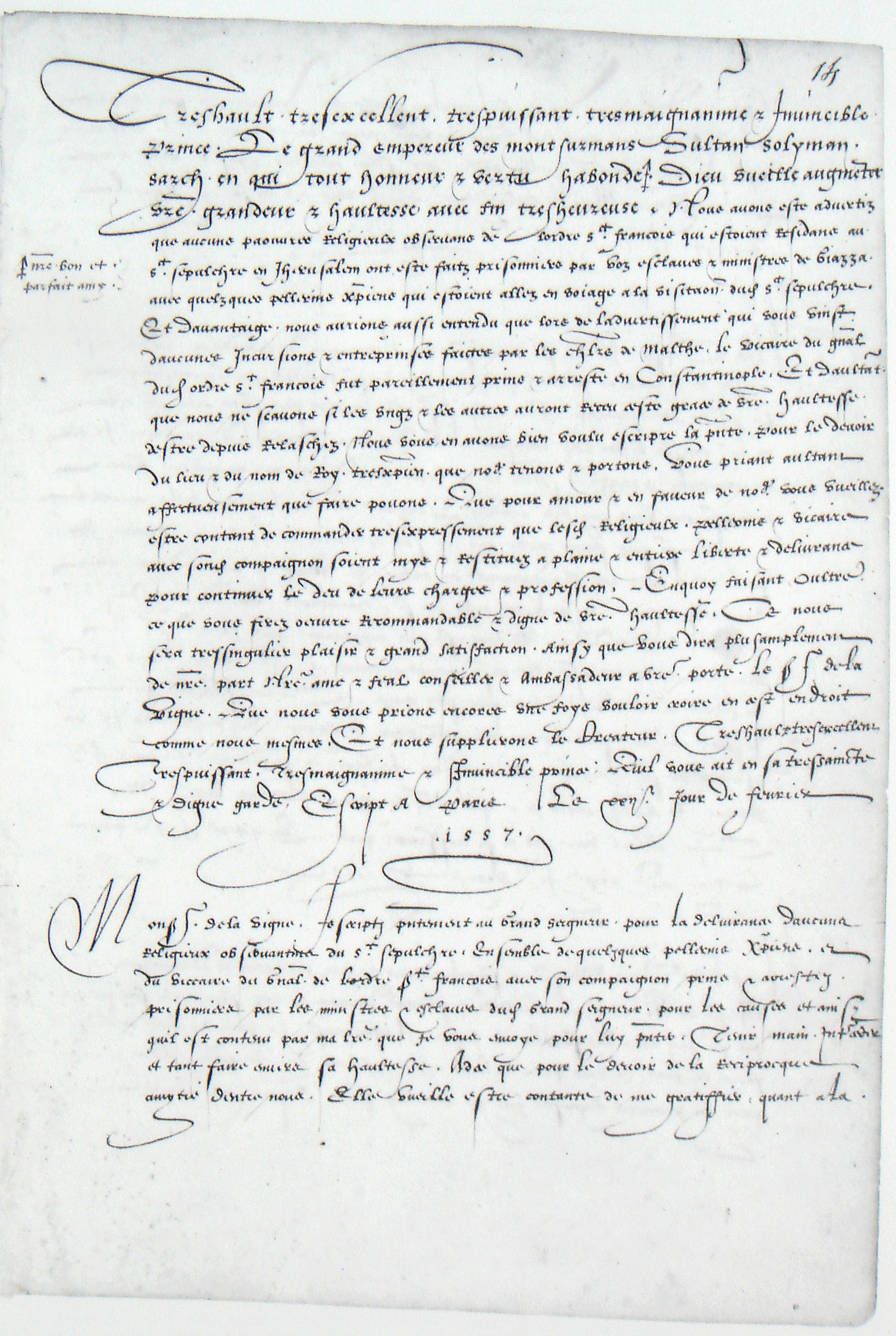
Lettera inviata da Enrico II a Solimano tramite l'ambasciatore Jean Cavenac de la Vigne, datata 22 febbraio 1557.

Il 1º febbraio 1553, venne firmato un nuovo trattato di alleanza, che coinvolgeva la collaborazione navale contro gli Asburgo. Nel 1553, gli ammiragli ottomani Turgut e Sinan Pascià, assieme ad uno squadrone francese, razziarono le coste di Napoli, Sicilia, Elba e Corsica. Una flotta franco-ottomana eseguì l'Invasione della Corsica a favore della Francia. L'alleanza militare si dice che avesse raggiunto il suo picco nel 1553.
Nel 1555, l'ambasciatore francese Michel de Codignac, successore di Gabriel de Luetz d'Aramon, partecipò alla campagna di Persia con Solimano, e dovette partecipare, con la flotta ottomana, alle campagne contro Piombino, Elba e Corsica. L'ammiraglio ottomano Turgut Reis fu uno dei protagonisti di queste azioni.
Il 30 dicembre 1557, Enrico II scrisse una lettera a Solimano, chiedendogli un finanziamento, nitrato, e 150 galee da mantenere di stanza in Occidente. Attraverso i servizi del suo ambasciatore Jean Cavenac de la Vigne, Enrico II ottenne l'invio di una flotta ottomana in Italia nel 1558, ma con scarso effetto a parte il sacco di Sorrento. Gli ottomani contribuirono all'invasione delle Baleari nel 1558. Il conflitto sarebbe finalmente giunto al termine con la Pace di Cateau-Cambrésis (1559) e la morte accidentale di Enrico II nello stesso anno. La pace ritrovata tra le potenze europee creò però disillusione di lunga durata da parte degli ottomani.

## Sostegno al protestantesimo sotto Carlo IX

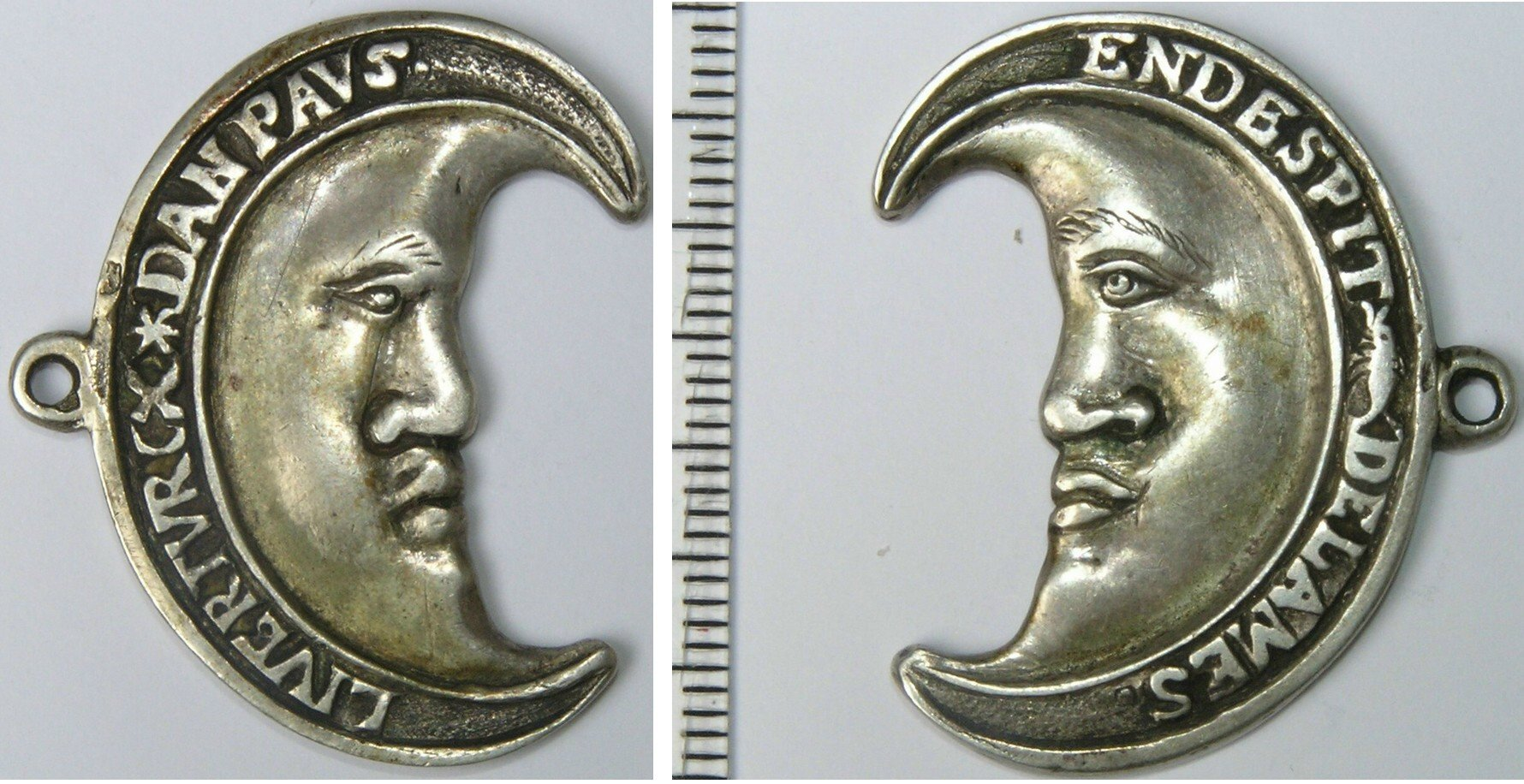
Una medaglia a mezzaluna olandese (Geuzen) del tempo della Rivolta olandese, con lo slogan "Liever Turks dan Paaps" ("Meglio i turchi che i papisti"), 1570.

Il potere ottomano venne utilizzato anche dai francesi nei conflitti religiosi della scena europea. Nel 1566, sotto Carlo IX, l'ambasciatore francese presso l'Impero Ottomano, intervenne a favore della Rivolta olandese contro l'Impero Spagnolo, dopo una richiesta di aiuto agli ottomani da parte di Guglielmo I d'Orange, in modo che venne deliberata un'alleanza olandese-ottomana e fu inviata una lettera da Solimano il Magnifico alle "luterane" Fiandre, offrendo truppe nel momento in cui ne avessero avuto necessità, e sostenendo che si sentiva vicino a loro, "dal momento che non adoravano gli idoli, credevano in un Dio unico e combattevano contro il Papa e l'imperatore". L'Impero ottomano era infatti noto a quel tempo per la sua tolleranza religiosa. Diversi rifugiati per motivi religiosi, come ugonotti, alcuni anglicani, quaccheri, anabattisti, gesuiti o Cappuccini e ebrei furono in grado di trovare rifugio a Costantinopoli e nell'Impero Ottomano, dove ottenevano diritto di soggiorno e di culto. Successivamente, gli ottomani aiutarono i calvinisti in Transilvania e Ungheria ma anche in Francia. Il pensatore contemporaneo francese Jean Bodin scrisse:
(Jean Bodin.)

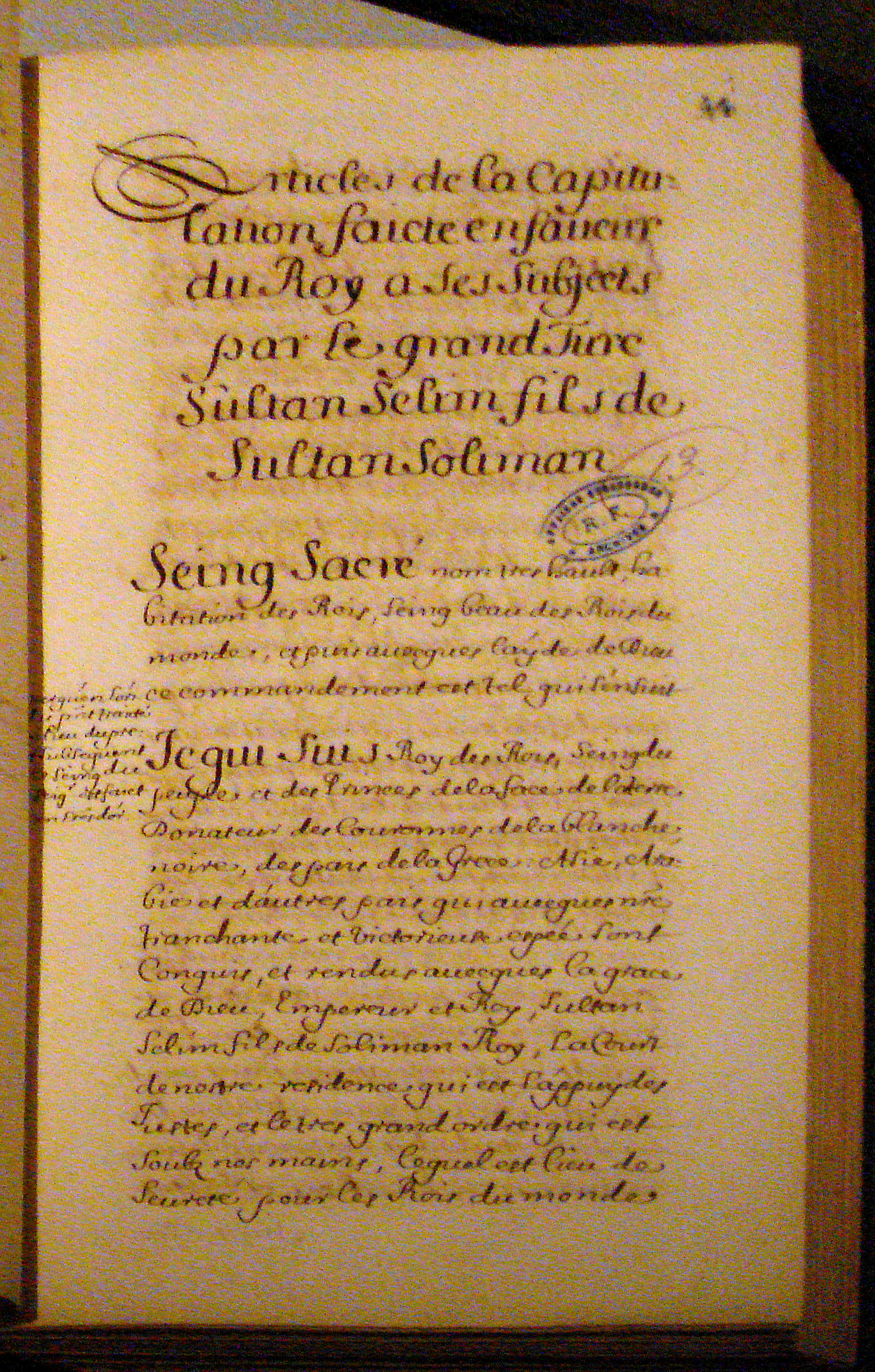
Copia del XVI secolo (1569) del Trattato di capitolazione fra Carlo IX e Selim II.

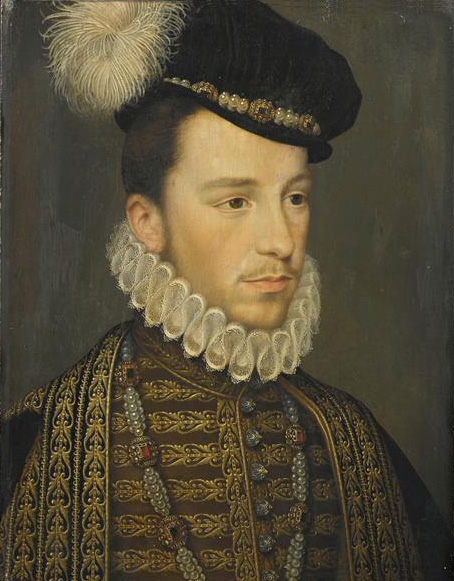
Il principe Enrico di Valois eletto re di Polonia nel 1572, a seguito del desiderio dei nobili polacchi di essere graditi all'Impero ottomano.

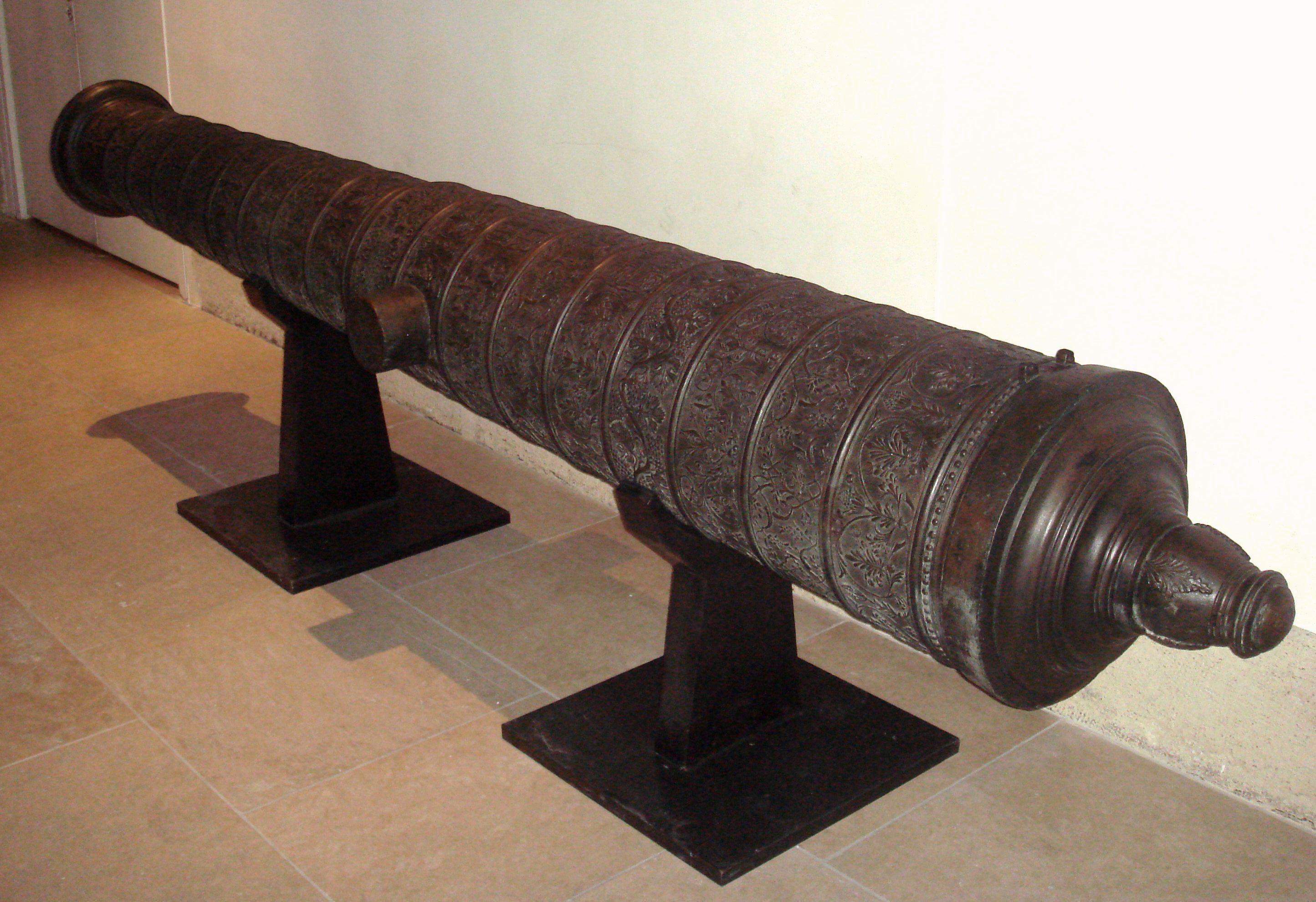
Cannone ottomano decorato, trovato l'8 ottobre 1581 ad Algeri. lunghezza: 385 cm, cal:178 mm, peso: 2910 kg, proiettile di pietra. Musée de l'Armée, Parigi.

L'Impero ottomano era al culmine della sua potenza, ma per i quaranta anni successivi a questi eventi, la Francia sarebbe rimasta coinvolta nelle aspre guerre di religione francesi, e il potere ottomano avrebbe cominciato ad indebolirsi lentamente dopo la Battaglia di Lepanto.
Nel 1572, dopo la morte del re polacco Sigismondo Augusto, che era stato fautore dell'alleanza polacco-ottomana, la Polonia elesse il francese Enrico di Valois, piuttosto che i candidati degli Asburgo, anche al fine di essere più gradita all'Impero Ottomano. La scelta di Enrico di Valois era stata evidentemente pilotata dal Gran visir ottomano Sokollu Mehmed Pascià. Quando Enrico tornò in Francia nel 1575, gli succedette Stefano I Báthory, anche lui supportato dagli ottomani per ottenere il trono di Transilvania nel 1571.
Nel 1574, Guglielmo d'Orange e Carlo IX, attraverso il suo ambasciatore pro-ugonotti François de Noailles, vescovo di Dax, cercò di avere il sostegno del sovrano ottomano Selim II al fine di aprire un nuovo fronte contro il re di Spagna Filippo II. Selim II inviò il suo sostegno attraverso un messaggero, che cercò di mettere gli olandesi in contatto con i ribelli moriscos della Spagna e i pirati di Algeri. Selim inviò anche una grande flotta alla Conquista di Tunisi nell'ottobre 1574, ottenendo il risultato di ridurre la pressione spagnola sugli olandesi.
Gli ugonotti francesi erano in contatto con i moriscos contro la Spagna negli anni 1570 Intorno al 1575, venne pianificato un attacco combinato di moriscos aragonesi e ugonotti di Béarn sotto Enrico di Navarra contro la spagnola Aragona, in accordo con il re di Algeri e l'Impero ottomano, ma questi progetti naufragarono con l'arrivo di Giovanni d'Austria in Aragona e il disarmo dei moriscos. Nel 1576, venne progettata una flotta a tre punte da Costantinopoli per sbarcare tra Murcia e Valencia, mentre gli ugonotti francesi avrebbero invaso da nord e i moriscos avrebbero compiuto la loro rivolta, ma la flotta ottomana non riuscì ad arrivare in tempo.
Il supporto ottomano alla Francia continuerà, così come il supporto ai Paesi Bassi e all'Inghilterra dopo il 1580, e il supporto a protestanti e calvinisti, come strategia per contrastare i tentativi degli Asburgo di imporre la loro supremazia in Europa. Per una volta, però, la guerra ottomano-safavide rivolse l'attenzione degli Ottomani distante dall'Europa.

### Rivalità persiano-ottomana in Europa
Il conflitto tra Ottomani e Persiani portò questi ultimi a cercare una contro alleanza asburgico-persiana che agisse, con le altre potenze europee, contro l'Impero Ottomano, in particolare con gli Asburgo, stati italiani e Spagna. Questo piano venne formalizzato da due dei più importanti organismi diplomatici: dall'ambasciata persiana in Europa (1599-1602) e da quella del (1609-1615). I risultati però sembra siano stati limitati.

## Continuazione
Per i tre secoli successivi all'inizio dell'alleanza gli ottomani continuarono a rispettare il loro impegno di proteggere le comunità cristiane nel loro regno e i re francesi successivi a Francesco I, mantennero generalmente la loro politica filo-ottomana. Numerose ambasciate ottomane vennero ricevute presso la corte francese: da Solimano a Francesco I nel 1533, da Solimano a Carlo IX nel 1565 (ambasciata di Hajji Murad), da Selim II a Carlo IX nel 1571, da Murad III a Enrico III nel 1581.

### Enrico IV

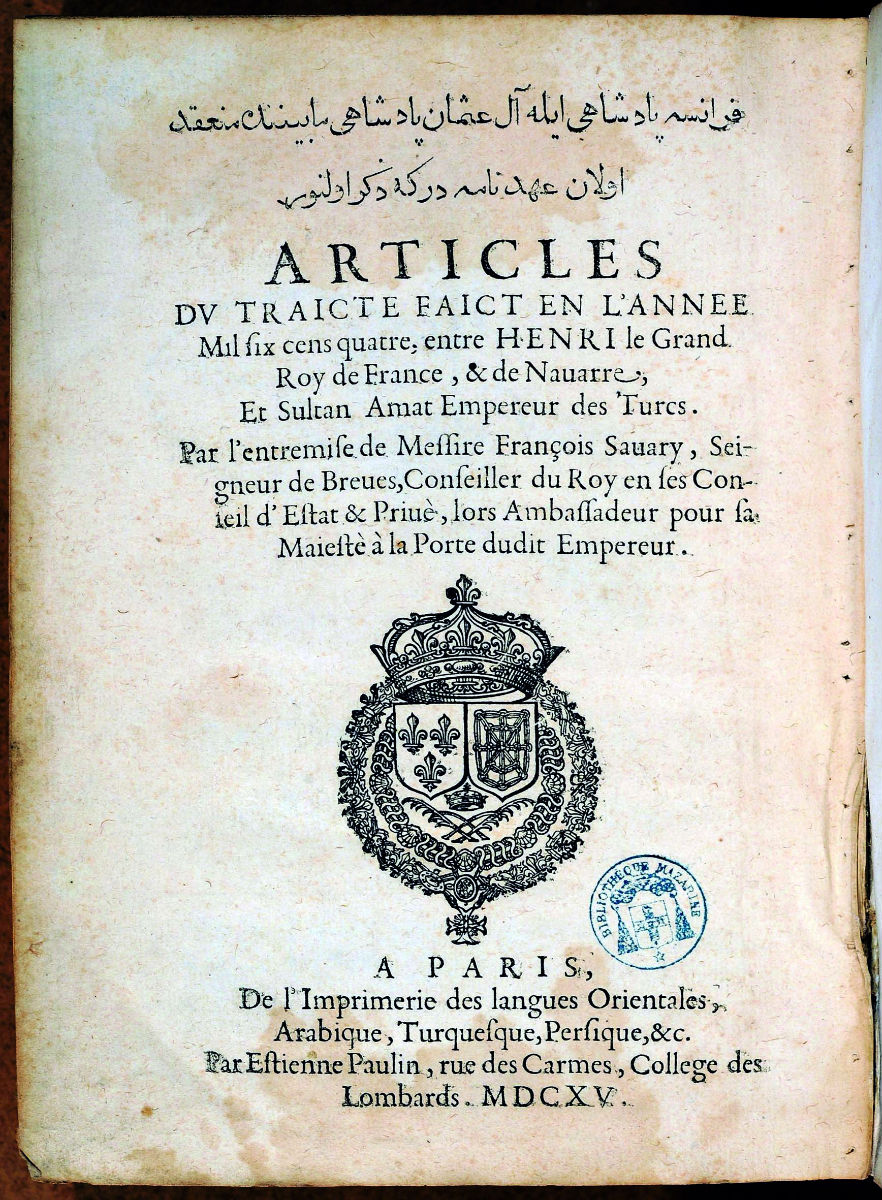
Traduzione bilingue franco-turca delle Capitolazioni del 1604 fra Sultan Ahmed I e Enrico IV, pubblicata da François Savary de Brèves nel 1615.

Anche prima dell'ascesa al trono di Enrico IV, gli ugonotti francesi erano in contatto con i moriscos con i quali avevano fatto dei piani contro gli Asburgo di Spagna negli anni 1570. Intorno al 1575, vennero fatti piani per un attacco combinato di moriscos aragonesi e ugonotti da Béarn sotto Enrico di Navarra contro la spagnola Aragona, in accordo con il re di Algeri e l'Impero ottomano, ma questi progetti naufragarono con l'arrivo di Giovanni d'Austria in Aragona e il disarmo dei moriscos. Nel 1576, venne progettata una flotta a tre punte che da Costantinopoli doveva sbarcare tra Murcia e Valencia, mentre gli ugonotti francesi avrebbero invaso da nord e i moriscos avrebbero compiuto la loro rivolta, ma la flotta ottomana non riuscì ad arrivare in tempo.

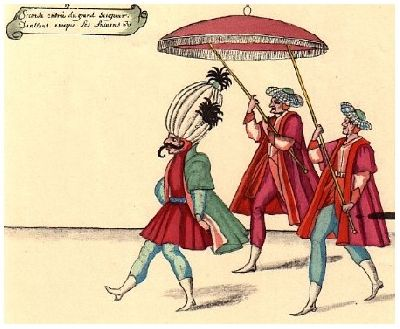
Illustrazione da Le Grand Bal de la Douairière de Billebahaut: "Entrance of the Great Turk", 1626.

Enrico IV continuò la politica franco-ottomana e ricette una ambasciata da Mehmed III nel 1601 e nel 1604 venne firmato un trattato di pace e Capitolazione" fra Enrico IV e il sultano ottomano Ahmed I, che concedeva numerosi vantaggi alla Francia nei rapporti con l'Impero Ottomano. Un'altra ambasciata venne inviata in Tunisia nel 1608, capeggiata da François Savary de Brèves.
Ancora un'ambasciata venne inviata a Luigi XIII nel 1607, e da Mehmed IV a Luigi XIV nel 1669, nella persona dell'ambasciatore Müteferrika Süleyman Ağa, che creò scalpore alla corte francese e innescò una moda turca. L'Oriente andò acquistando una vasta influenza nella letteratura francese, visto che il 50% delle guide di viaggio francesi, nel XVI secolo, erano dedicate all'Impero Ottomano.
L'influenza francese rimase fondamentale a Costantinopoli, e le capitolazioni furono rinnovate nel 1604, costringendo tutte le nazioni al commercio sotto la protezione e la bandiera della Francia, fatta eccezione per l'Inghilterra e la Repubblica di Venezia che erano in competizione con i Paesi Bassi, per l'influenza nel Levante. Nel contesto della competizione per l'influenza tra le potenze occidentali, le relazioni tra la Francia e l'Impero Ottomano iniziarono a raffreddarsi in modo significativo. Nel 1643, i francesi persero la custodia Luoghi Santi in favore dei greci.

### Ripresa dell'alleanza sotto Luigi XIV

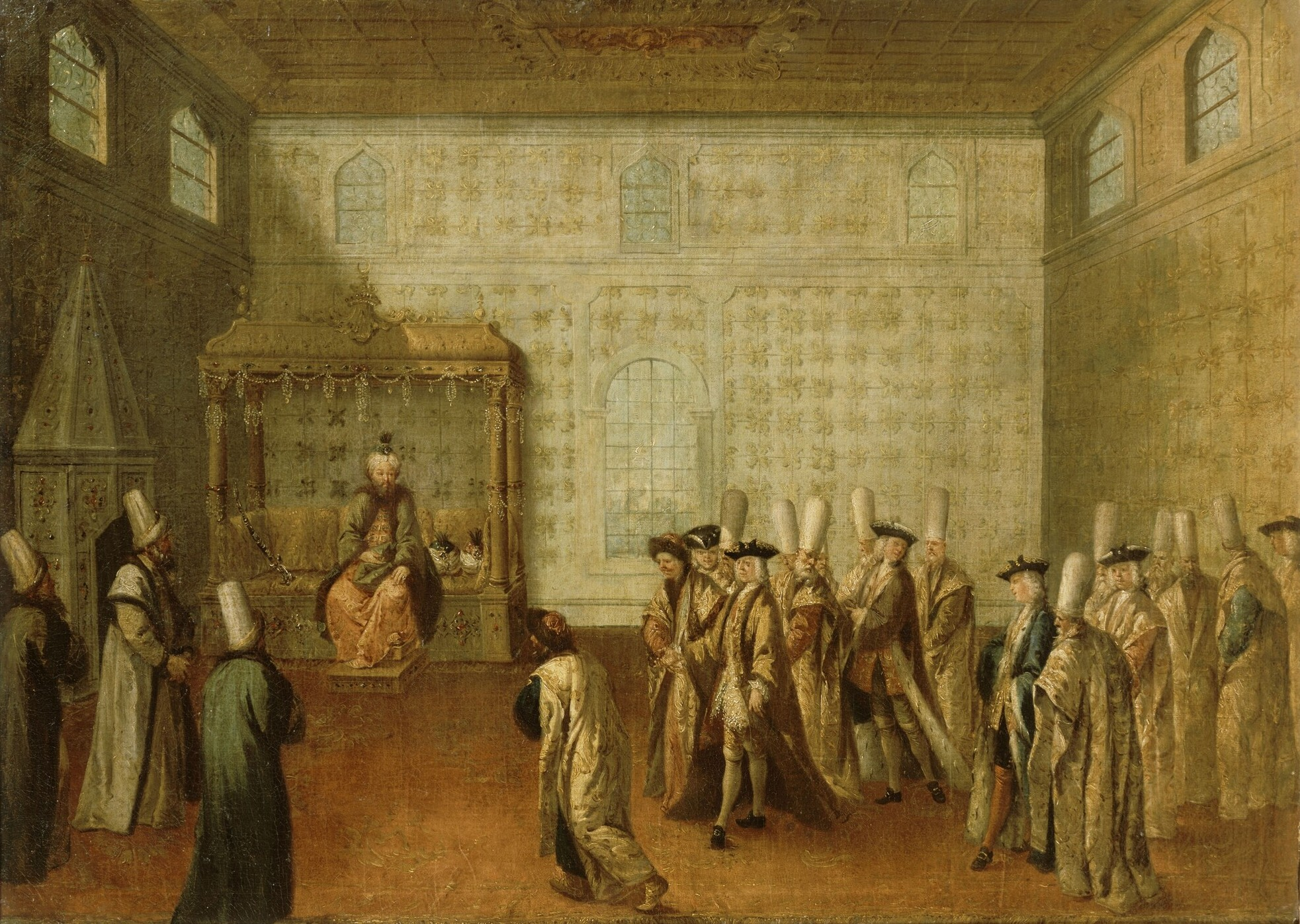
Ahmed III riceve l'ambasciata di Charles de Ferriol nel 1699; dipinto di Jean-Baptiste van Mour.

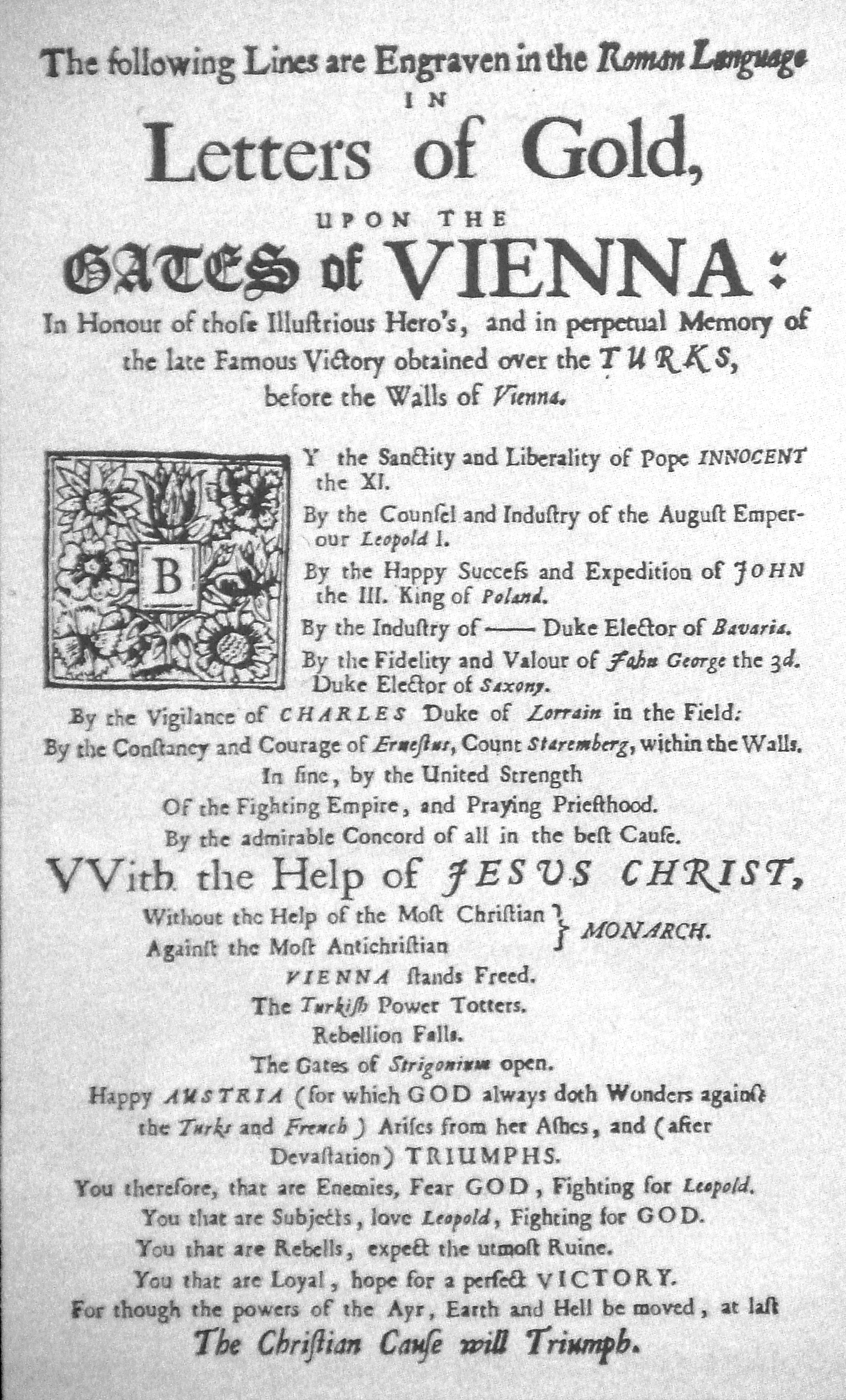
Un pamphlet inglese critica Luigi XIV e Mehmed IV per il loro ruolo nell'assedio di Vienna nel 1683 ("Senza l'aiuto di Sua maestà cristianissima/Contro il maggiore monarca anticristiano/ ").

Inizialmente, il sentimento di Luigi XIV verso l'Impero Ottomano sembrava essere piuttosto negativo, e le truppe francesi assistettero gli austriaci contro i turchi del 1664 nella Battaglia di San Gottardo, e i veneziani contro i turchi nell'assedio di Candia nel 1669 sotto François de Beaufort. Una delle ragioni era che Luigi XIV stava spostando l'alleanza verso gli Asburgo, in particolare attraverso il suo matrimonio con Maria Teresa di Spagna nel 1660. La madre di Luigi XIV, Anna d'Austria, era anch'essa una Asburgo.
Nel 1673, Luigi XIV inviò una flotta ai Dardanelli e ottenne nuove capitolazioni che lo riconoscevano come unico protettore dei cattolici. Presto Luigi XIV fece rivivere l'alleanza per agevolare le sue politiche espansionistiche. Egli si astenne dal partecipare a un'alleanza formale con l'Impero Ottomano, ma mantenne una neutralità prudente favorevole i turchi, incoraggiandoli ad aprire un nuovo fronte contro gli Asburgo, ed effettivamente approfittò del loro conflitto con il Sacro Romano Impero per promuovere gli interessi territoriali della Francia. Nel 1679 e nel 1680, Luigi XIV, attraverso il suo inviato Guilleragues incoraggiò il Gran Visir ottomano Kara Mustafa ad intervenire nella ribellione ungherese contro gli Asburgo, ma senza successo. Luigi XIV comunicò ai turchi che non avrebbe mai combattuto dalla parte dell'imperatore austriaco Leopoldo I, e invece ammassò truppe alla frontiera orientale della Francia. Queste rassicurazioni incoraggiarono i turchi a non rinnovare i venti anni di pace con l'Austria e a passare all'offensiva. Dal 1683, e per un periodo di sedici anni, il Sacro Romano Impero sarebbe stato occupato nella lotta contro l'Impero ottomano nella Grande guerra turca. Luigi XIV si rifiutò di partecipare al Lega Santa, una coalizione di potenze europee contro gli Ottomani, adottando una posizione di neutralità, e incoraggiò Mehmed IV a perseverare nella sua lotta contro gli Asburgo. Scrittori e poeti avrebbero criticato la posizione di Luigi XIV, e rafforzato l'unità della Lega, descrivendo una battaglia tra "libertà" europea da un lato e dispotismo orientale associato ad assolutismo francese dall'altro.
Il Gran visir ottomano Kara Mustafa riuscì quasi a prendere Vienna, ma fu infine respinto alla battaglia di Vienna nel 1683. In quell'occasione, Luigi XIV non solo rifiutò di aiutare gli austriaci, ma al contrario cercò di impedire a Giovanni III Sobieski di salvare la città di Vienna, ma colse l'occasione per attaccare città in Alsazia e parti del sud della Germania. Alla fine fu in grado di firmare la Tregua di Ratisbona il 15 agosto 1684, ottenendo alcuni territori che coprivano la frontiera e avrebbero protetto la Francia da invasioni straniere.
Nel 1688, Luigi XIV attaccò nuovamente l'Impero asburgico, per alleviare la pressione sugli Ottomani. Luigi XIV venne insultato per questa azione, e fu chiamato:
(Camera dei Comuni Giornale, 15 aprile 1689.)
Gli ottomani furono in grado di mettere in atto un contro-attacco ed ebbero successo nell'Assedio di Belgrado (1690), ma furono definitivamente sconfitti nel 1699 con la firma del Trattato di Carlowitz.

#### Scambi culturali

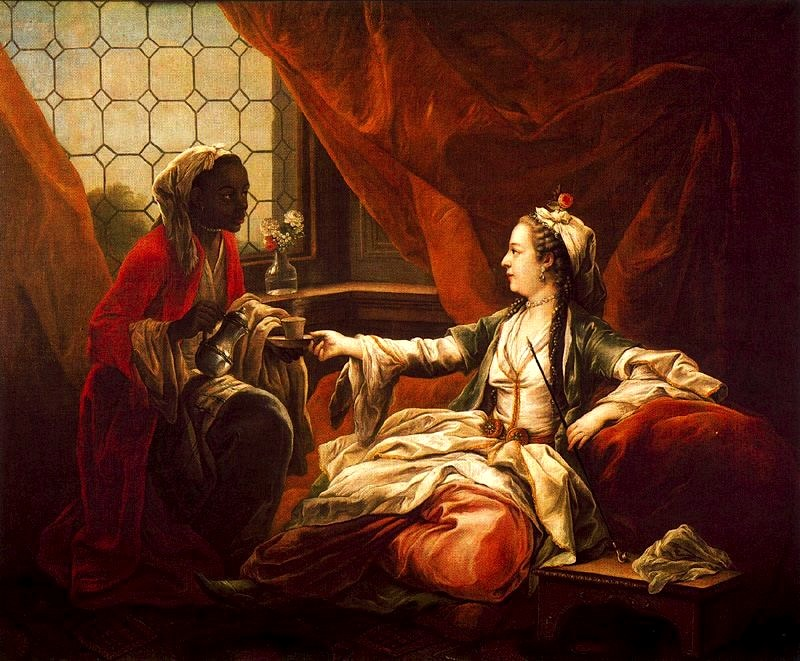
Madame de Pompadour ritratta come dama turca nel 1747 da Charles-André van Loo, un esempio di turcherie.

Entro la fine del XVII secolo, le prime grandi sconfitte dell'Impero Ottomano ridussero la minaccia percepita nelle menti europee, portando ad una mania artistica per le cose turche. C'era una moda per le turcherie, proprio come c'era la moda per le cose cinesi (cineserie), entrambe le quali divennero componenti costitutivi dello stile Rococò. L'orientalismo iniziò a diventare molto popolare, in primo luogo con le opere di Jean-Baptiste van Mour, che aveva accompagnato l'ambasciata di Charles de Ferriol a Costantinopoli nel 1699 e che vi rimase fino alla fine della sua la vita nel 1737, e poi con le opere di Boucher e Fragonard.

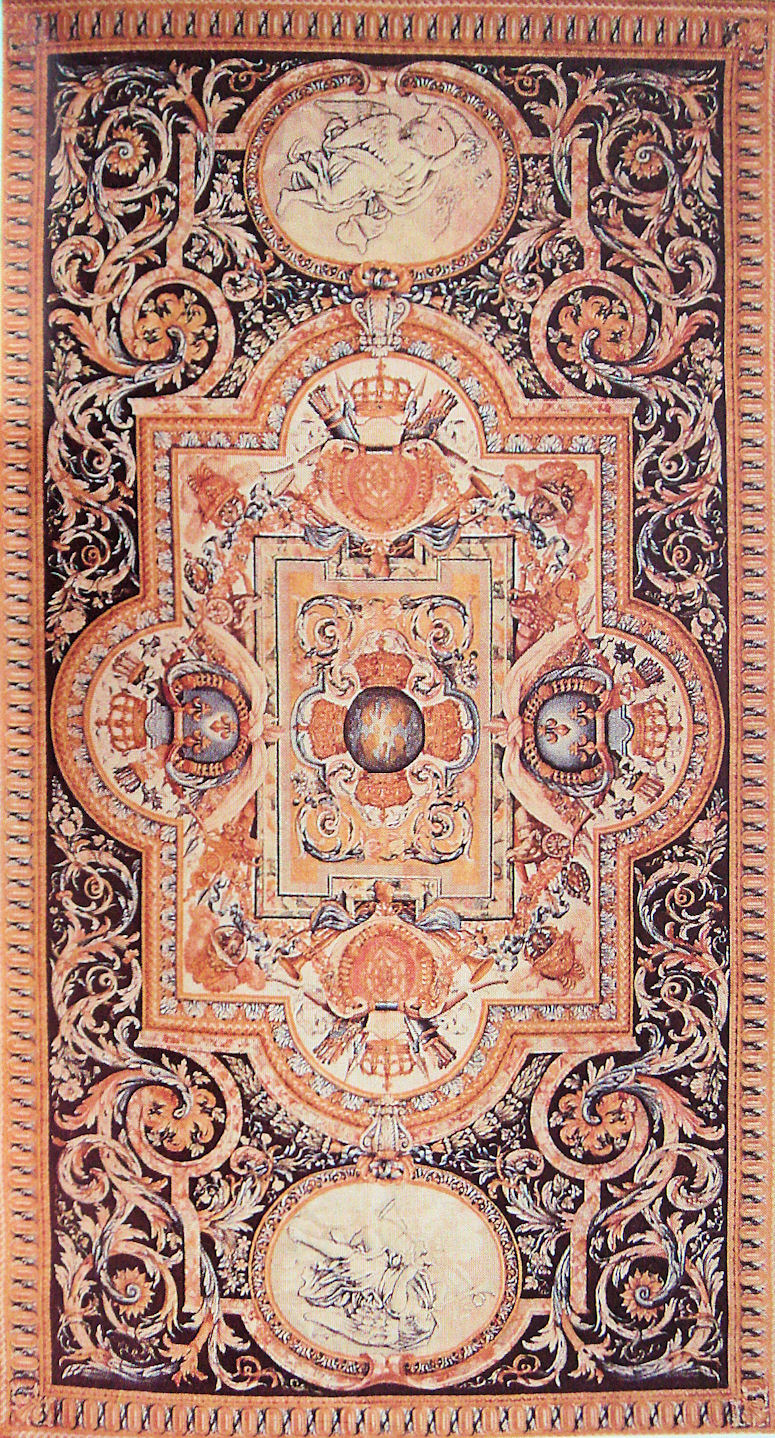
Tappeto della Savonnerie, sotto Luigi XIV, su disegno di Charles Le Brun, fatto per la Grand Galerie del Palazzo del Louvre.

Anche la letteratura francese fu notevolmente influenzata. Nel 1704 venne pubblicata la prima versione francese delle Mille e una notte. Autori francesi usarono l'Oriente come modo per arricchire i loro lavori filosofici e come pretesto per scrivere commenti sull'Occidente: Montesquieu scrisse le Lettres Persannes nel 1721, un saggio satirico sull'Occidente, Voltaire utilizzò la moda orientale per scrivere Zaire (1732) e Candide (1759). I viaggiatori francesi del XVII secolo, come Jean de Thévenot e Jean-Baptiste Tavernier visitarono regolarmente l'Impero Ottomano.
Vi furono anche numerose influenze culinarie. Il caffè venne introdotto a Marsiglia da Pierre de La Roque nel 1664, ma la moda per il caffè a Parigi venne innescata dall'ambasciatore ottomano presso Luigi XIV, Suleiman Aga, nel 1669. Sorsero locali alla moda per la mescita del caffè come il Café Procope, il primo bar di Parigi, aperto nel 1689. Nell'alta società francese indossare il turbante e il caffettano divenne una moda, così come sdraiarsi su tappeti e cuscini.
In Francia si sviluppò un'industria dei tappeti façon de Turquie ("alla maniera turca") durante il regno di Enrico IV, ad opera di Pierre Dupont, ritornato dall'Oriente. Questa industria crebbe di importanza durante il regno di Luigi XIV. I tappeti della Savonnerie esemplificarono questa tradizione ("i superbi tappeti della Savonnerie, che per lungo tempo rivaleggiarono con i tappeti della Turchia, e ultimamente li hanno di gran lunga superati"), che vennero successivamente adattati al gusto locale e sviluppati dalla Manifattura dei Gobelins. Questa tradizione si sviluppò anche in Gran Bretagna dove fece rinascere l'industria del tappeto britannico nel XVIII secolo.

### Supporto continuo, da Luigi XV alla Rivoluzione francese

#### Ambasciate ottomane

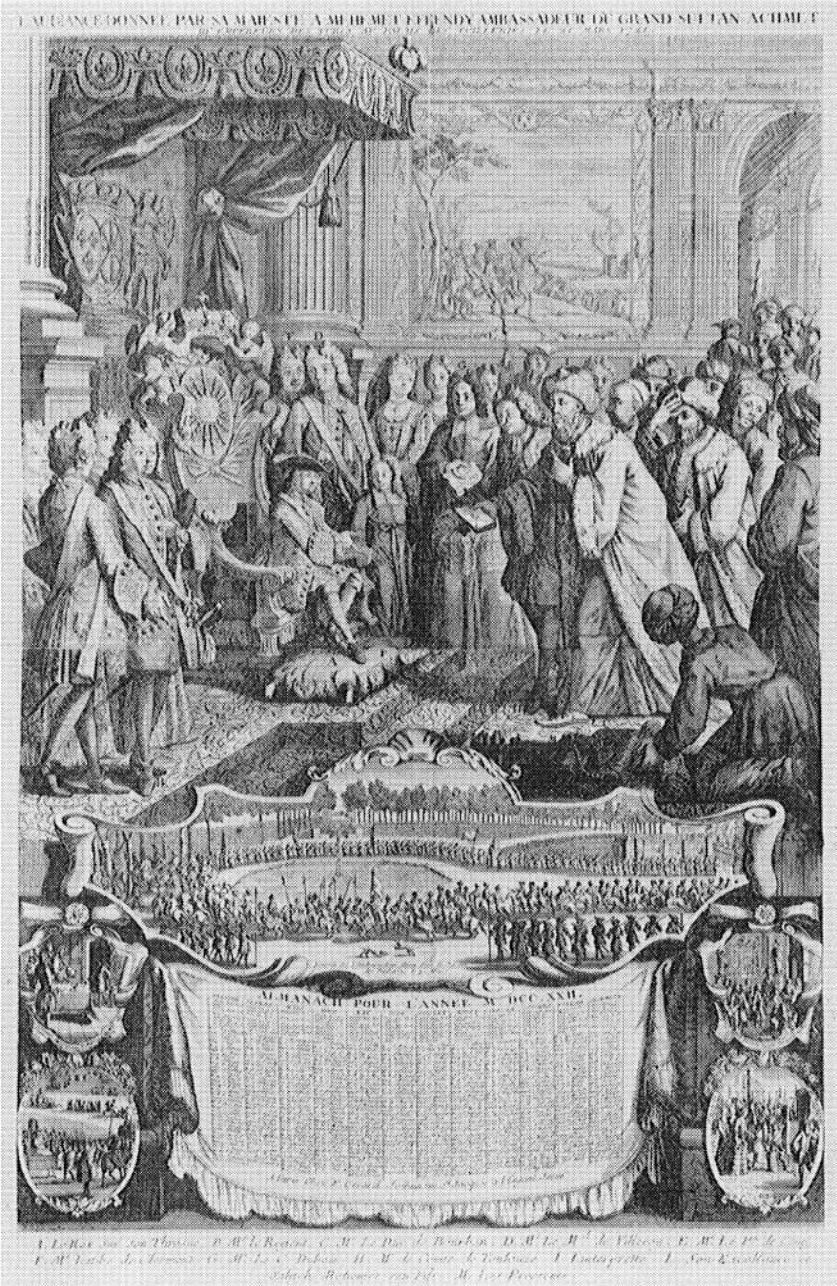
Luigi XV bambino riceve l'ambasciatore ottomano Yirmisekiz Mehmed Çelebi nel 1721.

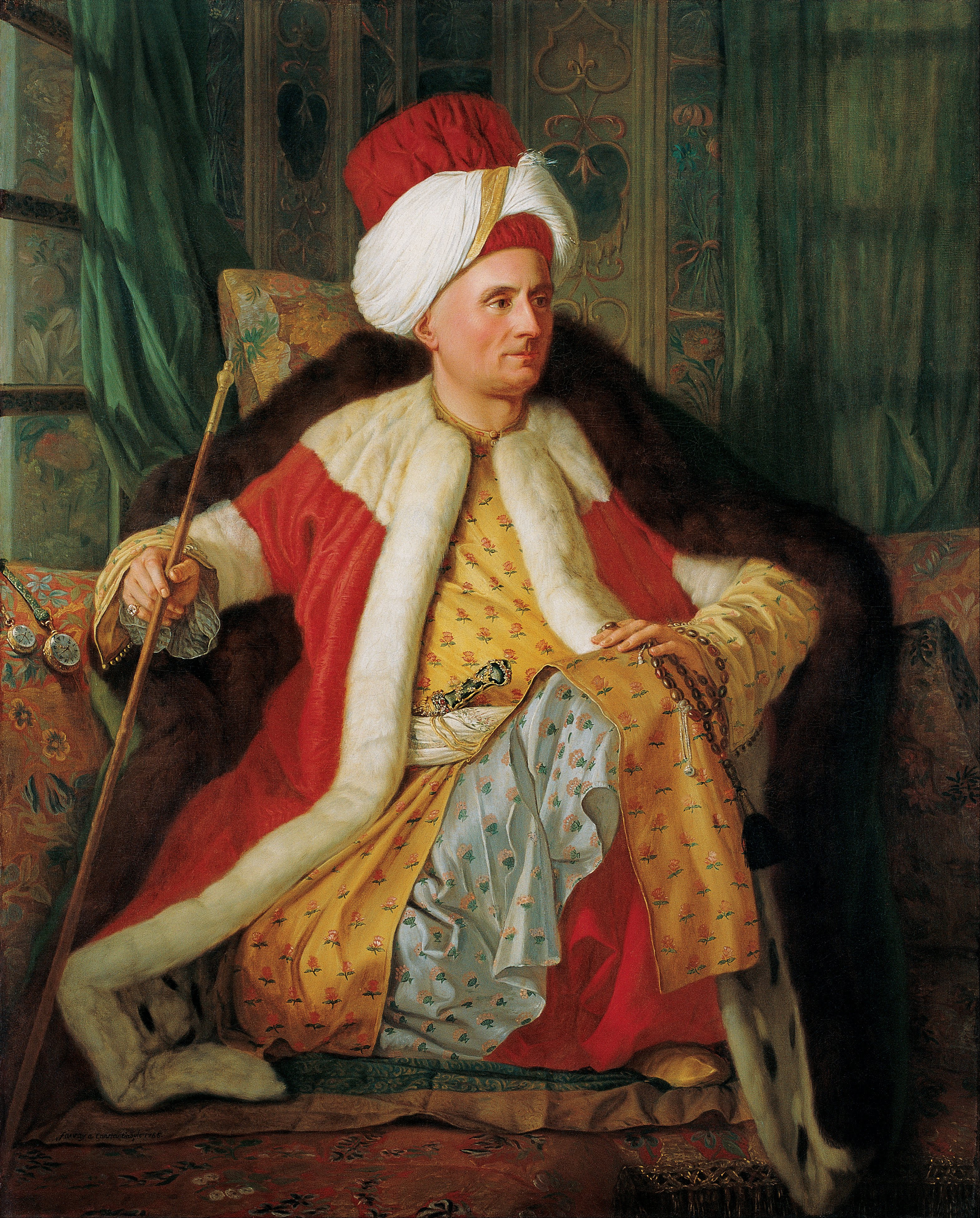
L'ambasciatore francese Charles Gravier di Vergennes in abiti ottomani, dipinto di Antoine de Favray, 1766, Museo di Pera, Istanbul.

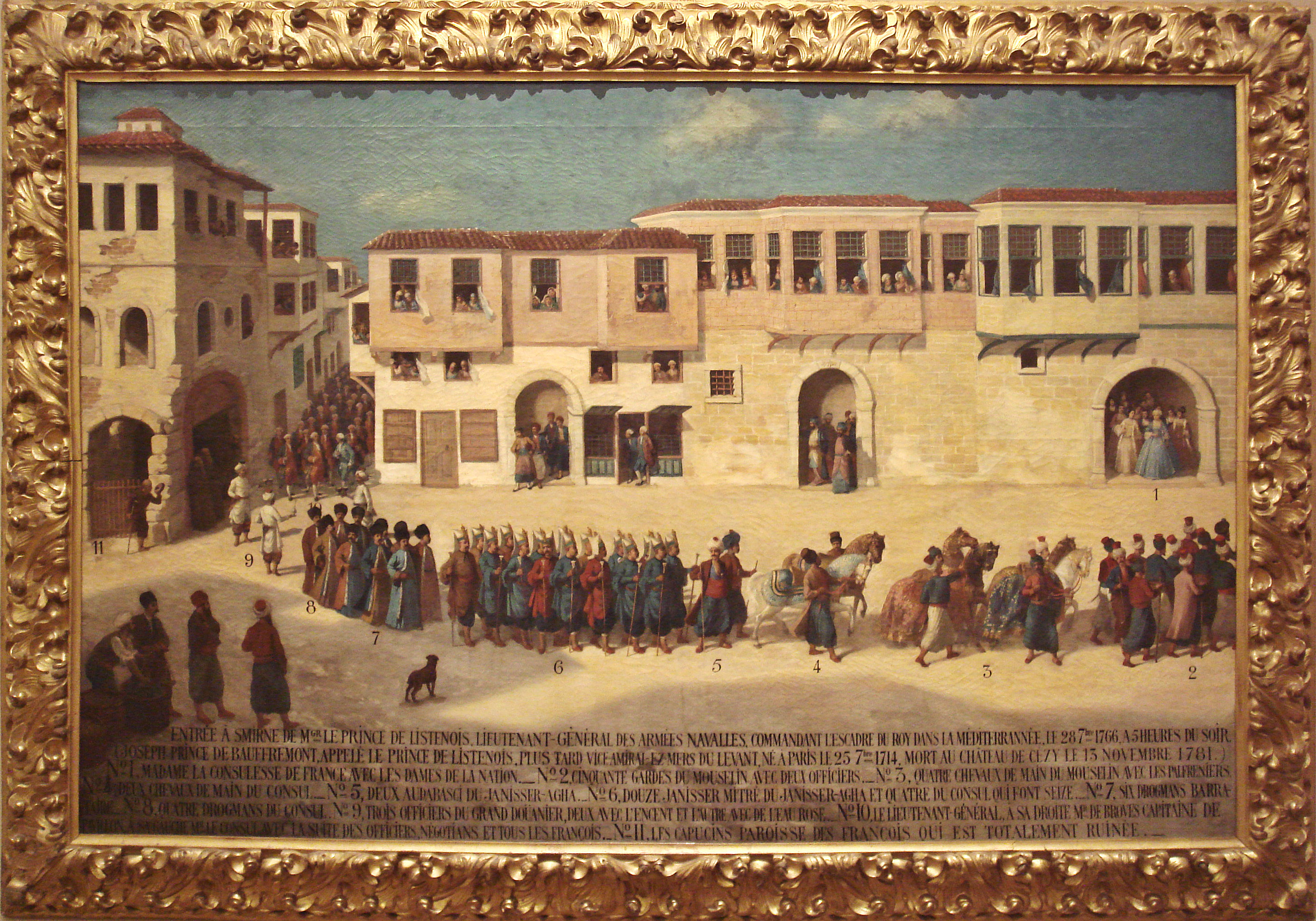
Ingresso di Joseph de Bauffremont a Smirne, 28 settembre 1766.

Nei primi anni del XVIII secolo, il sovrano ottomano Ahmed III (1703-1730) cercò di inviare un'ambasciata in Francia al fine di rendere formalmente la Francia come alleato strategico contro i nemici comuni russo e austriaco. In 1720, Yirmisekiz Mehmed Çelebi fu inviato a Parigi come ambasciatore ottomano presso Luigi XV. La sua ambasceria, durata undici mesi, è nota per essere stata la prima rappresentanza estera, di natura permanente, dell'Impero ottomano. Durante il periodo 1721-1722, visitò la Francia, in una vasta missione esplorativa, con l'obiettivo di raccogliere informazioni per la modernizzazione dell'Impero Ottomano. Al suo ritorno nella capitale ottomana, Yirmisekiz Mehmed Çelebi presentò i suoi contatti, esperienze e osservazioni al Sultano nella forma di un libro, un Sefâretnâme. Un'altra ambasciata, guidata da Mehmed Said Efendi si recherà in visita in Francia nel 1742.

#### Collaborazione diplomatica e tecnica

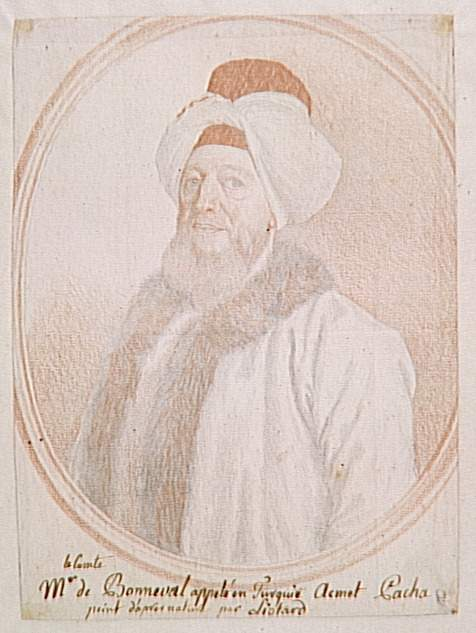
L'ufficiale francese Claude Alexandre de Bonneval collaborò alla modernizzazione dell'esercito ottomano.

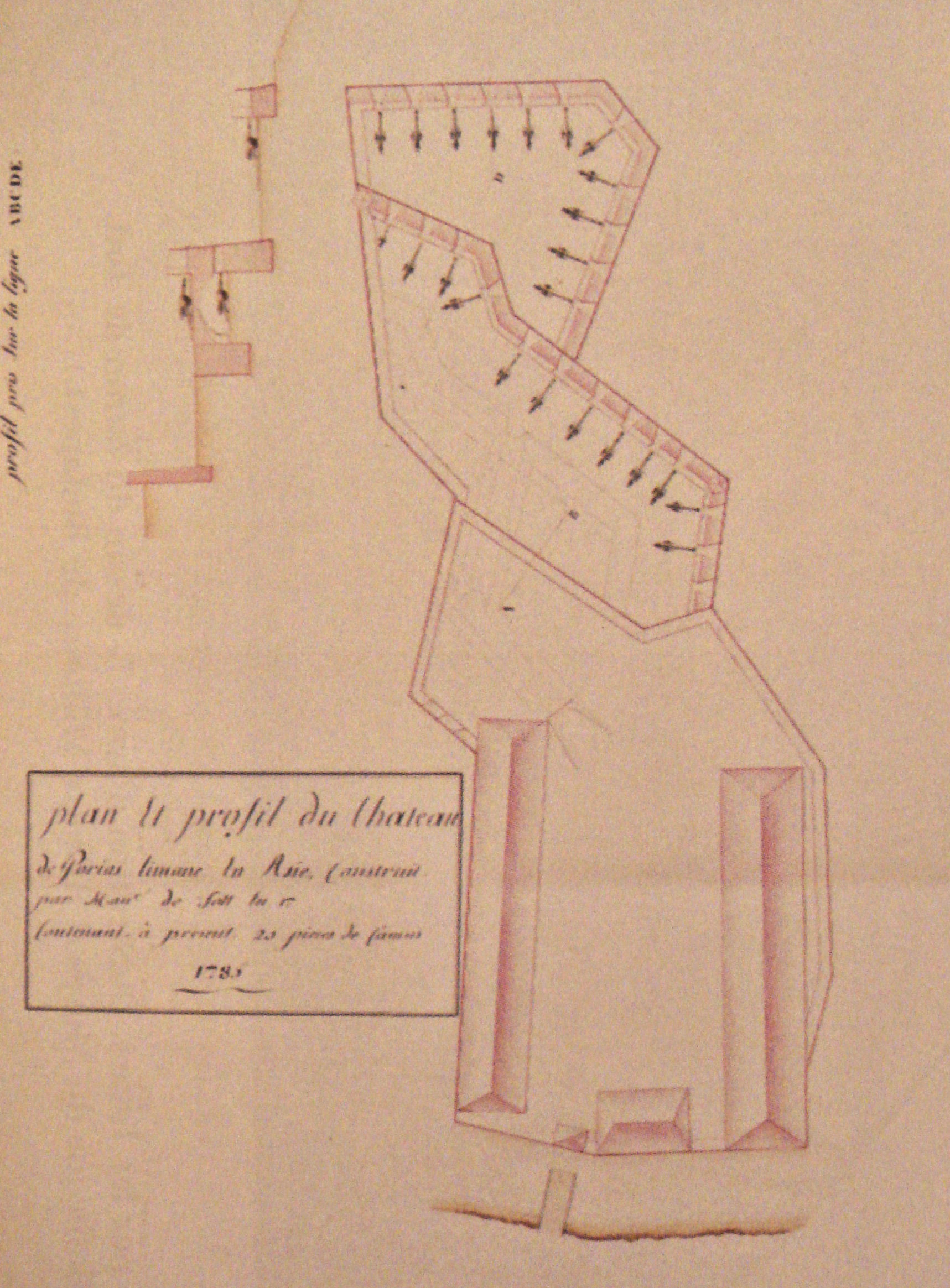
Una fortificazione costruita da Baron de Tott, per l'impero ottomano, durante la guerra russo-turca (1768-1774).

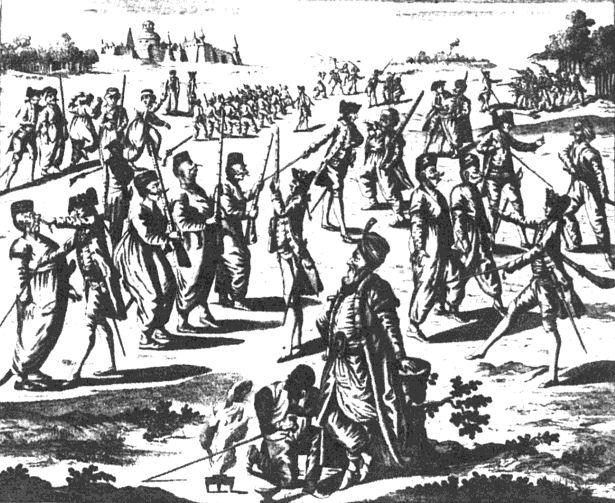
Caricatura contemporanea, del 1783, della missione militare francese a Costantinopoli per addestrare le truppe ottomane.

Per tutto il periodo, i contatti furono diversi e molteplici e la Francia era disposta ad aiutare gli ottomani al fine di mantenere l'equilibrio strategico in Europa. Attraverso il suo intervento e quello dell'ambasciatore Louis de Villenneuve, nella negoziazione del Trattato di Belgrado del 1739, la Francia sostenne efficacemente l'impero ottomano nel mantenere una forte presenza in Europa contro l'Austria per diversi decenni, facendo così "riemergere il suo tradizionale ruolo di miglior amico degli Ottomani nella cristianità".
Inoltre, poiché l'Impero Ottomano stava perdendo terreno militarmente, nel corso del XVIII secolo, fece numerosi sforzi per reclutare esperti francesi per la sua modernizzazione. L'ufficiale francese e avventuriero Claude Alexandre de Bonneval (1675-1747) si mise al servizio del sultano Mahmud I, si convertì all'Islam, e cercò di modernizzare l'esercito ottomano, creando fonderie di cannoni, fabbriche di polvere da sparo e moschetti e una scuola di ingegneria militare. Un altro ufficiale, François Baron de Tott, venne coinvolto negli sforzi di riforma militare ottomana. Riuscì ad avere una nuova fonderia per la costruzione di obici e fu determinante per la creazione di unità di artiglieria mobile. Costruì fortificazioni sul Bosforo e diede inizio ad un corso di scienze navali che pose la prima pietra per la successiva creazione dell'Accademia navale turca.

##### Luigi XVI
Dal 1783, sotto Luigi XVI, venne inviata una missione militare francese presso l'impero ottomano per addestrare i turchi nella guerra navale e nella costruzione di fortificazioni. Fino allo scoppio della Rivoluzione francese, nel 1789, circa 300 ufficiali francesi di artiglieria e ingegneri erano attivi nell'impero ottomano per modernizzare e addestrare unità di artiglieria. Dal 1784, Antoine-Charles Aubert si recò a Costantinopoli con dodici esperti. Lo stesso anno, gli ufficiali francesi di ingegneria André-Joseph Lafitte-Clavé e Joseph-Monnier de Courtois giunsero in Turchia per realizzare disegni tecnici e strutturare la nuova Imperial scuola militare di ingegneria  Mühendishâne-i Berrî-i Hümâyun istituita dal Gran visir Halil Hamid Pascià. Libri di testo, per lo più francesi, vennero usati per l'insegnamento della matematica, astronomia, ingegneria, armi, tecniche di guerra e di navigazione. Tuttavia, tutti gli istruttori dovettero lasciare con la fine dell'alleanza franco-ottomano nel 1798.

##### Francia Rivoluzionaria
Questa politica continuò anche dopo la Rivoluzione francese, visto che la Francia aveva chiaramente bisogno di un diversivo orientale contro i suoi nemici continentali. Per l'Impero ottomano la Rivoluzione francese fu un evento provvidenziale, dal momento che il conflitto tra le potenze europee avrebbe potuto indebolire soltanto gli Stati che erano suoi nemici tradizionali. Per il sultano Selim III, questa fu un'occasione d'oro per modernizzare e raggiungere il "Nuovo Ordine" (Nizam-ı Jedid). Creò ambasciate permanenti in diversi paesi europei, e si rivolse alla Francia per chiedere aiuto. Vennero inviati diversi esperti e, nel 1795, l'inviato francese straordinario Raymond de Verninac-Saint-Maur tentò di stabilire un trattato di alleanza. Un giovane ufficiale di artiglieria, Napoleone Bonaparte, venne designato per andare a Costantinopoli nel 1795 per aiutare ad organizzare l'artiglieria ottomana. Tuttavia non andò, poiché pochi giorni prima di imbarcarsi per il Vicino Oriente si dimostrò utile al Direttorio annientando un moto parigino, organizzato dai "realisti" e venne trattenuto in Francia.

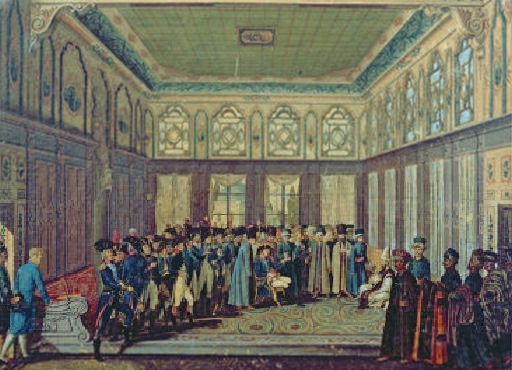
Il generale Jean-Baptiste Annibal Aubert du Bayet, con la sua missione militare, ricevuto dal Gran visir nel 1796, dipinto di Antoine-Laurent Castellan.

Nel 1796, il generale Aubert-Dubayet venne inviato alla corte ottomana con attrezzature di artiglieria, artiglieri e ingegneri francesi, per aiutare lo sviluppo degli arsenali ottomani e delle fonderie di cannoni. Vennero inviati anche ufficiali di fanteria e cavalleria per addestrare spahis e giannizzeri, ma furono frustrati dall'opposizione dei giannizzeri. Questo rapporto sarebbe diventato difficile con l'ascesa di Napoleone.

## Epilogo: Napoleone I
Impero francese
     Stati ribelli conquistati
     Stati alleati conquistati

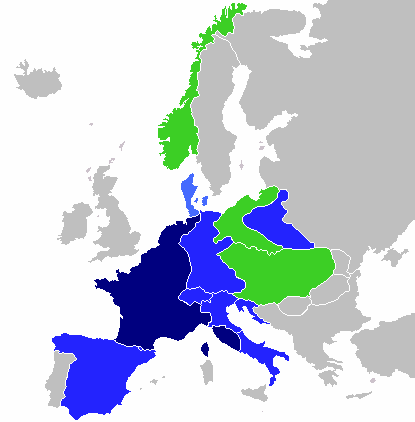
Fra le sue conquiste (qui l'impero napoleonico nella sua più grande estensione nel 1811) Napoleone venne a diretto contatto con l'impero ottomano.
Impero francese
Stati ribelli conquistati
Stati alleati conquistati

Con l'avvento di Napoleone I, la Francia adottò una politica fortemente espansiva che la mise in contatto diretto con l'Impero Ottomano. Dopo il Trattato di Campoformio del 1797, la Francia acquisì possedimenti nel Mediterraneo, come le isole Ionie nonché ex basi veneziane sulla costa di Albania e Grecia. Le relazioni con l'impero ottomano diventarono, tutto ad un tratto, più conflittuali. Napoleone Bonaparte invase l'Egitto nel 1798 e combatté contro gli ottomani per stabilire una presenza francese in Medio Oriente, con l'ultimo sogno di un collegamento con Fateh Ali Tipu in India. Nonostante il lungo periodo di amicizia, l'alleanza franco-ottomana era ormai finita, Napoleone dichiarò grande rispetto per l'Islam, e fece appello alla lunga storia di relazioni amichevoli tra l'Impero Ottomano e la Francia:
(Napoleone agli egiziani.)
Napoleone aveva rovesciato i bey mamelucchi, governanti d'Egitto sotto la sovranità nominale ottomana, ma alzò ancora bandiera francese affiancata a quella ottomana in tutto il territorio egiziano, rivendicando il suo amore per l'Islam, e dicendo che stavano salvando gli Ottomani dai Mamelucchi. Selim III tuttavia dichiarò immediatamente la Jihād e cercò l'aiuto di Regno Unito e Russia, che riteneva essere minacciata dalle conquiste di Napoleone. Il 9 gennaio 1799, l'Impero Ottomano si alleò con la Russia, e due giorni dopo con la Gran Bretagna.
La Gran Bretagna colse l'occasione per allearsi con l'Impero Ottomano allo scopo di respingere l'invasione di Napoleone, intervenendo militarmente durante l'Assedio di San Giovanni d'Acri con l'ammiraglio William Sidney Smith nel 1799, o sotto Ralph Abercromby alla Battaglia di Abukir nel 1801. Entro il 1802, i francesi furono completamente sconfitti in Medio Oriente.

### Alleanza finale, ma di breve durata

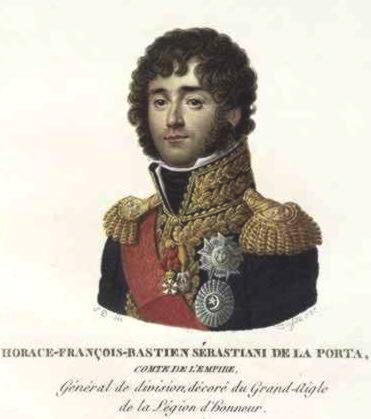
Il generale francese Horace Sébastiani negoziò l'alleanza con Selim III.

Ben presto però, nel 1803, Francia e Gran Bretagna erano di nuovo in guerra, e Napoleone fece di tutto per cercare di convincere l'Impero Ottomano a combattere contro la Russia nei Balcani e ad unirsi alla sua coalizione anti-russa. Da parte sua, la Russia si contendeva il favore ottomano, e riuscì a firmare un trattato di alleanza difensiva nel 1805.
Napoleone continuò i suoi sforzi per conquistare l'Impero Ottomano alla sua causa. Inviò il generale Horace Sébastiani come inviato straordinario. Napoleone promise di aiutare l'Impero Ottomano a recuperare i territori perduti. Egli scrisse al Sultano:
(Lettera da Napoleone a Selim III.)

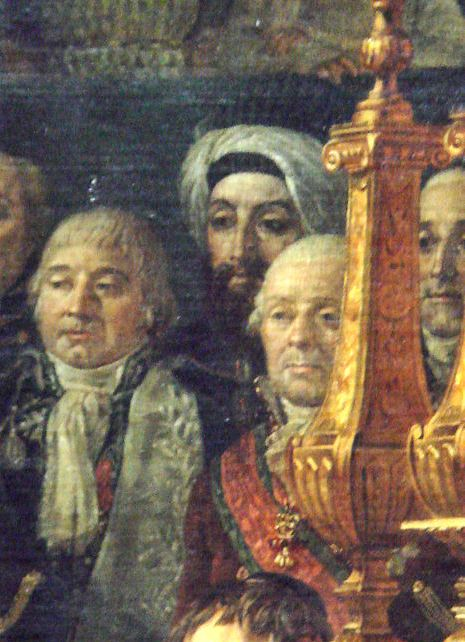
L'ambasciatore ottomano Halet Efendi in Incoronazione di Napoleone nel 1804, di Jacques-Louis David (dettaglio).

Nel febbraio 1806, dopo la vittoria di Napoleone alla Battaglia di Austerlitz nel dicembre 1805 e il seguente smembramento dell'Impero asburgico, Selim III rifiutò di firmare l'alleanza con Russia e Regno Unito, e riconobbe Napoleone come imperatore, optando formalmente per un'alleanza con la Francia "nostro sincero e naturale alleato", dichiarando guerra a Russia e Regno Unito. Inviò inoltre Muhib Efendi a Parigi, come ambasciatore (1806–1811). La decisione di Selim III a favore della Francia innescò, nel 1806, la guerra russo-turca e nel 1807 la guerra anglo-turca. Selim III respinse la flotta britannica di John Thomas Duckworth con l'aiuto di Sebastiani, ma perse alcuni importanti scontri contro la Russia, e fu infine rovesciato dai suoi giannizzeri mentre stava cercando di riformare il suo esercito, venendo sostituito da Mustafa IV. Questi comunque persistette con l'alleanza franco-ottomana, e inviò l'ambasciatore Halet Efendi a Parigi per trattarne i dettagli. Allo stesso tempo, Napoleone aveva formalizzato un'alleanza franco-persiana nel 1807, con la firma del Trattato di Finckenstein.

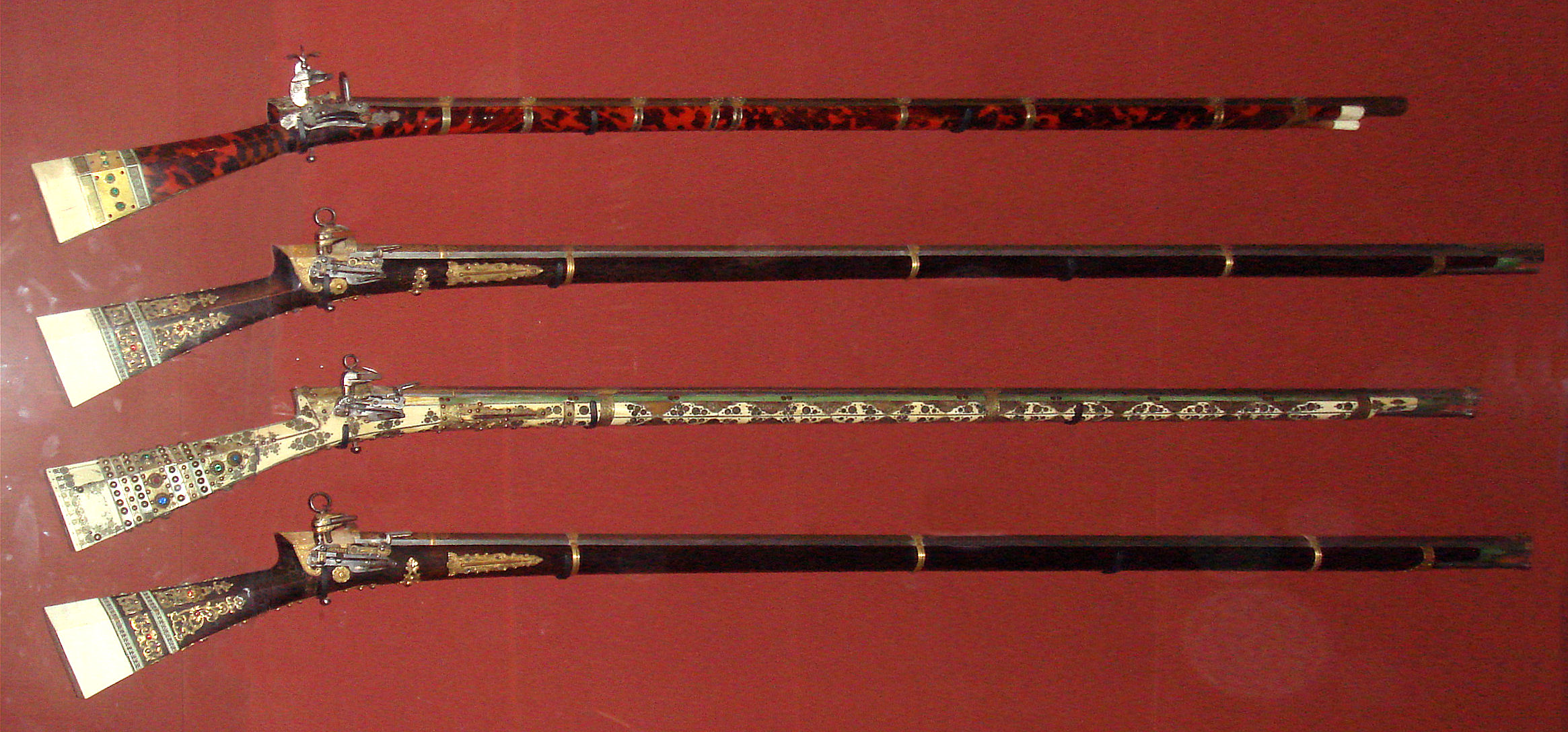
Fucili ottomani, 1750-1800. Musée de l'Armée, Parigi.

In un capovolgimento finale però, Napoleone aveva finalmente sconfitto la Russia nella battaglia di Friedland nel mese di luglio 1807. L'alleanza tra la Francia e l'Impero Ottomano venne mantenuta, e un accordo di pace fu mediato tra la Russia e gli Ottomani, ma i territori degli Ottomani che era stato promessi (Moldavia e Valacchia) attraverso il Trattato di Tilsit non vennero mai restituiti, anche se gli stessi ottomani avevano rispettato la loro parte dell'accordo spostando le loro truppe a sud del Danubio. Di fronte al tradimento da parte della Russia, e al fallimento della Francia nell'avere forzato l'accordo, l'Impero Ottomano, ora governato da Mahmud II, firmò, il 5 gennaio 1809, il Trattato di pace, commercio e alleanza segreta con la Gran Bretagna, che ora era in guerra con la Francia e la Russia. Nel 1812, attraverso il Trattato di Bucarest, l'Impero Ottomano e la Russia accettarono una pace, visto che la Russia era ansiosa di liberare il fronte meridionale in previsione dell'invasione della Russia, con la quale la Russia manteneva la Bessarabia e gli Ottomani riconquistavano Valacchia e Moldavia. Nel mondo post napoleonico, al Congresso di Vienna, l'Impero Ottomano venne ancora riconosciuto come una parte essenziale dello status quo europeo.

## Guerre di Crimea e Siria

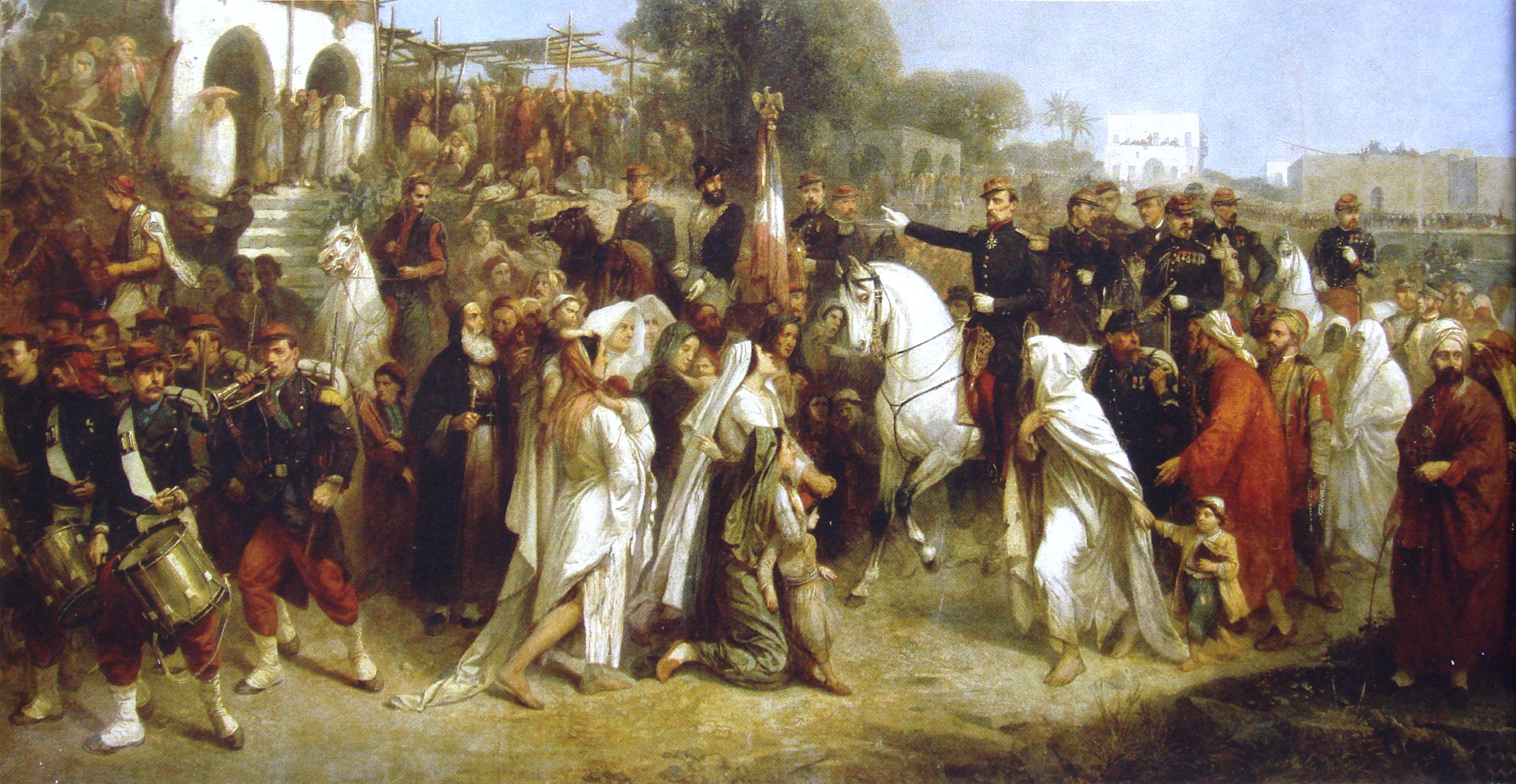
La spedizione francese in Siria, guidata dal generale Beaufort d'Hautpoul, sbarca a Beirut il 16 agosto 1860.

Nella guerra di Crimea, venne firmata un'alleanza franco-anglo-ottomana contro la Russia il 12 marzo 1854.
In un altro esempio di cooperazione, nel 1860, la Francia intervenne successivamente in territorio ottomano (Siria), con l'accordo dell'Impero Ottomano, con l'obiettivo di compiere la sua missione di proteggere i cristiani in Medio Oriente, a seguito di massacri di cristiani maroniti A quel tempo la Francia, guidata da Napoleone III, affermò di voler continuare il suo antico ruolo di protettrice dei cristiani nell'Impero ottomano.